# Équipe de Tunisie de football
‌
Cet article traite de l'équipe masculine. Pour l'équipe féminine, voir Équipe de Tunisie féminine de football.
Maillots
Actualités
L'équipe de Tunisie de football (arabe : منتخب تونس لكرة القدم) est l'équipe nationale qui représente la Tunisie dans le football international masculin, depuis son premier match le 2 juin 1957 contre la Libye. C'est une équipe membre de la Fédération Internationale de Football Association (FIFA) au niveau international et de la Confédération africaine de football (CAF) sur le continent. Elle est supervisée par la Fédération tunisienne de football (FTF), créée le 29 mars 1957 dans la foulée de l'indépendance du pays, puis rejoint l'Union des associations arabes de football (UAFA) en 1978 et l'Union nord-africaine de football (UNAF) en 2005. L'équipe surnommée « Les Aigles de Carthage » a pour couleurs le rouge et le blanc, semblables à celles du drapeau national, et son symbole est le pygargue à tête blanche. La plupart de ses matchs se jouent depuis 2001 au stade olympique de Radès, d'une capacité de 60 000 spectateurs, qui est situé dans la banlieue sud de la capitale Tunis.
L'équipe connaît des périodes régulières de représentation au plus haut niveau international : de 1962 à 1978, de 1994 à 2008 et à nouveau à partir de 2014. L'équipe de Tunisie a participé aux phases finales de six coupes du monde, à 21 coupe d'Afrique des nations et à quatre tournois olympiques. Elle marque l'histoire lors de la coupe du monde 1978 en Argentine, en devenant la première équipe africaine et arabe à remporter un match du Mondial lors de son premier match face au Mexique et en permettant à une deuxième équipe africaine de rejoindre la compétition, malgré son élimination de la phase de groupes. L'équipe se qualifie ensuite pour trois tournois consécutifs, en 1998, 2002 et 2006, avant de retrouver les éditions 2018 et 2022. Elle se qualifie par ailleurs pour la coupe des confédérations en tant que champion d'Afrique, lors de l'édition 2005 mais se contente de la phase de groupes. La Tunisie remporte la coupe d'Afrique des nations à domicile en 2004 et atteint également la finale en 1965 et en 1996. 
La plus grande défaite de l'équipe a lieu le 20 juillet 1960 contre la Hongrie (1-10), tandis que la plus grande victoire a lieu le 12 juin 2015 contre Djibouti (8-1). Radhi Jaïdi, avec 105 sélections, détient le record du nombre de matchs disputés, tandis qu'Issam Jemâa, avec 36 buts, est le meilleur buteur de l'histoire de la sélection. La meilleure performance de l'équipe au classement mondial de la FIFA est la 14e place en avril-mai 2018, tandis que la plus mauvaise est la 65e place en juillet 2010. L'équipe nationale tunisienne est l'équipe avec le plus de participations consécutives à la coupe d'Afrique des nations, avec 17 apparitions consécutives, puisqu'elle n'a pas manqué l'événement pendant 30 ans entre 1994 et 2025.
Sami Trabelsi supervise le staff technique de l'équipe depuis le 10 février 2025.

## Histoire

### Protectorat français de Tunisie et débuts (1928-1956)
Avant l'indépendance, une sélection non officielle est constituée en 1928, regroupant les meilleurs joueurs tunisiens de la Ligue tunisienne. Le premier match de l'équipe a lieu le 11 mars 1928, contre l'équipe de France B (défaite 2-8).

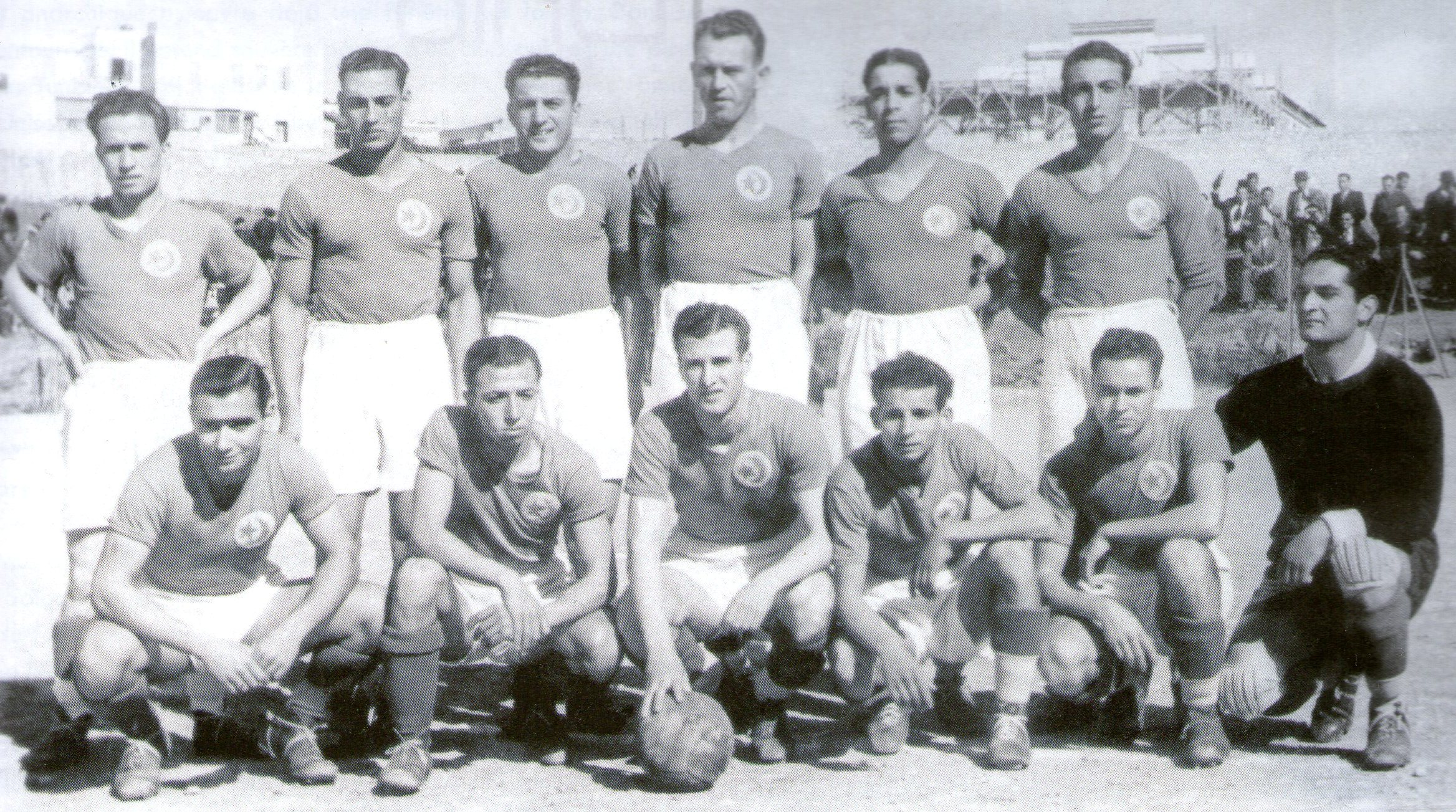
Sélection tunisienne en 1939.

Leurs prochains matchs amicaux, contre la même équipe les 23 mars 1930 et 26 mars 1933, se soldent également par de lourdes défaites (0-5 et 1-6). La Tunisie doit attendre 1932 pour remporter sa première victoire (1-0) contre l'Algérie française.
La plupart des matchs que la Tunisie dispute dans les années 1930 et 1940 le sont contre des équipes françaises, qu'il s'agisse de l'Algérie française, de l'équipe de France militaire ou de l'équipe de France B, en plus d'un match contre l'équipe de France en 1941. La plupart de ces matchs se jouent au stade Vélodrome de Tunis.
Les joueurs les plus capés de cette période sont : Gustave Ducousso (en) avec 22 sélections (Union sportive béjaoise), Gaetano Chiarenza avec 21 sélections (Club sportif de Hammam Lif), Azzopardi[Qui ?] avec 19 sélections (Union sportive béjaoise), Larbi Ben Hassine alias Larbi Bardo (Espérance sportive de Tunis) et Rachid Sehili avec 16 sélections (Étoile sportive du Sahel), Mehl[Qui ?] (Racing Club de Tunis), Laâroussi Tsouri (Espérance sportive de Tunis) et Benmussa[Qui ?] avec 15 sélections (Union sportive tunisienne), Aleya Douik avec 14 sélections (Étoile sportive du Sahel), et Dara[Qui ?] avec 11 sélections (Sporting Club de Tunis).

### Après l'indépendance: premières participations internationales (1956-1962)
Dès l'indépendance proclamée en 1956, les dirigeants du football tunisien prennent les mesures nécessaires pour créer une instance exclusivement nationale en remplacement de la Ligue de Tunisie de Football Association (filiale de la Fédération française de football)[source insuffisante]. Ces démarches conduisent à la création de la Fédération tunisienne de football (FTF) dirigée par Chedly Zouiten, qui est agréée le 29 mars 1957. Reconnue d'utilité publique, la FTF s'investit dans sa double mission de promotion du football et de gestion des compétitions nationales, ainsi que des différentes équipes représentant la Tunisie dans les compétitions internationales. Malgré cela, l'équipe nationale tunisienne est constituée avant l'indépendance et le Tunisien Rachid Turki en est le premier entraîneur. Un match amical a lieu le 18 mars 1956, deux jours avant l'indépendance, et la Tunisie l'emporte grâce à un but de Khemaïs Ghariani. L'équipe tunisienne est composée de Zine el-Abidine Chennoufi, Sadok Dhaou (remplacé par Mohieddine Zeghir), Azaiez Jaballah, Driss Messaoud, Hassen Tasco, Abdou Béji, Ali Hannachi « Haj Ali », Amédée Scorsone, Hédi Braïek, Noureddine Diwa et Ghariani. L'équipe joue également un match contre l'équipe autrichienne du FC Admira Wacker Mödling le 30 décembre de la même année et s'impose (4-1) grâce à deux buts de Diwa et Hédi Braïek, l'équipe étant composée de Mohamed Bennour (alors Houcine El Bez), Youssef Sehili, Jaballah, Mokhtar Ben Nacef, Mehrez Jelassi, Béji, Hannachi, Abderrahmane Ben Ezzedine, Braïek, Diwa (remplacé par Ghariani) et Hammadi Henia.

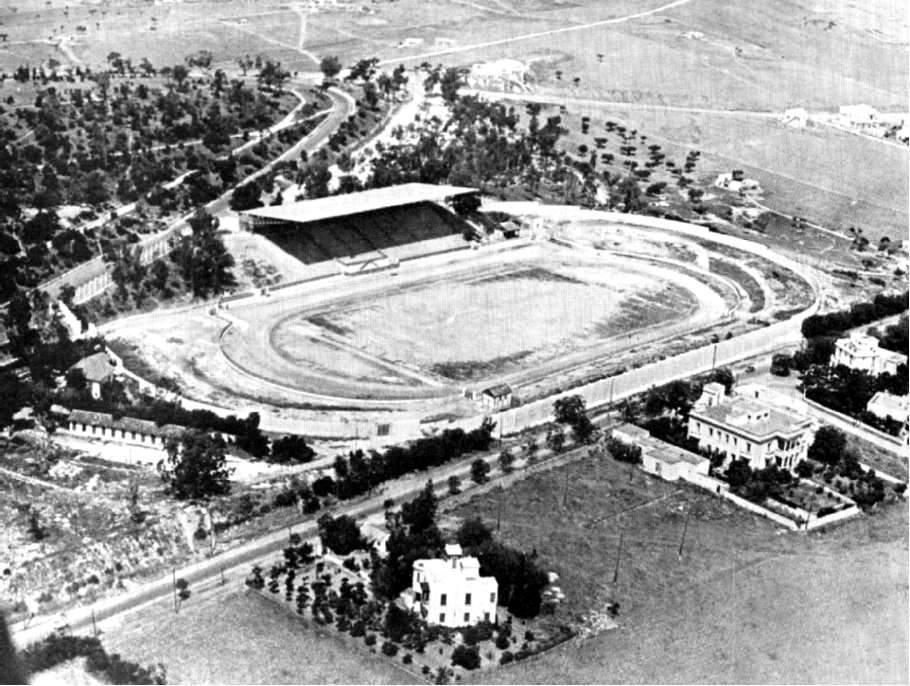
Stade Chedly-Zouiten (il s'appelait stade Géo-André), le stade de l'équipe dans les années 1960.

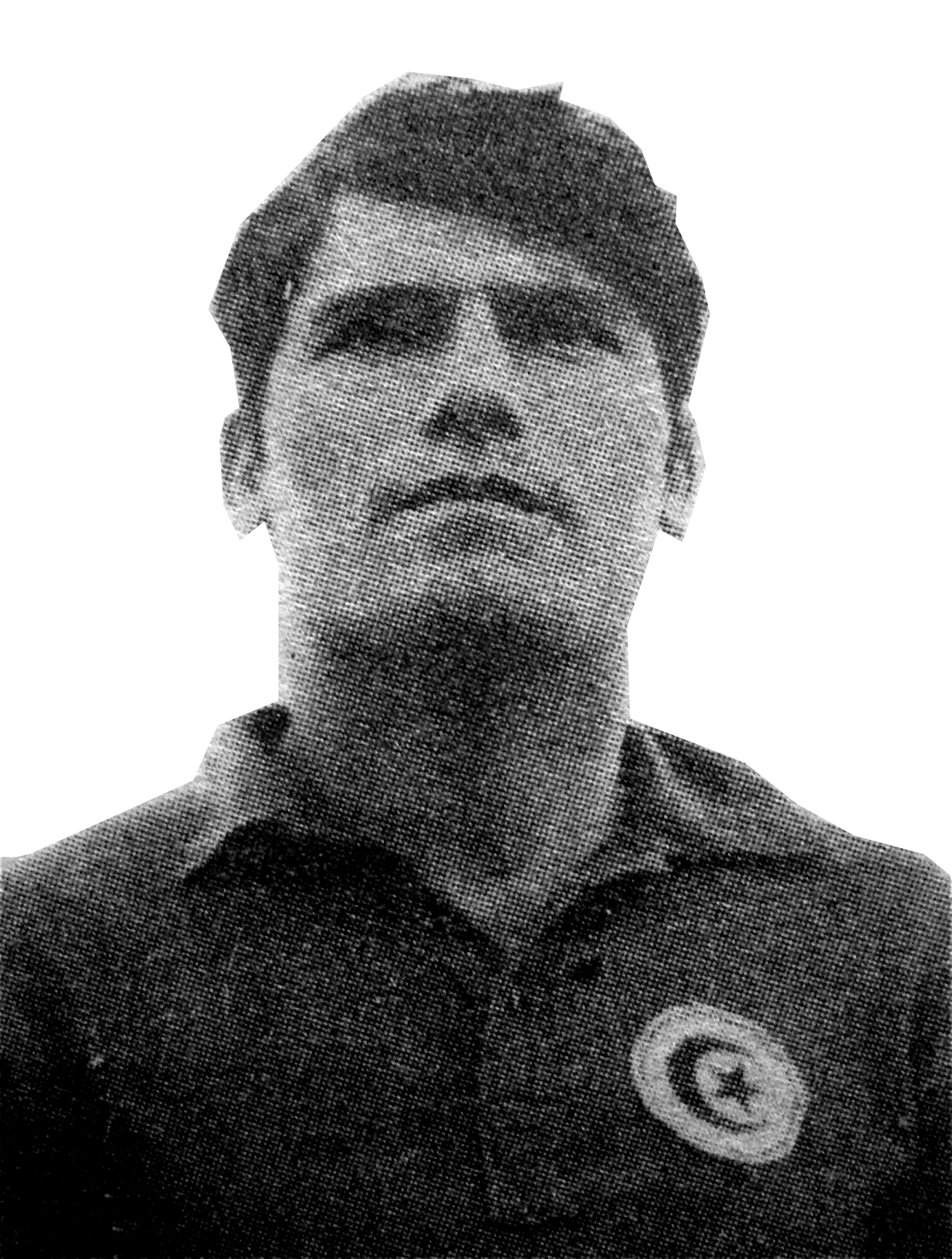
Abdelmajid Chetali a joué pour l'équipe nationale entre 1959 et 1965 et participé à tous les tournois internationaux dans les années 1960.

La Tunisie indépendante dispute son premier match contre l'équipe du Front de libération nationale algérien le 1er juin 1957, en pleine guerre, qu'elle perd (1-2). En 1957, l'équipe participe pour la première fois à un tournoi international, lors des Jeux panarabes de 1957 au Liban. La Tunisie s'impose contre la Libye (4-3) et l'Irak (4-2) et s'incline face au Maroc (1-3). Elle remporte la demi-finale contre le pays hôte, le Liban (4-2) mais perd en finale contre la Syrie (1-3).
La Fédération tunisienne de football est affiliée à la FIFA et à la Confédération africaine de football à partir de 1960. Dans le même temps, le Yougoslave Milan Kristić est le premier étranger à entraîner l'équipe nationale. La Tunisie se qualifie pour les Jeux olympiques d'été de 1960, leur premier événement international. L'équipe entre dans le tournoi pré-olympique dès le premier tour et arrive en tête du groupe A après avoir éliminé Malte (nul 0-0 et victoire 2-0) et le Maroc (victoire 2-0 et défaite 1-3). Au deuxième tour, la Tunisie prend la tête du groupe après avoir battu la République arabe unie (défaite 1-3 et nul 0-0) et le Soudan (défaite 0-1 et victoire 2-0).
Le 20 juillet 1960, l'équipe subit la plus grande défaite de son histoire après une lourde défaite lors d'un match amical contre la Hongrie sur le score de (1-10),. Cependant, moins d'un mois plus tard, le 18 août 1960, elle enregistre sa plus grande victoire (8-1) contre Taïwan. Quant aux Jeux olympiques, les résultats de la sélection sont médiocres dans le premier match, malgré l'ouverture du score à la troisième minute, car la Pologne le remporte (1-6). Les Tunisiens perdent également face à l'Argentine (1-2) avant d'être vaincus à nouveau par le Danemark (1-3).

### Génération dorée: champion arabe et première participation à la coupe du monde (1962-1978)

#### CAN 1962, coupe arabe 1963, CAN 1963 et CAN 1965

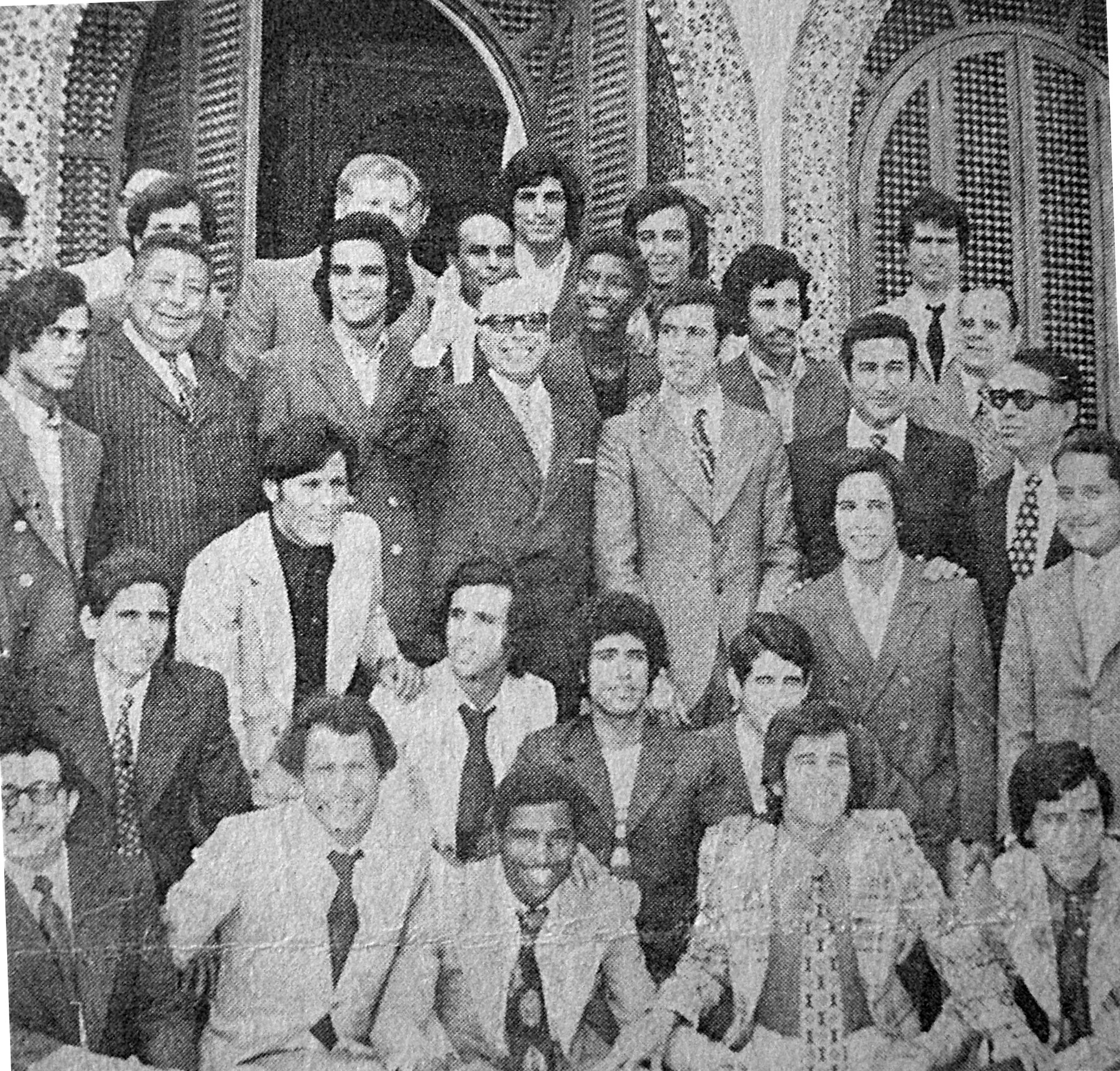
Habib Bourguiba, président de la République, au milieu de l'équipe qui a remporté la coupe de Palestine des nations en 1973.

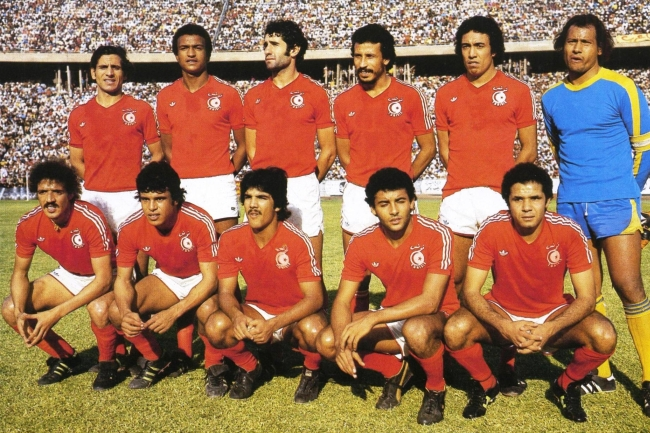
Équipe de Tunisie en 1978.
Debout de gauche à droite : Dhouib, Jebali, Gasmi, Akid, Kaabi et Sassi.
Accroupis de gauche à droite : Laabidi, Agrebi, Dhiab, Ghommidh et Limam.

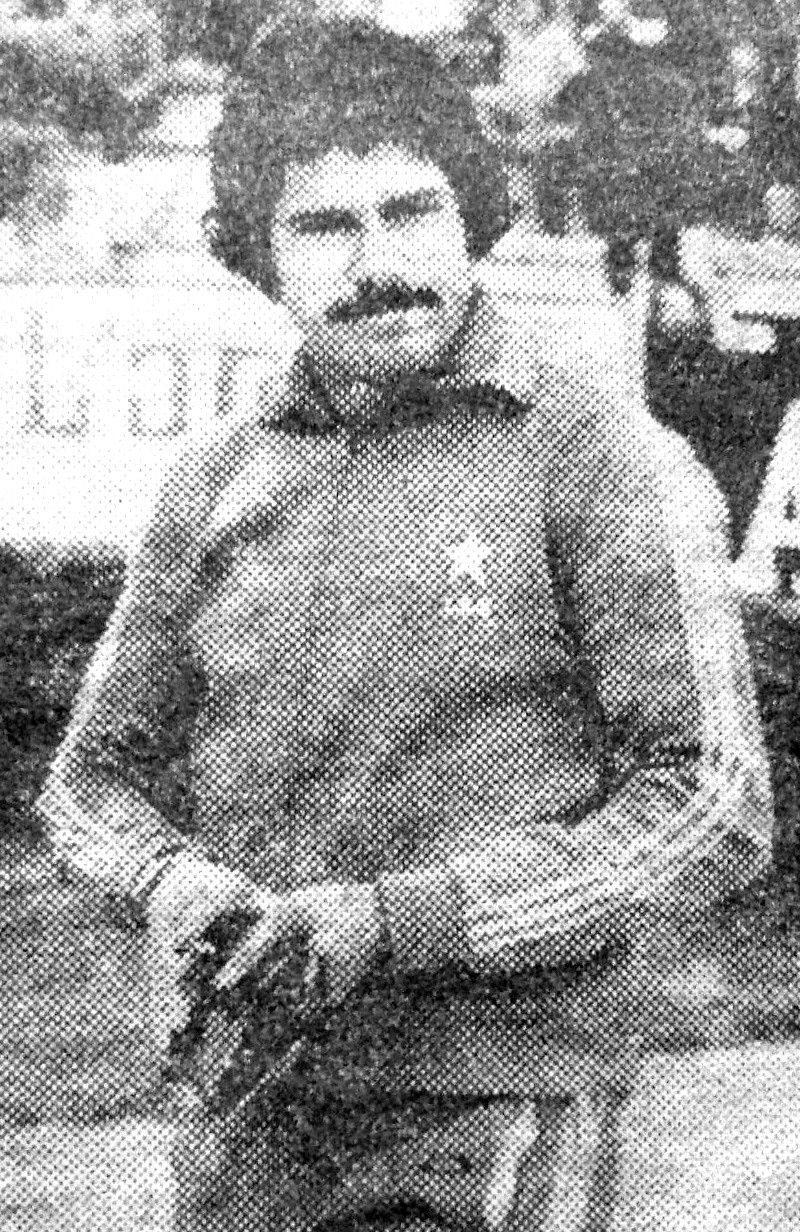
Chetali en tant qu'entraîneur a mené l'équipe à se qualifier pour la première fois pour la coupe du monde.

Frane Matošić, le deuxième entraîneur yougoslave de l'équipe, prend les commandes après que Kristić ait permis à la Tunisie de se qualifier pour les Jeux olympiques. En 1962, l'équipe participe pour la première fois aux éliminatoires de la coupe d'Afrique des nations 1962 et se qualifie pour le tournoi : elle bat le Maroc (qui se retire donc les deux matchs sont attribués à la Tunisie 2-0) et le Nigeria (défaite en match aller 1-2), et se qualifie en match retour. Dans le tournoi, la défaite contre l'Éthiopie (2-4) en demi-finale puis la victoire lors du match pour la troisième place contre l'Ouganda (3-0) permettent à l'équipe de remporter la médaille de bronze.
Début 1963, la Fédération tunisienne de football nomme l'entraîneur français André Gérard pour diriger l'équipe lors de la première édition de la coupe arabe des nations, qui se joue à Beyrouth, au Liban. L'équipe remporte le titre en remportant tous ses matchs, contre la Syrie (1-0), la Jordanie (4-0), le Koweït (5-1) et le Liban (1-0). La Tunisie remporte son premier titre depuis l'indépendance et Mongi Haddad termine le tournoi meilleur buteur avec quatre buts.
La Tunisie se qualifie également pour la CAN 1963 au Ghana après avoir remporté les éliminatoires contre le Maroc (6-5),. En phase finale, elle est éliminée dès le premier tour après un match nul contre le pays hôte, le Ghana (1-1), et une défaite contre l'Éthiopie (4-2). La Confédération africaine de football décide que la Tunisie accueillerait la CAN 1965, malgré le fait que seulement neuf ans se sont écoulés depuis l'indépendance du pays. Une nouvelle génération de joueurs, notamment Abdelmajid Chetali, Sadok Sassi, Mohamed Salah Jedidi et Mohsen Habacha. Sous Mokhtar Ben Nacef atteint la finale après avoir battu l'Éthiopie (4-0) lors du match d'ouverture au stade Chedly-Zouiten et nul face au Sénégal (0-0), mais s'incline contre le Ghana en prolongation de la finale (2-3). Après cela, l'équipe connaît un déclin, puisqu'elle ne réussit pas à se qualifier pour la CAN 1968, après avoir abandonné en pleine qualification, alors qu'elle ne participe pas aux éliminatoires des éditions 1970 et 1972.
En 1973, l'équipe menée par l'entraîneur tunisien Ameur Hizem participe à la coupe de Palestine des nations en Libye. La Tunisie arrive en tête du classement du groupe dès le premier tour après quatre victoires contre la Syrie (4-1), l'Égypte (1-0), le Yémen du Nord (2-0) et la Palestine (6-2). Elle enchaîne avec une victoire contre l'Irak en demi-finale (2-0) et contre la Syrie en finale (4-0). En février 1975, après une courte expérience auprès de l'entraîneur hongrois André Nagy, l'entraîneur de l'Étoile sportive du Sahel, Abdelmajid Chetali, est engagé. Cela coïncide avec le retour de l'équipe en coupe d'Afrique des nations après treize ans d'absence, grâce aux victoires face à l'Égypte (2-2 et 3-2), et la Guinée (3-0 et 2-3), lors des éliminatoires.
Dans le même temps, l'équipe parvient à se qualifier pour la première fois pour la coupe du monde, après une bonne performance dans les éliminatoires avec une génération menée par Mokhtar Dhouib, Nejib Ghommidh, Raouf Ben Aziza, Khemaïs Laabidi, Hammadi Agrebi et Tarak Dhiab. Ils remportent la seule place africaine en affrontant des équipes comme le Maroc en premier tour (deux matchs nul 2-2 et victoire aux tirs au but),, l'Algérie au deuxième tour (victoire 2-0 et nul 1-1),, et la Guinée au troisième tour (défaite 0-1 et victoire 3-1),. L'équipe se qualifie pour le tour final, et mène le groupe après avoir dépassé le Nigeria (nul 0-0 et victoire 1-0), et l'Égypte (défaite 2-3 et victoire 4-1 lors de la dernière journée),. Avant la coupe du monde, l'équipe participe à la CAN 1978 au Ghana, avec un nul contre le Maroc (1-1), une victoire contre l'Ouganda (3-1) et un nul contre la République du Congo (0-0). L'équipe se qualifie pour les demi-finales, où elle est battue par le Ghana (0-1). Lors du match pour la troisième place, contre le Nigeria, le match est arrêté à la 42e minute sur un score nul (1-1), l'équipe tunisienne quittant le terrain après l'égalisation nigériane ; le Nigeria remporte la rencontre sur tapis vert (2-0).
Lors de la coupe du monde organisée en Argentine, la Tunisie a un impact immédiat alors que les préparatifs ne sont pas au niveau souhaité après un match nul contre la Hongrie (2-2), une défaite contre la France (0-2) et une autre contre les Pays-Bas (0-4).

#### Coupe du monde 1978: première apparition
Dans le premier match, le Mexique réussit à prendre l'avantage grâce à un penalty en fin de première mi-temps lorsque le ballon touche la main d'Amor Jebali dans la surface de réparation ; Arturo Vázquez Ayala marque le premier but pour terminer la première mi-temps avec un avantage pour l'équipe mexicaine. Avant le début de la seconde mi-temps, l'entraîneur Chetali, dans un geste symbolique pour motiver les joueurs, place le drapeau tunisien devant les joueurs et quitte le vestiaire. L'équipe parvient à revenir au score après qu'Ali Kaabi égalise pour la Tunisie à la 55e minute, à la suite d'une passe décisive de Hammadi Agrebi, et entre dans l'histoire en tant que premier joueur tunisien à marquer un but en coupe du monde, avant que Nejib Ghommidh n'inscrive le deuxième but à la 79e minute, après l'incursion de Tarak Dhiab, qui lui passe le ballon. Mokhtar Dhouib marque le troisième but à la 87e minute, à la suite d'une passe de Ghommidh entre les défenseurs mexicains, le match se terminant donc par une victoire pour la Tunisie (3-1). Cette victoire est la première d'un pays arabe et africain en finale de coupe du monde.
Lors du deuxième match, les Tunisiens réalisent une bonne performance contre la Pologne, avant que l'équipe ne s'incline (0-1) puis fasse match nul (0-0) contre le champion en titre, l'Allemagne de l'Ouest. Cette performance, inattendue pour la plupart des analystes, contribuera à faire passer le nombre d'équipes africaines qualifiées pour la coupe du monde à deux. Les joueurs sont reçus à leur retour à l'aéroport international de Tunis-Carthage par des supporters tunisiens, dont le président Habib Bourguiba qui affirme aux joueurs qu'ils avaient accompli la tâche de cent ambassadeurs en contribuant à faire connaître la Tunisie à l'international.

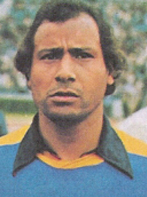
Sadok Sassi.
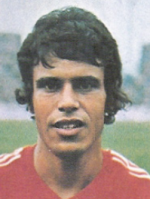
Hammadi Agrebi.
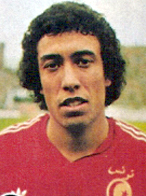
Ali Kaabi.
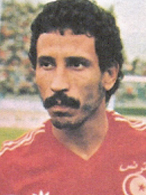
Mohamed Ali Akid.
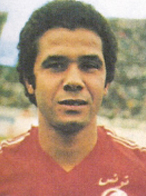
Néjib Limam.
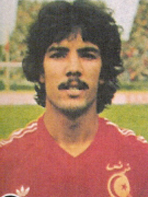
Tarak Dhiab.
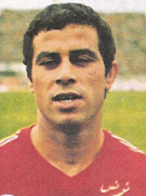
Temime Lahzami.
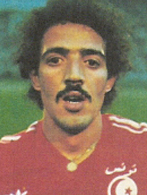
Khemaïs Laabidi
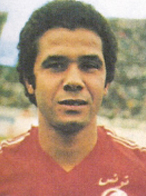
Néjib Limam
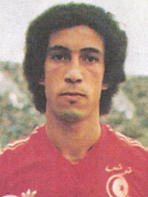
Kamel Chebli
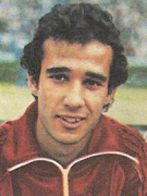
Raouf Ben Aziza
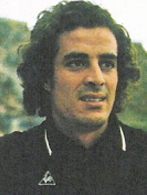
Lamine Ben Aziza

Après cette performance, l'entraîneur Chetali démissionne après avoir réussi à conduire l'équipe nationale au plus haut niveau international. Cependant, la période qui suit sa démission est marquée par plusieurs troubles qui durent durant des années. Le 12 avril 1979, Mohamed Ali Akid, l'un des joueurs les plus en vue de la génération dorée, meurt à l'âge de 29 ans dans des circonstances mystérieuses à Riyad en Arabie saoudite.

### Chute et six éditions manquées de la CAN (1978-1994)

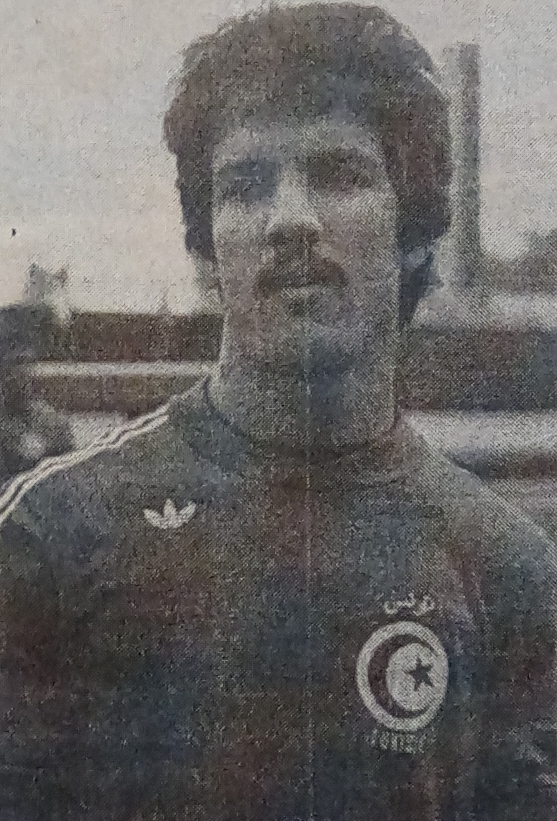
Tarak Dhiab qui a marqué le but de qualification de la Tunisie pour les Jeux olympiques de 1988.

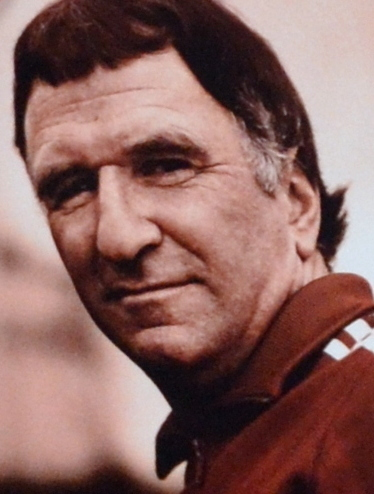
Antoni Piechniczek a entraîné l'équipe pendant deux mandats, échouant aux Jeux olympiques de 1988 et aux qualifications pour la coupe du monde 1990.

À la suite de sa première expérience en coupe du monde, la Tunisie connaît une baisse brutale de sa performance après le passage d'entraîneurs comme Ameur Hizem et Hmid Dhib, l'équipe étant écartée lors des éliminatoires de la coupe du monde 1982 contre le Nigeria malgré la participation de dizaines de joueurs ayant participé à l'édition précédente. Entre 1980 et 1992, l'équipe réussit à se qualifier pour seulement deux tournois : la CAN 1982 et les Jeux olympiques d'été de 1988 ; elle est éliminée au premier tour dans les deux cas. En effet, la Tunisie se qualifie pour la CAN organisée par son voisin, la Libye, sous la direction de l'entraîneur polonais Ryszard Kulesza et après avoir été écartée de la CAN 1980. Cependant, elle obtient des résultats négatifs : un match nul contre le Cameroun (1-1) lors du premier match puis des défaites face à la Libye (0-2) et au Ghana (0-1) pour n'obtenir qu'un seul point.
Kulesza ne réussit pas non plus à se qualifier pour la CAN 1984 après une défaite contre l'Égypte (défaite 0-1 et nul 0-0), ce qui précipite son départ. L'entraîneur Youssef Zouaoui est nommé pour superviser l'équipe, qui prend un bon départ en remportant des matchs amicaux contre le Nigeria (5-0) et le Canada (2-0), puis surpasse le Bénin et la Guinée au premier tour des éliminatoires de la coupe du monde 1986. Cependant, elle échoue à se qualifier pour la CAN 1986 après une défaite face à la Libye, ce qui ne l'empêche pas d'accéder au dernier tour des éliminatoires de la coupe du monde en battant le Nigeria, avant d'être éliminée face à l'Algérie qui se qualifie pour la deuxième fois.
L'ancien entraîneur du Cameroun, Jean Vincent, est embauché mais ne réussit pas à se qualifier pour la CAN 1988 au Maroc après sa défaite face à l'Algérie. Il obtient également des résultats catastrophiques aux Jeux africains, avec des défaites contre le Cameroun, Madagascar et le Kenya, ce qui conduit à son limogeage immédiat. Taoufik Ben Othman, ancien entraîneur adjoint de Chetali dans l'équipe de 1978, est nommé pour lui succéder. Les résultats s'améliorent quelque peu car les Tunisiens se qualifient pour les Jeux olympiques après avoir défait le Maroc (grâce à un but de Tarak Dhiab à la dernière minute) et l'Égypte dans les éliminatoires, ce qui n'empêche pas Ben Othman d'être limogé quelques jours avant le début de la compétition après les mauvais résultats de la coupe arabe 1988, les échecs contre l'Arabie saoudite (1-1), le Liban (1-1), l'Égypte (1-0) et l'Irak (1-1), ainsi que les mauvais résultats en matchs amicaux contre Malte (1-2), la Finlande (0-3) et l'Allemagne de l'Est (0-5).
L'entraîneur polonais Antoni Piechniczek est temporairement nommé et supervise l'équipe lors du premier tour des éliminatoires de la coupe du monde 1990 et lors de la finale des Jeux olympiques, durant lesquels les résultats ne sont pas bons, avec un match nul avec la Chine (0-0), et la Suède (2-2), et une lourde défaite face à l'Allemagne de l'Ouest (1-4),. Mokhtar Tlili est alors nommé entraîneur mais les résultats ne s'améliorent pas, la Tunisie ne se qualifiant pas pour la CAN 1990 en Algérie après une lourde défaite face au Sénégal, qui précipite le départ de Tlili et le retour de Piechniczek, qui ne réussit pas à passer les éliminatoires de la coupe du monde 1990. Après une défaite au dernier tour contre le Cameroun, Mrad Mahjoub devient entraîneur. Bien qu'il n'ait pas pu se qualifier pour la CAN 1992, la Fédération tunisienne de football lui renouvelle sa confiance en raison de la performance respectable lors des éliminatoires, car l'équipe est écartée avec une différence de buts contre l'Égypte, en plus de battre la Belgique lors d'un match amical. Néanmoins, la sortie prématurée des éliminatoires de la coupe du monde 1994 contribue à son licenciement après un match nul avec le Maroc et son remplacement par l'entraîneur Youssef Zouaoui avant la CAN 1994 qui se déroule en Tunisie.
L'équipe réussit donc à briser la séquence en accueillant la coupe d'Afrique des nations en remplacement du Zaïre, mais le résultat est catastrophique et inattendu, avec une défaite face au Mali (0-2), lors du match d'ouverture devant 45 000 personnes au stade olympique d'El Menzah, ce qui contribue au limogeage de Zouaoui, remplacé par Faouzi Benzarti, qui fait match nul avec le Zaïre (1-1) lors du deuxième match, en terminant dernier du groupe.

### Début de résurgence: finaliste de la CAN 1996 (1994-2002)

#### CAN 1996 et CAN 1998

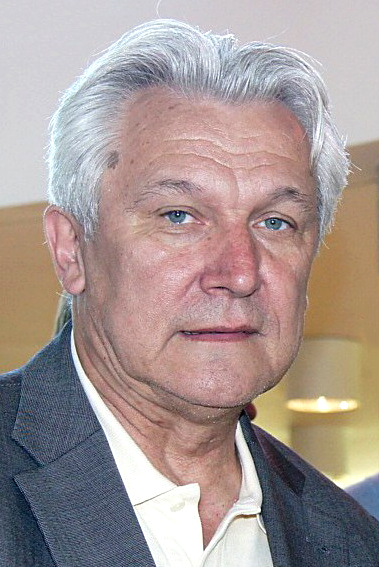
Henryk Kasperczak qui mène l'équipe à se qualifier pour la coupe du monde 1998.

Après avoir confirmé le déclin du football tunisien, il est décidé d'embaucher un entraîneur qui connaît bien le football africain. L'ancien entraîneur de Côte d'Ivoire, Henryk Kasperczak, est choisi et les résultats de l'équipe s'améliorent progressivement. Les Tunisiens réussissent à se qualifier pour la coupe d'Afrique des nations pour la première fois en quatorze ans après avoir vaincu le Liberia et le Sénégal. Lors de la phase finale de la CAN 1996, la Tunisie commence mal, avec un match nul contre le Mozambique et une défaite face au Ghana, mais termine deuxième de son groupe, se qualifiant pour les quarts de finale et dépassant le premier tour pour la première fois depuis 1978. Après avoir battu la Côte d'Ivoire (3-1), la Tunisie bat le Gabon en quarts de finale et la Zambie en demi-finale (4-2), pour atteindre sa première finale en 31 ans, qu'elle perd toutefois face au pays hôte, l'Afrique du Sud (0-2).
Cette performance est appréciée par les supporters tunisiens qui ne s'attendaient pas à ce développement dans une équipe dirigée par une nouvelle génération incarnée par Chokri El Ouaer, Zoubaier Baya, Sami Trabelsi et Adel Sellimi. Au cours de cette période, la Tunisie se qualifie pour les Jeux olympiques de 1996 après avoir éliminé la Guinée. L'équipe ne répond pas aux attentes après des défaites contre le Portugal et les États-Unis avec le même résultat (0-2), en plus du nul (1-1) contre l'Argentine qui les élimine de la phase de groupes. Toujours sous la direction de Kasperczak, les Tunisiens se qualifient pour la CAN 1998 après avoir battu la Guinée et la Sierra Leone et se qualifient pour le dernier quart-temps en tête du groupe, avec une victoire sur la RD Congo (2-1) et le Togo (3-1), mais une défaite face au Ghana (0-2). En quarts de finale, ils sont éliminés lors d'une séance de tirs au but par le pays hôte, le Burkina Faso (1-1; 7-8).

#### Coupe du monde 1998 et CAN 2000
Durant cette période, l'équipe se qualifie pour le deuxième tour des éliminatoires de la coupe du monde 1998 après avoir battu le Rwanda (3-1 et 2-0), ; la Tunisie est placée dans le groupe 2 avec l'Égypte, qui est un candidat sérieux pour la qualification, mais elle réussit à se qualifier pour la deuxième fois de son histoire et la première fois depuis vingt ans après avoir battu l'Égypte (1-0 et 0-0),, le Liberia (1-0 et 2-0), et la Namibie(2-1 et 4-0),. L'équipe joue quelques matchs amicaux avant la compétition face au Pays de Galles (4-0), à l'Autriche (1-2) et au Chili (2-3). En finale, elle ne réussit pas à passer la phase de groupes, perdant ses matchs contre l'Angleterre (0-2) et la Colombie (0-1) et obtenant un match nul face à la Roumanie (1-1). Kasperczak est alors limogé et remplacé par l'entraîneur italien Francesco Scoglio, qui qualifie l'équipe pour la CAN 2000 après avoir vaincu l'Algérie (1-0 et 2-0),, l'Ouganda (6-0 et 2-0), et le Liberia (victoire 2-1 et défaite 2-0),.
La Tunisie se qualifie pour les quarts de finale de la compétition pour la troisième fois consécutive mais avec difficulté, après une défaite au premier tour contre le Nigeria (2-4), une victoire sur le Congo (0-1) et un match nul face au Maroc (0-0) ; l'équipe réussit à se qualifier pour la demi-finale en battant l'Égypte (1-0) avant de s'incliner contre le Cameroun (0-3) et de terminer la compétition à la quatrième place avec une défaite aux tirs au but contre l'Afrique du Sud (2-2; 3-4).
| Période   | J  | G  | N  | P  | BP | BC | Palmarès |
| --------- | -- | -- | -- | -- | -- | -- | -------- |
| 1994-1998 | 61 | 31 | 12 | 18 | 85 | 54 | CAN 1996 |

#### CAN 2002 et coupe du monde 2002

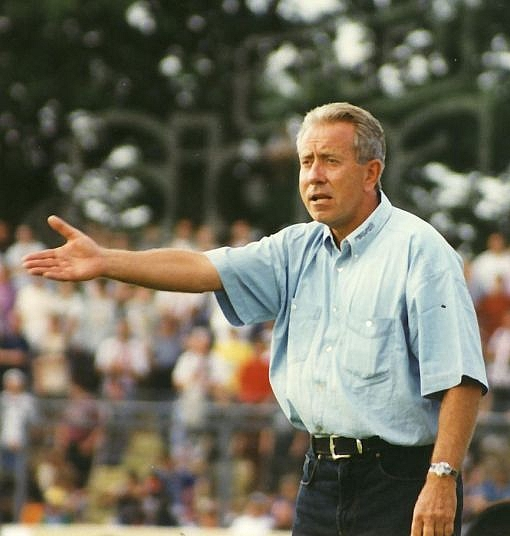
Eckhard Krautzun a dirigé l'équipe dans les qualifications pour la coupe du monde 2002.

L'année suivante, Scoglio part pour rejoindre le Genoa CFC, déclenchant une période d'instabilité. L'entraîneur allemand Eckhard Krautzun est nommé et qualifie avec difficulté l'équipe pour la CAN 2002, dans un groupe qui comprend le Maroc, le Gabon et le Kenya ; il réussit à mener l'équipe à la coupe du monde 2002 en Corée du Sud et au Japon pour la troisième temps de son histoire et malgré un groupe difficile comprenant la Côte d'Ivoire (2-2 et 1-1),, Madagascar (1-0 et 2-0),, Congo (2-1 et 6-0), et la RD Congo (6-0 et 3-0),. Krautzun est limogé de manière surprenante après une vive dispute avec les officiels de la Fédération tunisienne de football et malgré les bons résultats obtenus. Henri Michel le remplace, mais est limogé lorsque la Tunisie se retire de la CAN 2002 sans marquer un seul but, avec des matchs nuls contre le Sénégal (0-0) et la Zambie (0-0) et une défaite face à l'Égypte (0-1).
C'est alors qu'Ammar Souayah prend le relais à temps pour la coupe du monde ; l'équipe obtient des matchs nuls lors de matchs amicaux face à la Norvège et à la Corée du Sud de mêmes résultats (0-0) et perd contre le Danemark (1-2) et la Slovénie (0-1) . En phase finale, la Tunisie ne peut faire mieux que la performance de 1998, obtenant un match nul (1-1) face à la Belgique et perdant contre la Russie et le Japon (0-2), conduisant la Fédération tunisienne de football à chercher un nouvel entraîneur avant le début de la CAN 2004 organisée par la Tunisie.

### Ère Lemerre et consécration continentale: victoire de la CAN 2004 (2002-2008)

#### Premiers pas et préparatifs

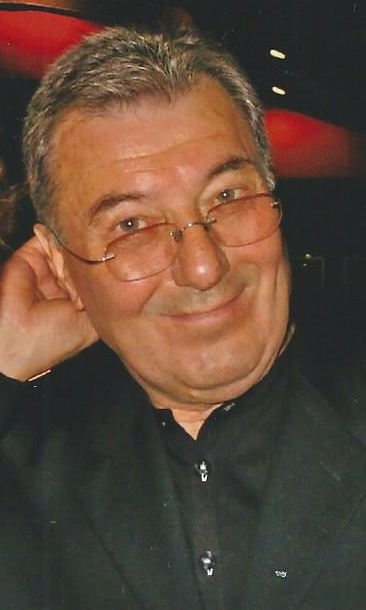
Roger Lemerre a dirigé l'équipe nationale pendant six ans.

Après la coupe du monde 2002, l'ancien entraîneur de la France, Roger Lemerre, prend la relève, devenant le cinquième entraîneur en moins de deux ans. En plus de stabiliser la situation, il est chargé de remporter la CAN 2004 que la Tunisie accueille, lui qui a remporté la coupe du monde 1998 en tant qu'assistant, l'Euro 2000 et la coupe des confédérations 2001. Le président de la fédération Hammouda Ben Ammar cherche à naturaliser l'attaquant brésilien Francileudo Santos, qui joue à l'Étoile sportive du Sahel entre 1998 et 2000. Bien qu'il ait précédemment rejeté l'offre, Santos est naturalisé citoyen tunisien en décembre 2003.
L'équipe dispute des matchs préparatoires amicaux avant le coup d'envoi du tournoi. L'équipe organse également un camp d'entraînement à Crans-Montana, en Suisse, en juillet 2003. Le premier match de la Tunisie sur le terrain du nouveau stade du 7-Novembre se joue le 21 août 2002 contre la France et se solde par un match nul (1-1). Le suivant est organisé contre le Portugal à Lisbonne et se conclut aussi par un nul (1-1), suivi par une victoire (1-0) contre la Suède à domicile.
Du 27 au 30 mars 2003, la Fédération tunisienne de football organise un tournoi amical international avec la participation du Cameroun, du Ghana et de Madagascar. La Tunisie joue la demi-finale contre le Ghana et la remporte aux tirs au but (8-7) après la fin du temps réglementaire (2-2). En finale, elle remporte le tournoi après une victoire difficile contre le Cameroun, grâce au but de Riadh Bouazizi à la 82e minute, outre un match contre le Sénégal, finaliste de l'édition précédente en 2002, qui se solde par une victoire (1-0) de la Tunisie, et un autre contre la Côte d'Ivoire, qui s'impose (3-2).

#### Victoire à la CAN 2004
En tant que pays hôte, la Tunisie n'a pas à se qualifier pour la CAN 2004, où elle affronte la RD Congo, le Rwanda et la Guinée au premier tour. Elle remporte son match d'ouverture contre le Rwanda (2-1) et son deuxième match contre la RD Congo (3-0). Dans le même temps, la Tunisie assure son avance avant le dernier match contre la Guinée et finit en tête du groupe après un match nul (1-1), pour qualifier à la tête du premier groupe.
En quart de finale, le Sénégal, qui avait déjà battu Lemerre comme entraîneur de la France (1-0) lors de la coupe du monde 2002, l'affronte ; la Tunisie remporte également ce match (1-0), Jawhar Mnari marquant en seconde période après une distribution aux ciseaux de Ziad Jaziri ; ce match est connu pour l'apparition de brouillard sur le terrain. En demi-finale, le Nigeria, qui avait été éliminé par le Cameroun, résiste. Le match devient très uniforme jusqu'à la fin du temps de jeu (1-1). Le premier but est marqué par le Nigerian Jay-Jay Okocha, qui inscrit un penalty après que le défenseur tunisien Karim Haggui ait battu Nwankwo Kanu dans la zone du penalty. Quinze minutes plus tard, le défenseur nigerian Seyi Olofinjana casse l'attaquant tunisien Ziad Jaziri dans la surface de réparation, avec lequel la Tunisie reçoit également un penalty. Le capitaine tunisien, Khaled Badra, égalise le score (1-1). Le match est finalement décidé à la séance de tirs au but, que la Tunisie remporte (5-3), grâce à Karim Haggui qui effectue le dernier tir. Avec la victoire, la Tunisie atteint la finale, où elle affronte le Maroc.
Lors de la finale le 14 février 2004 au stade du 7-Novembre à Radès, devant 70 000 supporteurs et dirigé par l'arbitre sénégalais Falla N'Doye, la Tunisie prend un bon départ avec une avance (1-0) après quatre minutes avec Mehdi Nafti centré sur Francileudo Santos, qui marque son quatrième but du tournoi. À la fin de la première mi-temps, le Maroc revient au score avec un but de Youssouf Hadji sur un ascenseur de Youssef Mokhtari. Sept minutes se passent dans la seconde mi-temps avant qu'un autre attaquant tunisien, Jaziri, donne l'avantage à son pays. Le match se termine finalement sur le score de 2-1, donnant à la Tunisie sa première coupe d'Afrique des nations. Khaled Badra et Riadh Bouazizi ont soulevé la coupe après l'avoir reçue des mains du président Zine el-Abidine Ben Ali. Les Aigles de Carthage sont la 13e sélection de l'histoire à être sacrée championne d'Afrique. Lemerre devient aussi le premier entraîneur à remporter deux tournois continentaux différents. L'équipe nationale remporte également le prix de l'équipe nationale africaine de l'année remis par la Confédération africaine de football,. La victoire donne naissance au surnom de l'équipe, les « Aigles de Carthage » et, en conséquence, le badge de l'équipe est changé pour incorporer un aigle.

#### Coupe des confédérations 2005 et éliminatoires de la coupe du monde 2006

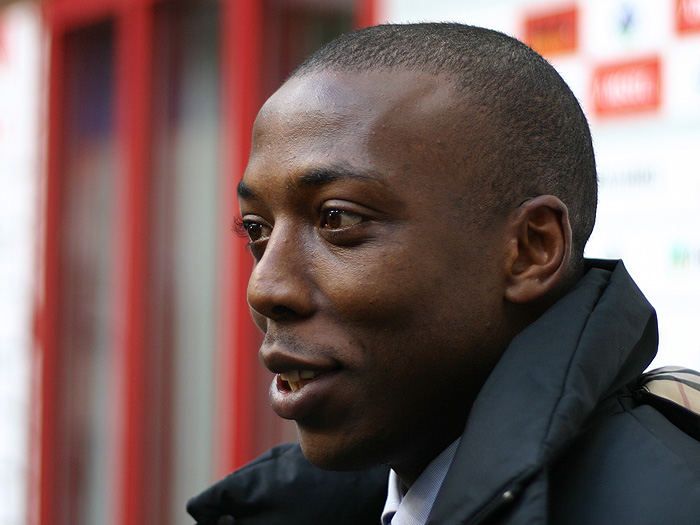
Hatem Trabelsi, capitaine de l'équipe de la Coupe des confédérations 2005.

La victoire dans la CAN 2004 qualifie les Tunisiens pour la Coupe des confédérations 2005, où ils sont tirés au sort dans un groupe comprenant l'Allemagne, l'Argentine et l'Australie. Le match d'ouverture de ce tournoi a lieu entre la Tunisie et l'Argentine, qui le remporte de justesse (2-1). Dans le deuxième match, les Tunisiens ripostent à la 74e minute et encaissent trois buts de l'équipe allemande pour terminer sur le score de 3-0, tandis qu'ils réussissent à battre l'Australie (2-0) dans le troisième match, grâce au doublé de Dos Santos.
La même année, l'équipe dispute la phase qualificative de la coupe du monde 2006, et réussit à battre la Guinée (défaite 1-2 et victoire 2-0),, le Kenya (deux victoires 1-0 et 2-0),, le Malawi (nul 2-2 et victoire 7-0),, le Botswana (deux victoires 4-1 et 3-1), et le Maroc, après un match nul à l'extérieur et un match nul (2-2) lors de la dernière journée au stade du 7-Novembre à Radès devant 60 000 spectateurs, lui permettant de se qualifier pour la coupe du monde pour la quatrième fois de son histoire et la troisième fois consécutive.

#### CAN 2006
L'année suivante, l'équipe réussit à se qualifier pour la CAN 2006 mais ne réussit pas à défendre son titre continental en Égypte. En phase de poules, l'équipe bat la Zambie (4-1) et l'Afrique du Sud (2-0) avant de subir une lourde défaite (0-3) face à la Guinée. L'équipe se qualifie pour les quarts de finale et, après un match nul face au Nigeria (1-1), la Tunisie est éliminée aux tirs au but (6-5). En mai, Lemerre emmène son équipe dans un camp d'entraînement en Suisse, où elle joue des matchs d'entraînement contre des clubs locaux. Lors du premier match, la Tunisie bat le FC Serrières (2-0), avec des buts des défenseurs Karim Haggui et Alaeddine Yahia. Le deuxième match se termine également par une victoire contre le FC Columbier (4-0). Lorsque l'équipe revient au pays, elle participe à la coupe LG, dans laquelle elle bat la Biélorussie sur le score de 3-0. Dans le match final, la Tunisie échoue face à l'Uruguay (1-3) après une séance de tirs au but, sans but dans le temps réglementaire.

#### Coupe du monde 2006

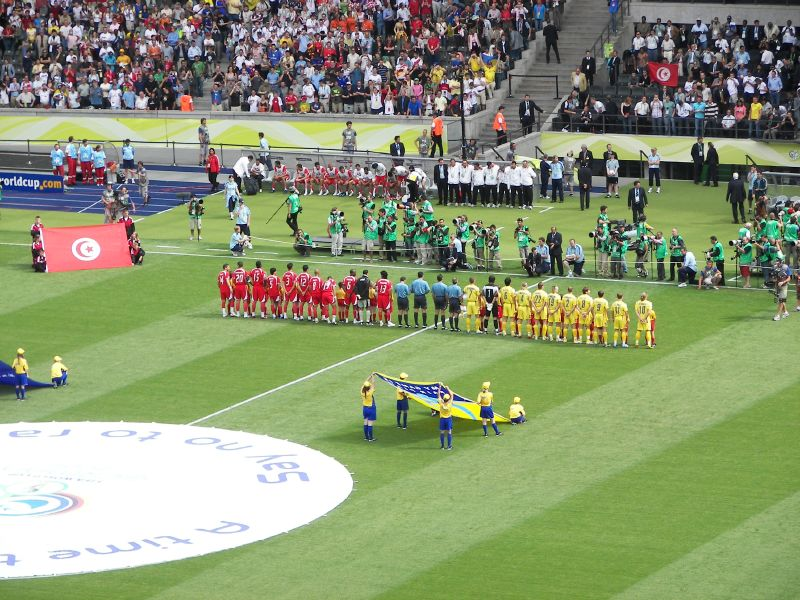
Tunisie-Ukraine lors de la coupe du monde 2006 au stade olympique de Berlin.

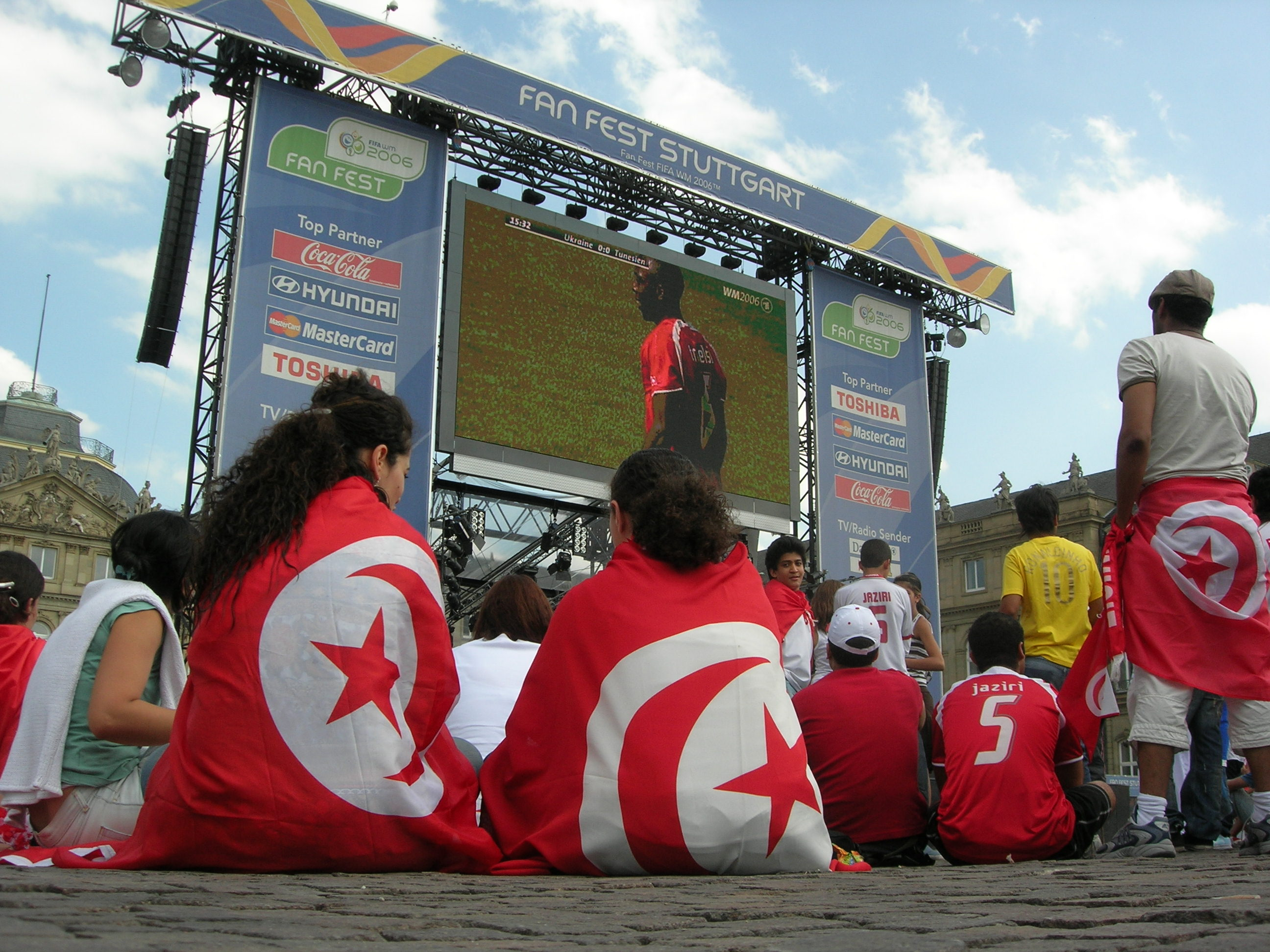
Supporters tunisiens durant le match Tunisie-Ukraine à la coupe du monde 2006.

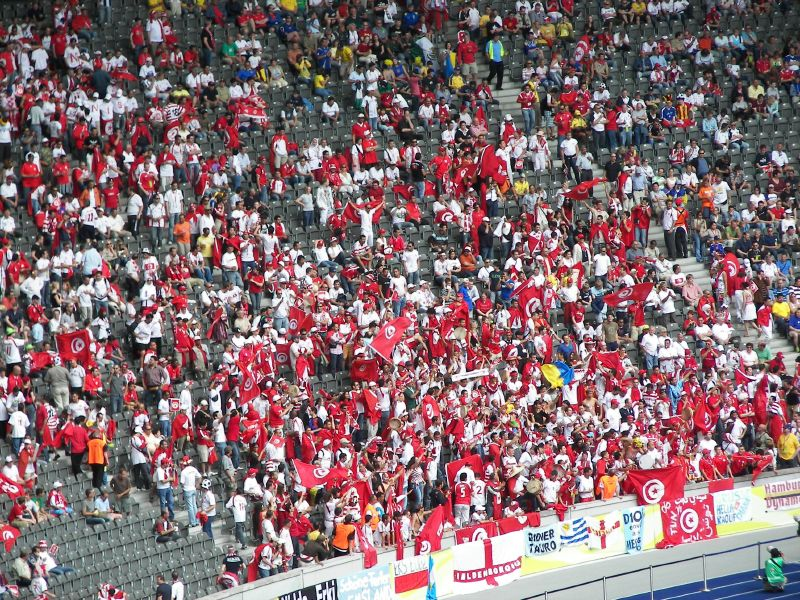
Supporters tunisiens durant le match Tunisie-Ukraine coupe du monde 2006 au stade olympique de Berlin.

La coupe du monde 2006 débute avec un premier match le 14 juin contre l'Arabie saoudite, dans lequel Lemerre utilise la formation 4-4-2. La blessure de Francileudo Santos, l'attaquant le plus fort de Tunisie avant le tournoi, est d'un intérêt particulier, mais il est tout de même convoqué dans l'équipe. L'autre intérêt de la formation est David Jemmali. Dans le match d'ouverture, avec le défenseur droit Hatem Trabelsi jouant dans cette position pendant des années, Jemmali a une place de choix. En tête de liste se trouvent Yassine Chikhaoui et Ziad Jaziri, qui joue pour la deuxième fois en coupe du monde. Avant le match, la Tunisie de Lemerre semble plus performante que l'Arabie saoudite, mais il s'avère que ce n'est pas le cas. Alors que la Tunisie se lance avec le but de Ziad Jaziri, l'Arabie saoudite réussit à revenir dans le match et à marquer deux buts. Dans les derniers instants du match, la Tunisie réussit à terminer le match sur un score nul (2-2) et un but de Radhi Jaïdi ; Lemerre se dit déçu du résultat.
Dans le deuxième match, la Tunisie affronte l'Espagne, l'équipe menée par Raúl, Iker Casillas, Carles Puyol et Sergio Ramos qui a battu l'Ukraine au premier tour. Lemerre s'appuie sur le système de défense typique 4-5-1, avec Ziad Jaziri en tête. Exceptionnellement, David Jemmali, qui a joué comme défenseur de gauche lors du match d'ouverture, est remplacé par son coéquipier Anis Ayari. La Tunisie démarre le match avec force et inscrit le premier but grâce à Jawhar Mnari. Cependant, l'Espagne effectue des changements offensifs en seconde période et Raúl et ses coéquipiers contre-attaquent le gardien Ali Boumnijel, à travers lequel ils obtiennent l'égalisation cinq minutes plus tard, Fernando Torres marquant le deuxième but pour l'Espagne, qui remporte le match grâce à un penalty à la 90e minute avec un score de 3-1.
Lemerre n'est pas satisfait du résultat bien qu'il juge sa tactique bonne. Cependant, à cause d'une erreur, l'Espagne obtient l'égalisation. Lemerre souligne également que la Tunisie doit gagner le dernier match contre l'Ukraine si elle veut poursuivre la compétition. Contre celle-ci, Lemerre revient à la formation 4-4-2 et, cette fois, sa meilleure paire offensive est constitué par Ziad Jaziri et Hamed Namouchi. Le match se dirige vers un score nul et vierge, mais la nature du match change lorsque Jaziri reçoit un deuxième avertissement dans le match et se voit expulsé avec un carton rouge. À sa grande surprise, Lemerre n'élève personne en tant qu'attaquant mais joue plus d'une demi-heure sans attaquant. De plus, l'arbitre annonce un penalty présumé, marqué par Andriy Chevtchenko. Lemerre répond seulement après 79 minutes, quand il fait entrer Francileudo Santos et Chaouki Ben Saada. Santos a deux occasions dans le match mais ne réussit pas à marquer. Le match se termine finalement sur un score de 1-0, la Tunisie étant à nouveau éliminée de la phase de groupes. Après le match, Lemerre déclare qu'il partage la déception avec les supporters tunisiens. Il ne leur reste plus qu'à se concentrer sur la CAN 2008, mais les médias tunisiens et les supporters critiquent la performance de Lemerre pendant le tournoi qu'ils jugent trop prudente et particulièrement défensive. À ce moment, Hatem Trabelsi annonce sa retraite du football international après huit ans.

#### CAN 2008
Après la coupe du monde, l'équipe réussit à se qualifier pour la CAN 2008 après avoir battue le Soudan, les Seychelles et Maurice. La Tunisie est aussi candidate au championnat d'Afrique après les performances des années précédentes, en plus de la présence de sept joueurs de l'Étoile sportive du Sahel, alors championne d'Afrique. Elle parvient à se qualifier pour les quarts de finale après avoir battu l'Afrique du Sud (3-1), fait match nul face au Sénégal (2-2) et à l'Angola (0-0) et difficilement battu le Cameroun en prolongation (3-2). Le 30 juin 2008, Roger Lemerre quitte la Tunisie après six ans, le plus long règne parmi les entraîneurs de l'équipe ; il est remplacé par l'entraîneur portugais Humberto Coelho.

#### Fin de l'ère Lemerre
Après la CAN 2008, le président de la Fédération tunisienne de football, Tahar Sioud, discute avec Lemerre de son avenir en tant que meneur de l'équipe nationale. Deux jours plus tard, on annonce que Lemerre resterait jusqu'à la fin du mois de juin, ce qui signifie qu'il entraînerait la sélection pendant une partie des éliminatoires de la coupe du monde 2010. Il commence à se préparer pour les qualifications à partir de mars avec une victoire contre la Côte d'Ivoire (2-0) grâce aux buts de Tijani Belaïd et Radhouane Felhi. Avant le début des éliminatoires, la fédération négocie en avril, d'abord avec Bertrand Marchand puis Jacques Santini, mais aucun des deux ne réussit à conclure un accord. Au lieu de cela, le Portugais Humberto Coelho est nommé comme entraîneur le 3 juin 2008. Avant cette annonce, Lemerre mène la Tunisie pour la dernière fois lors du quatrième match de qualification pour la coupe du monde contre le Burkina Faso, qui se solde par une défaite (1-2).
Le 30 juin, Roger Lemerre quitte la Tunisie après six ans, soit le plus long règne parmi les entraîneurs de l'équipe.
| Période   | J  | G  | N  | P  | BP  | BC | Palmarès |
| --------- | -- | -- | -- | -- | --- | -- | -------- |
| 2002-2008 | 74 | 39 | 19 | 16 | 113 | 65 | CAN 2004 |

### Déceptions et absence de la coupe du monde (2008-2014)

#### Éliminatoires de la coupe du monde et de la CAN 2010

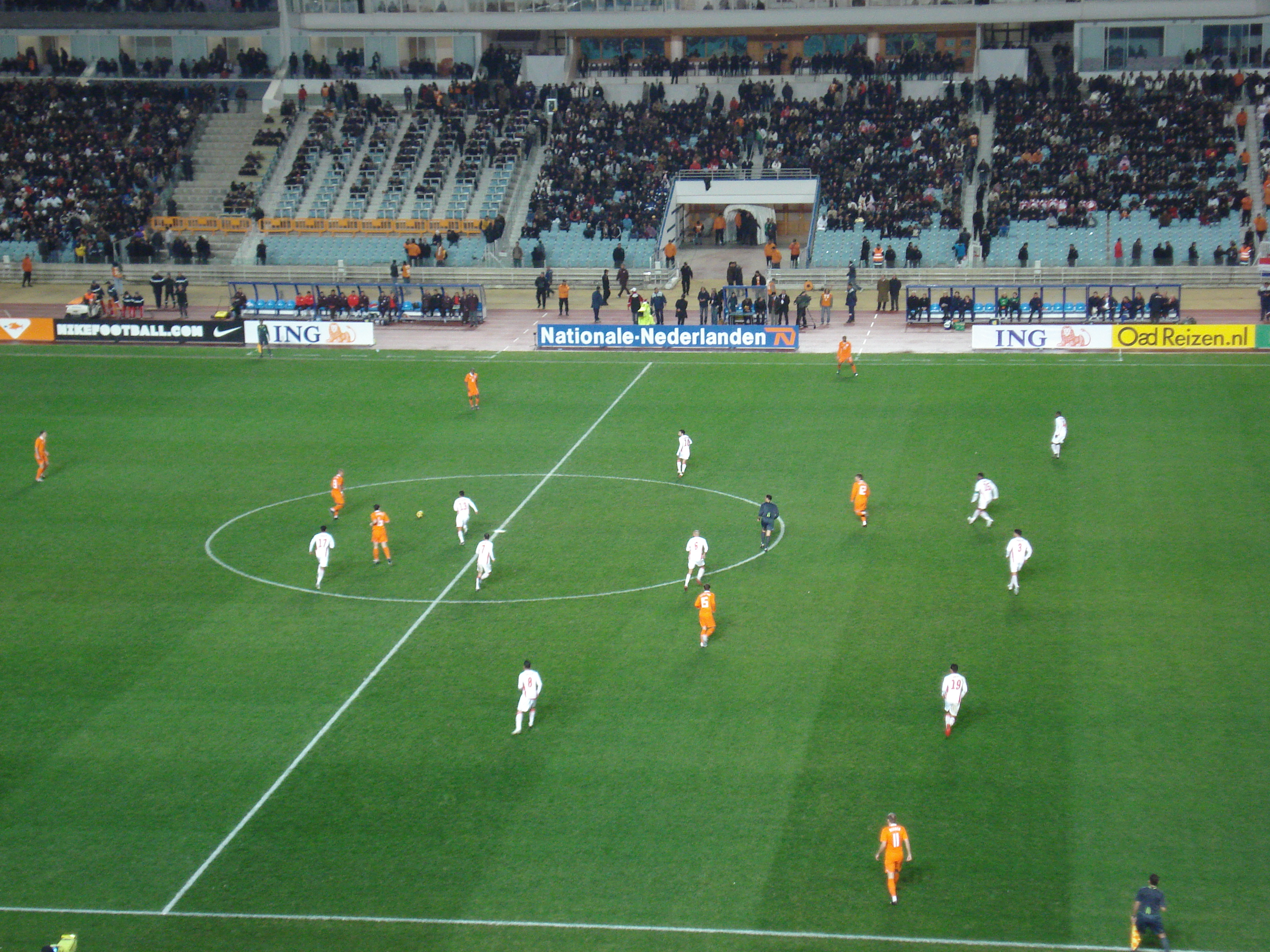
Match contre les Pays-Bas le 11 février 2009 au stade olympique de Radès (1-1).

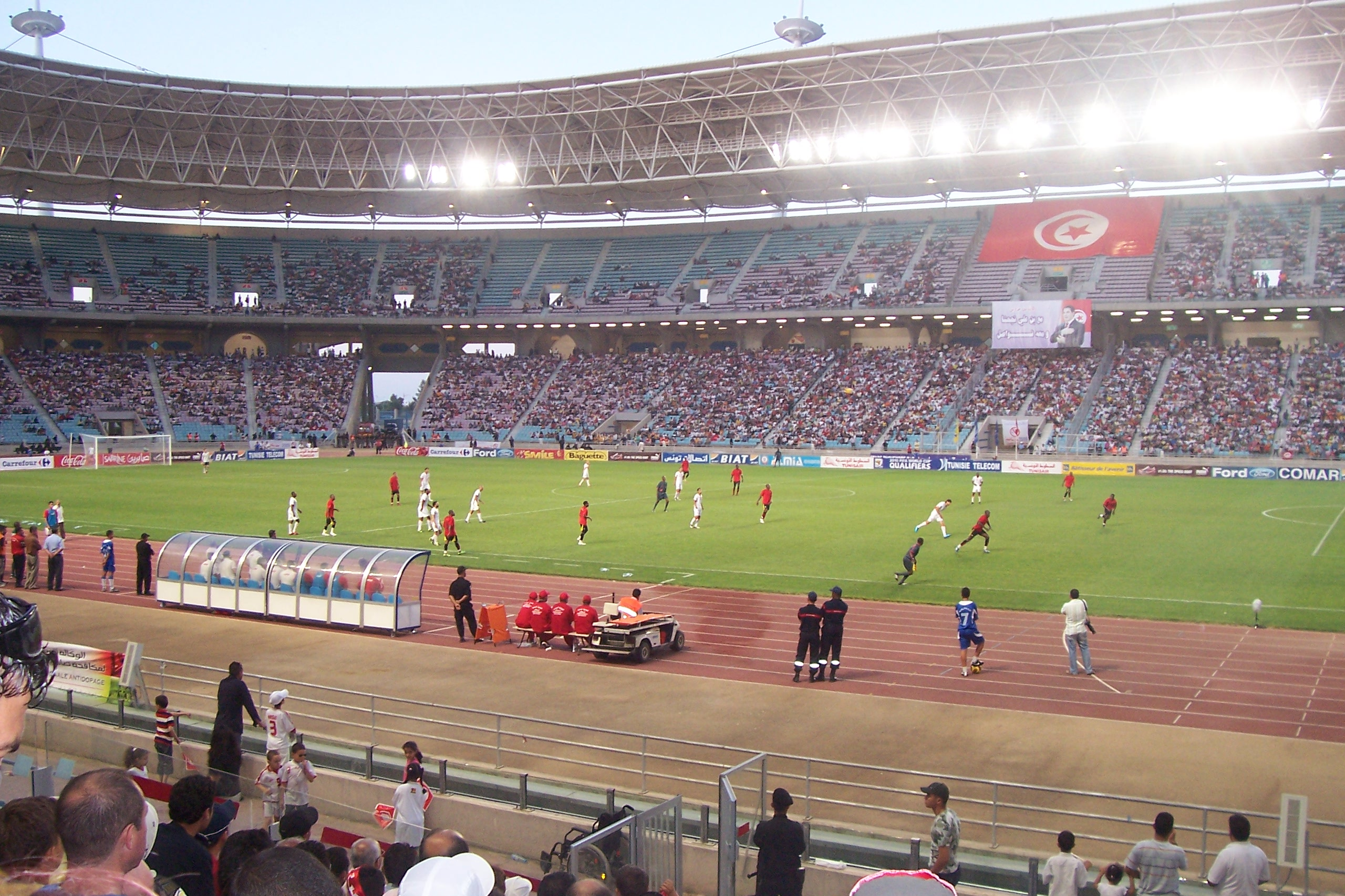
Match contre le Mozambique lors des éliminatoires pour la coupe du monde 2010 le 6 juin 2009 (2-0).

Humberto Coelho prend en charge l'équipe après que Roger Lemerre l'ait quitté le 21 juin 2008. Lors de sa conférence de presse, il souligne l'importance de rapprocher les médias de l'équipe nationale et de parler plus ouvertement des choix et des tactiques des joueurs. Dans le même temps, il déclare qu'il utiliserait un plan 4-3-3 et 4-4-2 en fonction de l'adversaire. Les éliminatoires pour la coupe du monde se poursuivent en septembre avec la victoire contre le Burundi (2-1). Le 11 octobre, la Tunisie joue le dernier match du deuxième tour contre les Seychelles (victoire 5-0 avec un doublé de Hichem Essifi et des buts de Yassin Mikari, Saber Ben Frej et Fahid Ben Khalfallah). Avec treize points, le match ouvre la voie au troisième tour de qualification du groupe B. Au tirage au sort, la Tunisie affronte le Nigeria, le Mozambique et le Kenya.
Avant le début des éliminatoires, la Tunisie dispute un match amical contre les Pays-Bas le 11 février 2009 (1-1). Le 28 mars, la Tunisie ouvre les éliminatoires avec une victoire lors de son match d'ouverture contre le Kenya (2-1). Le prochain match de qualification étant prévu début juin, Coelho organise un match amical contre le Soudan le 28 mai, qui se termine par une victoire à domicile de la Tunisie (4-0 sur des buts d'Oussama Darragi, Amine Chermiti, Radhi Jaïdi et Radhouane Felhi). Le 6 juin a lieu le deuxième match de qualification contre le Mozambique (victoire 2-0), et déclenche une émeute parmi les supporters locaux. Le troisième match se joue le 20 juin au stade olympique de Radès et les Tunisiens, meneurs du deuxième tour de leur groupe, affrontent le Nigeria (0-0). Après avoir mené le groupe, la Tunisie complète le match aller avec sept points, et son plus grand rival, le Nigeria, termine deuxième avec cinq points. Le 12 août, la Tunisie dispute un match amical contre la Côte d'Ivoire (0-0). Le match retour des éliminatoires contre le Nigeria a lieu après près de trois mois, le 6 septembre au stade national Moshood-Abiola d'Abuja (2-2).
Environ un mois plus tard, Coelho annonce son intention de jouer un match amical contre l'Arabie saoudite en plus du match de qualification prévu le 14 octobre. Le 11 octobre, la Tunisie affronte le Kenya au stade olympique de Radès pour son cinquième match de qualification, qu'elle remporte au début des éliminatoires à l'extérieur (2-1). Quelques jours plus tard, elle joue un match amical contre l'Arabie saoudite (0-1 avec un but de Nasser al-Shamrani). Le dernier tour des qualifications a lieu le 14 novembre, la Tunisie affrontant sans succès le Mozambique. Ainsi, la Tunisie ne réussit pas à participer à la coupe du monde 2010, mais se qualifie pour la coupe d'Afrique des nations 2010.

#### CAN 2010

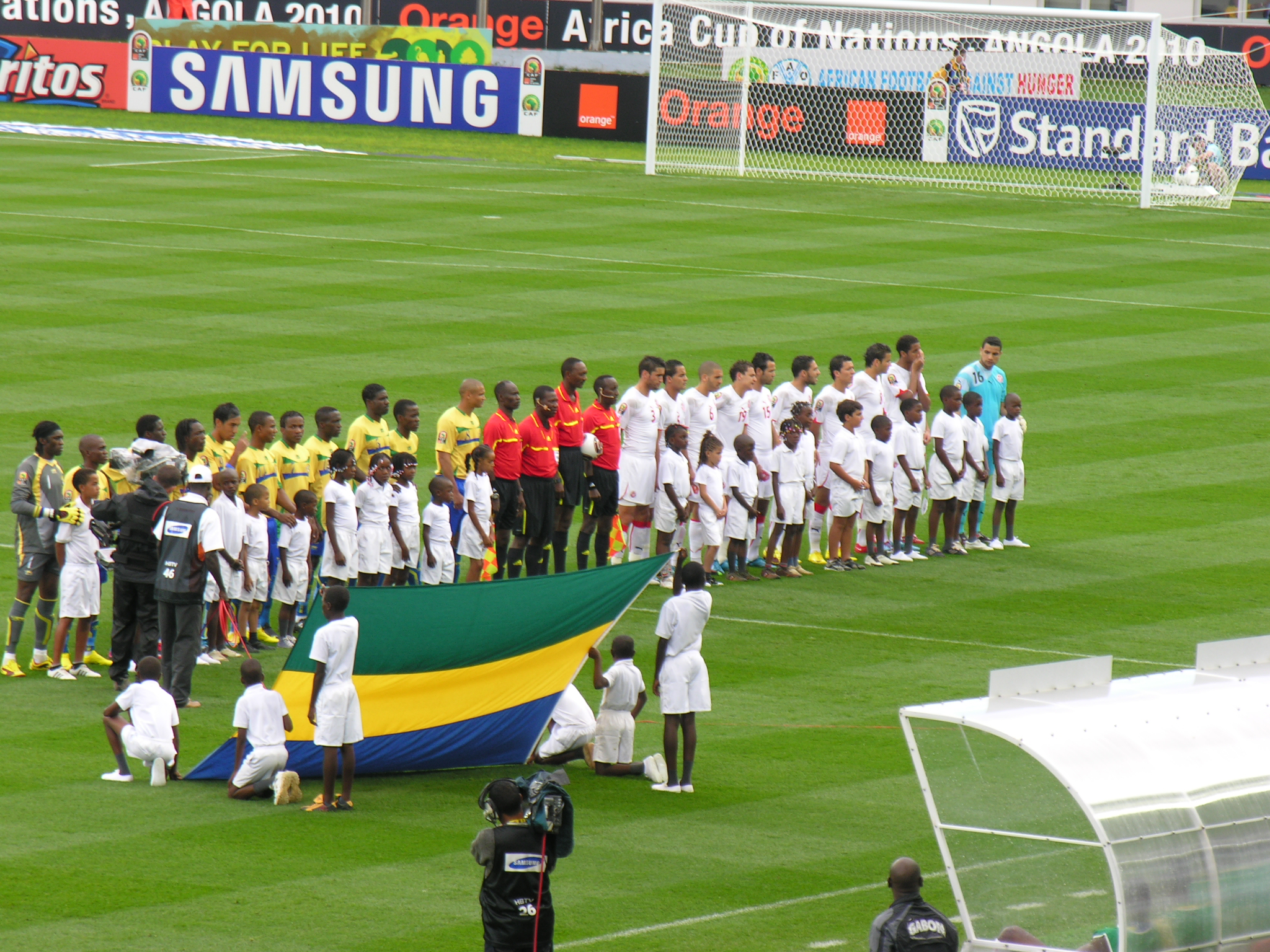
Tunisie-Gabon à la CAN 2010.

Quatre jours plus tard, la Fédération tunisienne de football limoge Coelho et nomme Faouzi Benzarti afin de superviser l'équipe lors de la coupe d'Afrique des nations 2010. Il est toutefois écarté après l'élimination en phase de groupes, marquée par trois matchs nuls contre la Zambie (1-1), le Gabon (0-0) et le Cameroun (2-2). Le 4 juin 2010, Bertrand Marchand est nommé entraîneur avec un contrat de deux ans, dans le but d'atteindre les demi-finales de la coupe d'Afrique des nations 2012, notamment après les résultats qu'il a obtenus avec l'Étoile sportive du Sahel. Cependant, les qualifications commencent mal, avec deux défaites contre le Botswana et un match nul contre le Malawi (2-2) après avoir battu le Togo (2-1), ce qui place l'équipe au 65e rang au classement mondial de la FIFA, le pire de son histoire. Le 15 décembre, à l'issue d'une réunion du bureau fédéral de la fédération tunisienne, Marchand est démis de ses fonctions.

#### CAN 2012, CAN 2013 et éliminatoires de la coupe du monde 2014

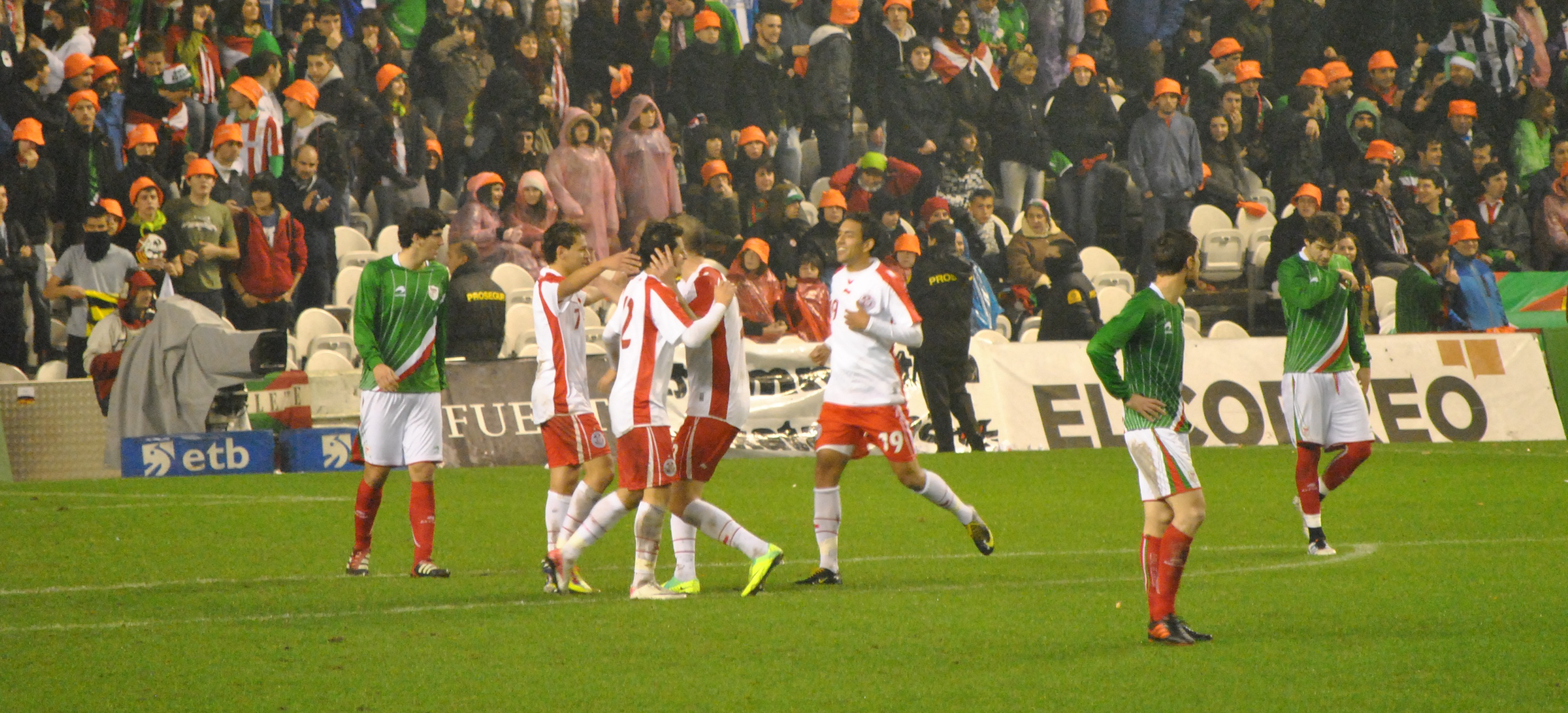
Match contre le Pays basque le 27 décembre 2011.

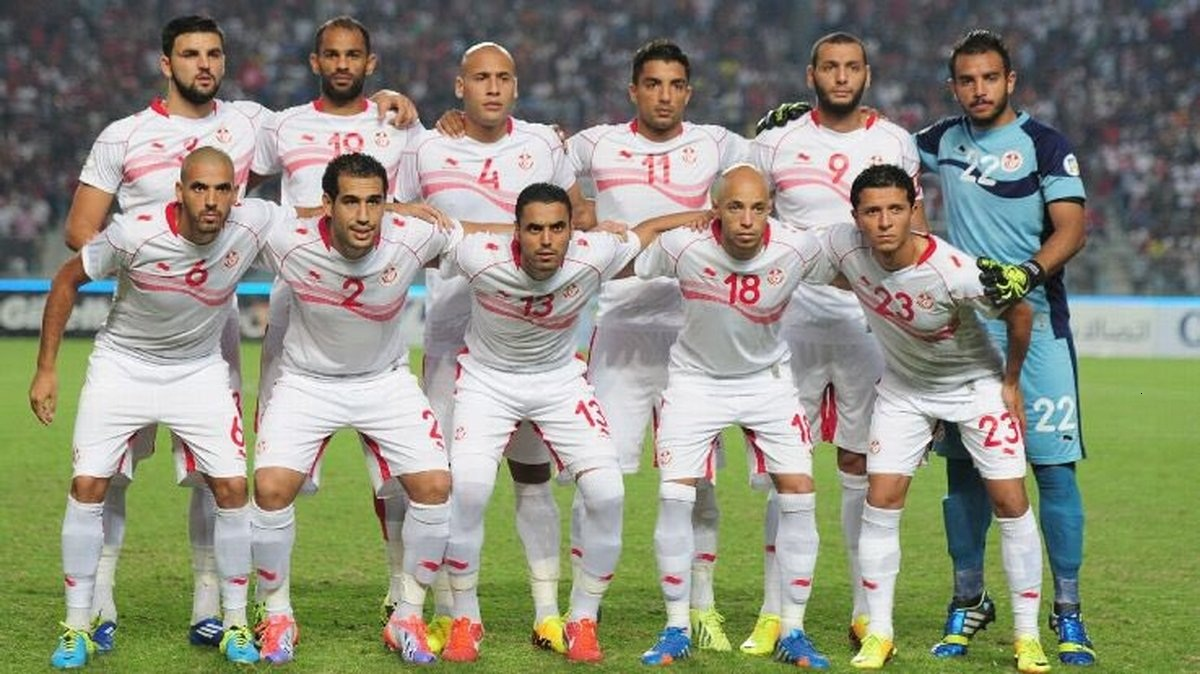
Équipe tunisienne contre le Cameroun lors du match aller du troisième tour des éliminatoires de la coupe du monde 2014, le 13 octobre 2013 (0-0).

Battue par Oman le 29 mars 2011 (1-2) lors d'un match amical, l'équipe se qualifie le 8 octobre pour la coupe d'Afrique des nations 2012 en battant le Togo (2-0). Après un bon début, avec des victoires contre le Maroc (2-1) et le Niger (2-1) et une défaite contre le pays hôte, le Gabon (0-1), la Tunisie est éliminée en quarts de finale après un match supplémentaire contre le Ghana (1-2). Le 29 février 2012, les joueurs obtiennent un match nul contre le Pérou (1-1) puis, le 29 mai, une victoire contre le Rwanda (5-1).
Lors des éliminatoires de la coupe du monde 2014, la Tunisie fait partie d'un groupe comprenant le Cap-Vert (victoire 2-1), la Guinée équatoriale (victoire 3-1) et la Sierra Leone (2-2 puis 0-0),. Qualifiée pour la coupe d'Afrique des nations, la Tunisie arrache une victoire dans les derniers instants contre l'Algérie (1-0) avant d'être écrasée par la Côte d'Ivoire (0-3) ; le Togo se réhabilite aux dépens de la Tunisie avec un nul (1-1). En février 2013, Nabil Maâloul remplace Trabelsi. Lors de leurs deux premiers matchs de qualification pour la coupe du monde 2014, les Tunisiens battent la Sierra Leone (2-1) puis obtiennent un match nul à Freetown (2-2). Le 16 juin, lors du cinquième tour de la phase de groupes, la Tunisie fait match nul contre la Guinée équatoriale (1-1).
Le 7 septembre, l'équipe est battue à domicile par le Cap-Vert (0-2) et perd tout espoir de se qualifier pour la coupe du monde. Maâloul annonce sa démission mais, le 12, la FIFA qualifie cependant la Tunisie après la disqualification du Cap-Vert pour tricherie. Au lendemain des éliminatoires de la coupe du monde 2014, les Aigles de Carthage affrontent le Cameroun (0-0 à domicile et défaite à domicile 1-4),, manquant ainsi sa qualification. L'entraîneur Ruud Krol se retire après seulement deux matchs.

### Retour au premier plan, deux participations à la coupe du monde (2014-2022)

#### CAN 2015

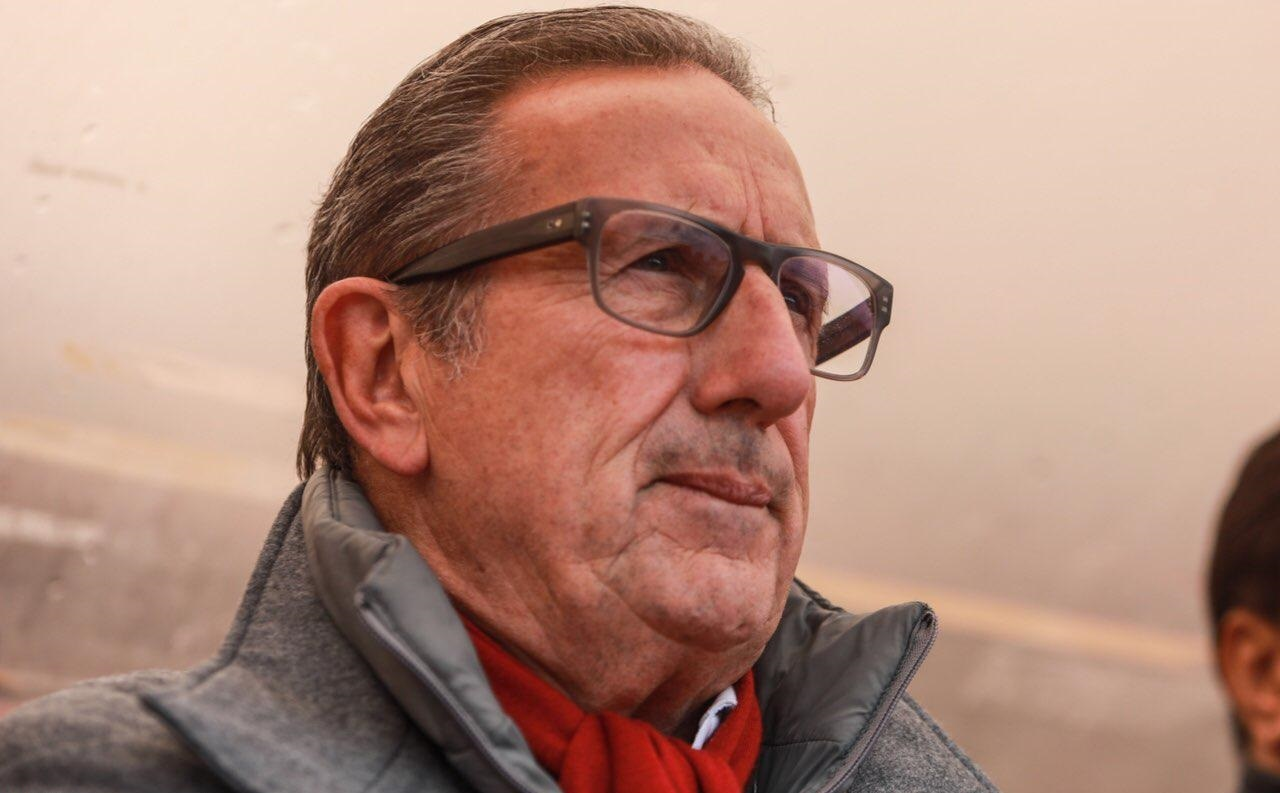
Georges Leekens, sélectionneur entre 2014 et 2015, qui dirige l'équipe lors de la CAN 2015.

Le 27 mars 2014, l'entraîneur belge Georges Leekens est nommé pour tenter de relancer l'équipe. Les premiers résultats sont positifs, y compris un match nul contre la Colombie (1-1) et une victoire contre la Corée du Sud (1-0), tous deux en matchs amicaux. Sous sa direction, l'équipe passe de la 49e à la 22e place au classement de la FIFA en quelques mois, si bien que l'équipe retrouve son éclat continental après l'émergence d'une nouvelle génération de joueurs : elle se qualifie pour la CAN 2015 et termine en tête de son groupe comprenant le Sénégal (nul 0-0 et victoire 1-0),, l'Égypte (victoire 1-0, 2-1), et le Botswana (victoire 2-1 et nul 0-0),. Lors de la finale du tournoi, la Tunisie termine en tête de son groupe pour la première fois depuis 2008, en battant la Zambie (2-1) et en faisant match nul avec le Cap-Vert et la RD Congo avec le même résultat (1-1) ; elle est cependant éliminée en quarts de finale après une défaite controversée (1-2) face à l'hôte, la Guinée équatoriale ; la CAF bannit l'arbitre Rajindraparsad Seechurn pendant six mois pour sa « mauvaise performance » dans le tournoi,,. Le 27 juin 2015, Leekens part d'un commun accord.

#### CAN 2017 et éliminatoires de la coupe du monde 2018

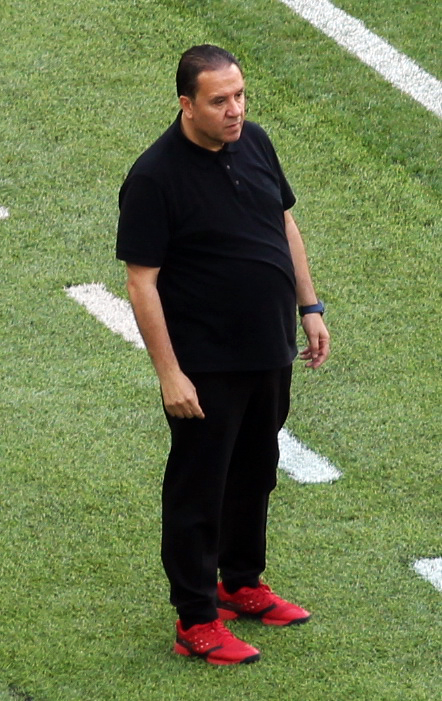
Nabil Maâloul a dirigé l'équipe lors de la coupe du monde 2018.

Le 13 juillet 2015, Henryk Kasperczak revient en tant qu'entraîneur après 17 ans. Il réussit à qualifier l'équipe pour la CAN 2017 en tête de son groupe, avec une victoire sur le Liberia (victoires 1-0 et 4-1),, le Togo (victoire 1-0 et nul 0-0), et Djibouti (victoires 8-1 et 3-0),. Il atteint également les quarts de finale de la compétition après une défaite face au Sénégal (0-2) et deux victoires face à l'Algérie (2-1) et au Zimbabwe (4-2), avant de s'incliner à nouveau, cette fois contre le Burkina Faso (0-2). Deux défaites en matchs amicaux contre le Cameroun et le Maroc sur le même score (0-1) conduisent au limogeage de Kasperczak le 8 avril 2017.
Le 27 avril, Nabil Maâloul revient en tant que sélectionneur malgré la désapprobation des supporters tunisiens à la suite de l'échec des éliminatoires de la coupe du monde 2014. Cette fois, il qualifie cependant la Tunisie pour la coupe du monde 2018 en Russie pour la cinquième fois de son histoire et après avoir vaincu la RD Congo (victoire 2-1 et nul 2-2),, la Guinée (victoires 2-0 et 4-1), et la Libye (victoire 1-0 et nul 0-0),. La qualification de la Tunisie pour la coupe du monde 2018 et ses résultats positifs dans les matchs amicaux contre l'Iran (1-0) et le Costa Rica (1-0) la conduisent pour la première fois à la quatorzième place du classement mondial de la FIFA, après avoir été la première des équipes africaines, surpassant des équipes comme l'Italie, le Costa Rica et les Pays-Bas.
L'équipe poursuit également ses bons résultats avant la coupe du monde, avec un match nul contre la Turquie et le Portugal, avec le même score (2-2), en plus d'une défaite difficile contre l'Espagne (0-1) à la 85e minute. Malgré cela, en coupe du monde, la performance de l'équipe n'atteint pas le niveau attendu, et celle-ci est à nouveau éliminée de la phase de groupes.

#### Coupe du monde 2018

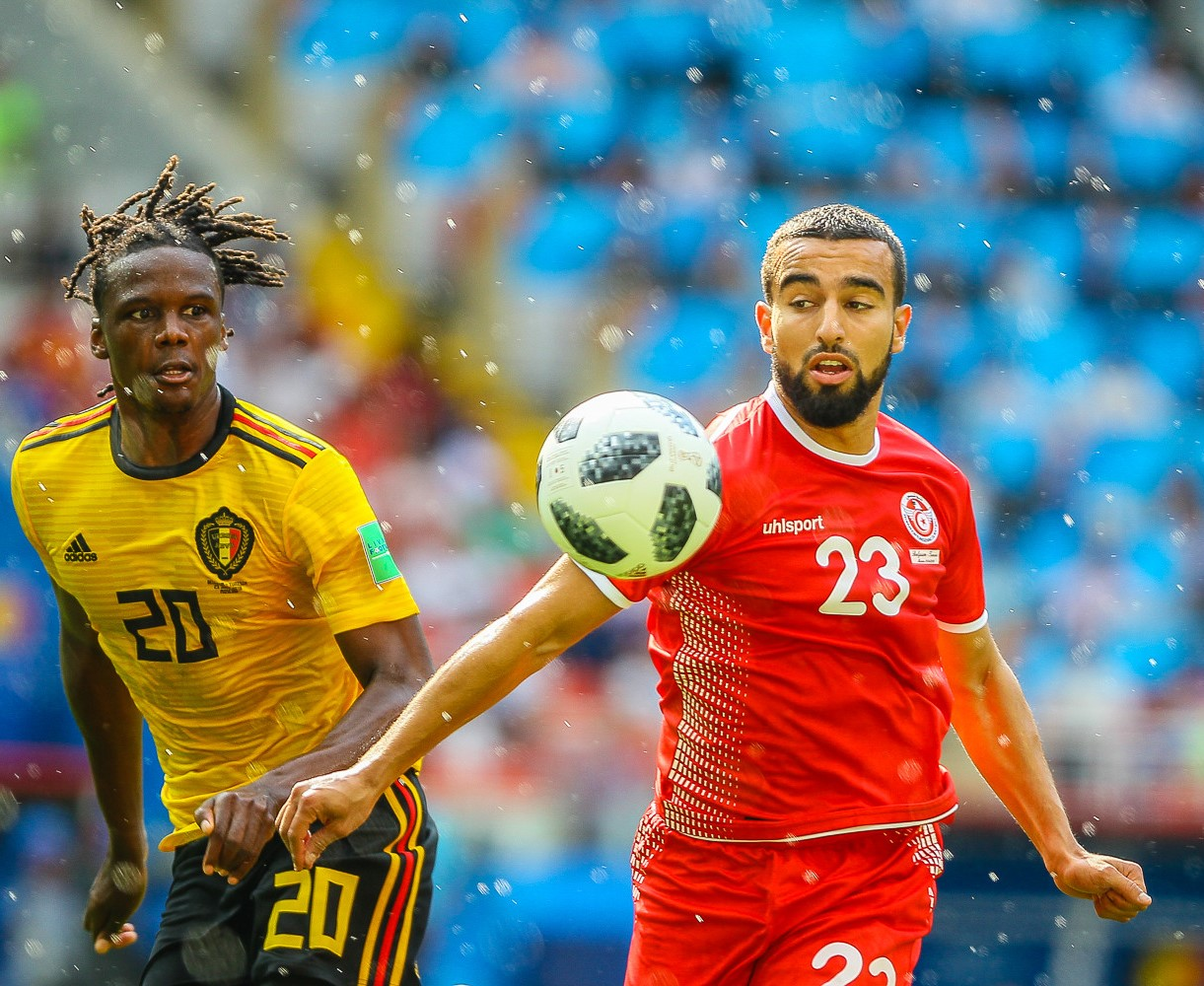
Naïm Sliti et Dedryck Boyata lors du match entre la Tunisie et la Belgique.

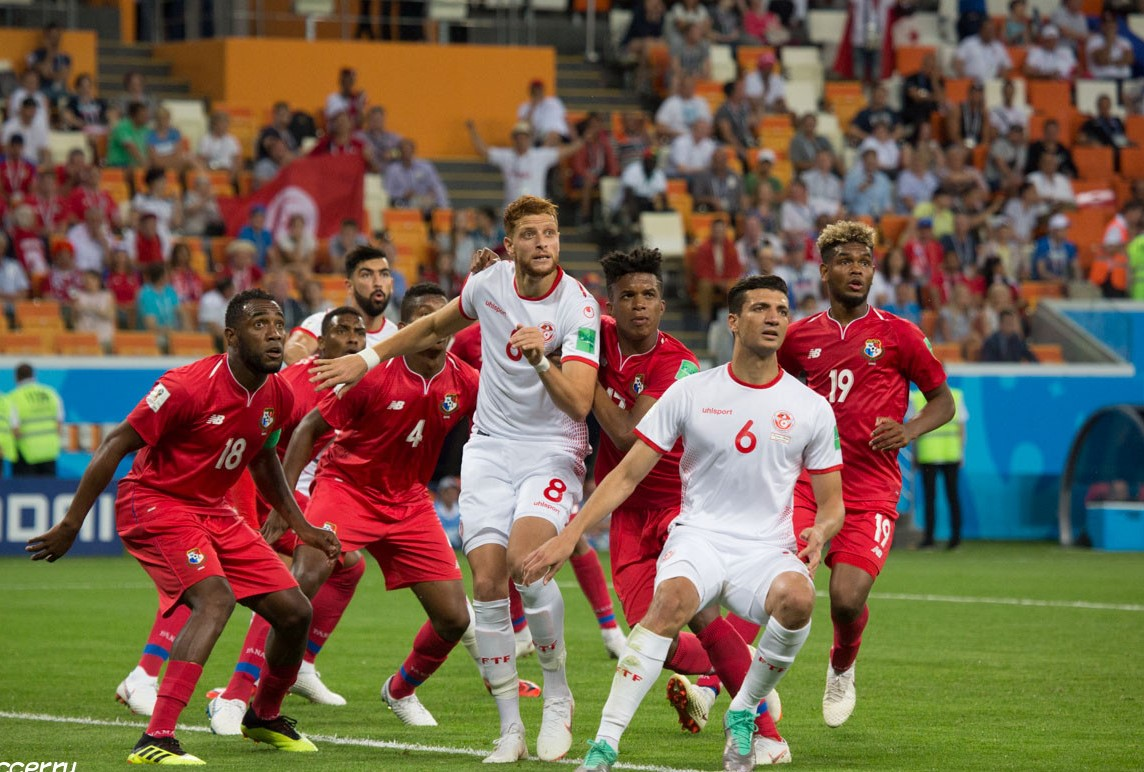
Tunisie-Panama lors de la coupe du monde 2018.

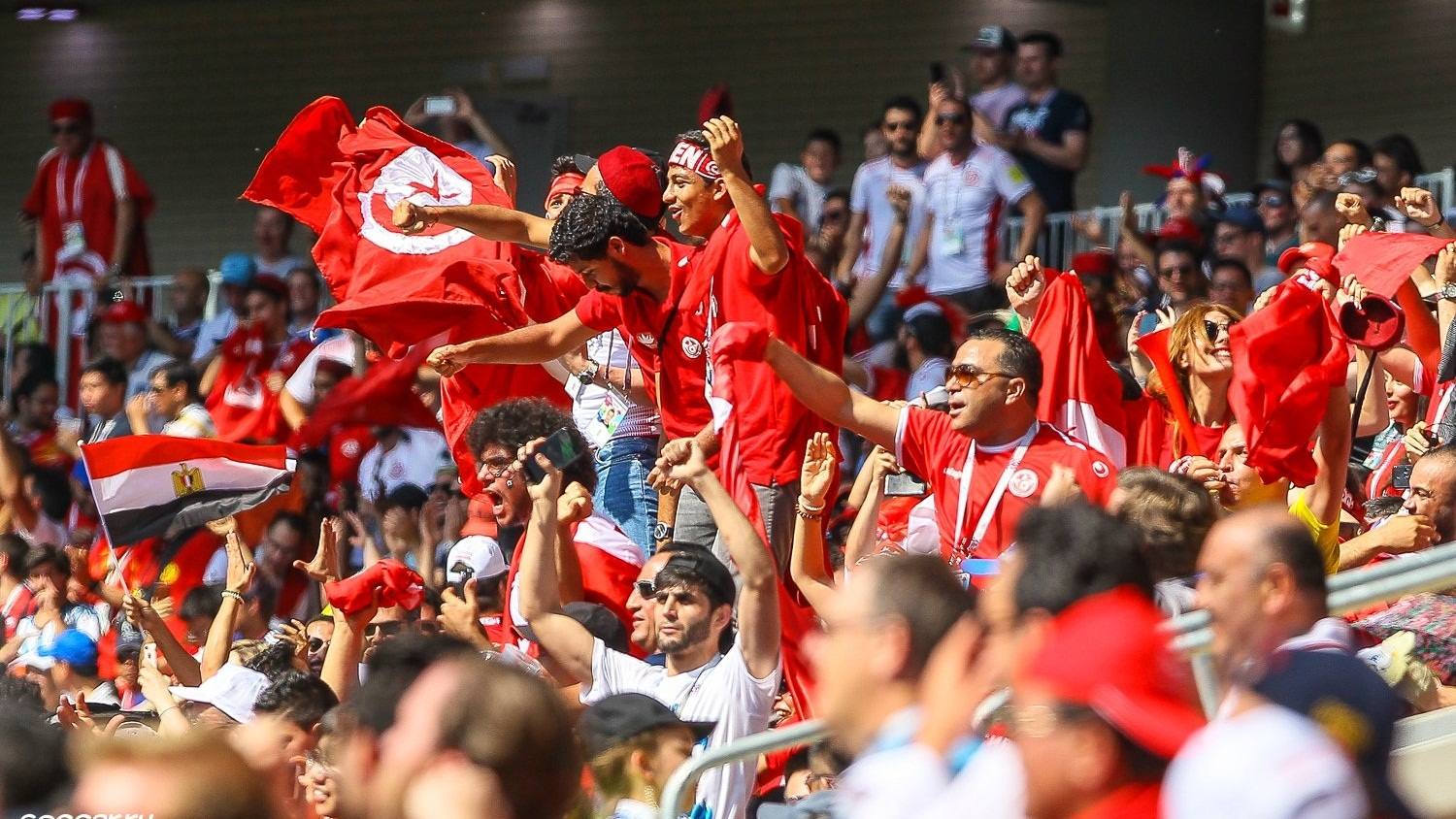
Supporters durant la coupe du monde 2018.

Le premier match contre l'Angleterre se conclut par une victoire de cette dernière (2-1). L'Angleterre marque à la 11e minute lorsque Mouez Hassen arrête une tête de John Stones sur un corner de la gauche, mais ne peut pas sauver un suivi de Harry Kane à bout portant. Hassen est remplacé quatre minutes plus tard par Farouk Ben Mustapha en raison d'une blessure plus tôt dans le match, après une collision avec Jesse Lingard. Lingard frappe ensuite une volée du centre d'Ashley Young au deuxième poteau. Après dix minutes, Ferjani Sassi égalise sur penalty après que Kyle Walker ait été pénalisé d'un coup de coude sur Fakhreddine Ben Youssef. Kane fait appel à un penalty dans les cinq minutes qui suivent la reprise alors qu'il a été apparemment gêné par une paire de joueurs tunisiens dans un corner. Dans le temps additionnel, Harry Maguire décoche un corner de Kieran Trippier de la droite dans le chemin de Kane, qui le dirige à l'intérieur du but après avoir été laissé libre au deuxième poteau.
Le deuxième match contre la Belgique se termine par une défaite tunisienne (2-5). À peine dix minutes après le début du match, le défi tardif de Syam Ben Youssef sur Eden Hazard est jugé, avec l'utilisation de l'assistance vidéo, juste à l'intérieur de la surface et il intervient pour marquer le penalty dans le coin inférieur gauche. Dix minutes plus tard, Dries Mertens prend possession de la balle juste à l'intérieur de la moitié de terrain tunisienne avant d'avancer et de passer le ballon à Romelu Lukaku. Lukaku tire ensuite une frappe basse sur Farouk Ben Mustapha dans le coin inférieur droit. Le coup franc de la gauche de Wahbi Khazri est accueilli par Dylan Bronn, qui décoche une tête devant Thibaut Courtois. Thomas Meunier trouve Lukaku à l'intérieur de la zone, qu'il écrase sur Ben Mustapha qui se précipite. La longue passe de Toby Alderweireld de la défense est prise sur la poitrine par Hazard, qui contourne ensuite Ben Mustapha pour frapper dans un filet vide. Michy Batshuayi rencontre le centre de Youri Tielemans au deuxième poteau d'une demi-volée contrôlée pour marquer le cinquième but de la Belgique. Khazri marque profondément dans le temps d'arrêt après un pivot dans la surface. Pour la Tunisie, c'est la pire défaite de son histoire en coupe du monde.
Le dernier match contre le Panama se conclut sur une victoire tunisienne (2-1). Le Panama prend l'avantage à la 33e minute, après qu'un tir de José Rodríguez de l'extérieur de la surface de réparation ait été dévié par Yassine Meriah et se soit blotti au fond des filets. À la 51e minute, Naïm Sliti trouve Wahbi Khazri sur la droite et le centre bas de ce dernier est transformé par Fakhreddine Ben Youssef à seulement six mètres. À la 66e minute, Khazri termine un centre de la gauche d'Oussama Haddadi à bout portant au deuxième poteau.
La Tunisie remporte un match de coupe du monde pour la première fois en quarante ans, depuis sa victoire (3-1) sur le Mexique en 1978. Le 12 juillet 2018, après une modeste participation, Nabil Maâloul présente sa démission.

#### CAN 2019: première demi-finale en15 ans

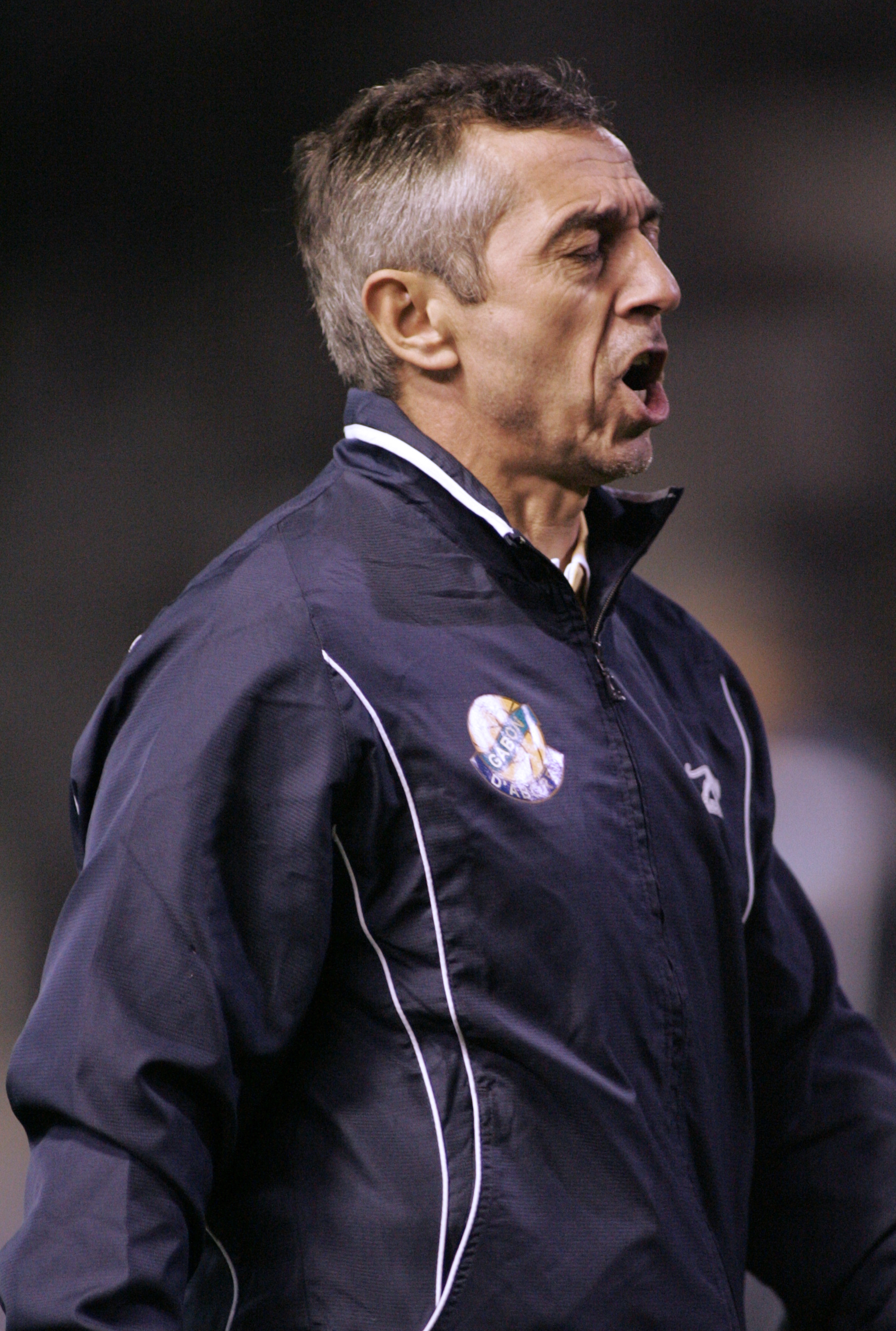
Alain Giresse a dirigé l'équipe lors de la CAN 2019.

L'équipe vit une courte expérience avec Faouzi Benzarti,, qui réussit à se qualifier pour la CAN 2019 en dépassant l'Égypte (victoire 1-0 puis défaite 2-3),, le Niger (victoires 1-0 et 2-1), et l'Eswatini (victoires 2-0 et 4-0),, avant d'être limogé en raison de problèmes entre lui et le président de la Fédération tunisienne de football, Wadie Jary. Le 13 décembre 2018, l'entraîneur français Alain Giresse est embauché pour superviser l'équipe lors de la finale de la CAN 2019 en raison de son expérience en Afrique,.
Malgré les bons résultats en matchs amicaux, soit une victoire face à l'Irak (2-0), face à la finaliste de la coupe du monde 2018, la Croatie (2-1) et face au Burundi (2-1), le début de la compétition est marqué par trois nuls en phase de groupes contre l'Angola et le Mali avec le même résultat (1-1) avant un autre nul (0-0) contre la Mauritanie pour se qualifier pour les seizièmes de finale en deuxième position et avec beaucoup de difficulté. Au tour suivant, les résultats s'améliorent, avec une victoire face au Ghana aux tirs au but, permettant aux Tunisiens de se qualifier pour les quarts de finale et de battre la surprise du tournoi, Madagascar (3-0) pour se qualifier pour les demi-finales pour la première fois en quinze ans, avant de perdre de justesse face au Sénégal (0-1) en prolongation pour terminer la compétition à la quatrième place derrière le Nigeria après avoir perdu le match pour la troisième place (0-1).
Néanmoins, il s'agit de la meilleure performance de la Tunisie depuis sa victoire à la CAN 2004 à domicile. Le défenseur Yassine Meriah est désigné par la CAF dans l'équipe type de la compétition. Après la coupe d'Afrique des nations 2019, Alain Giresse est remercié.

#### Éliminatoires de la CAN 2021 et de la coupe du monde 2022

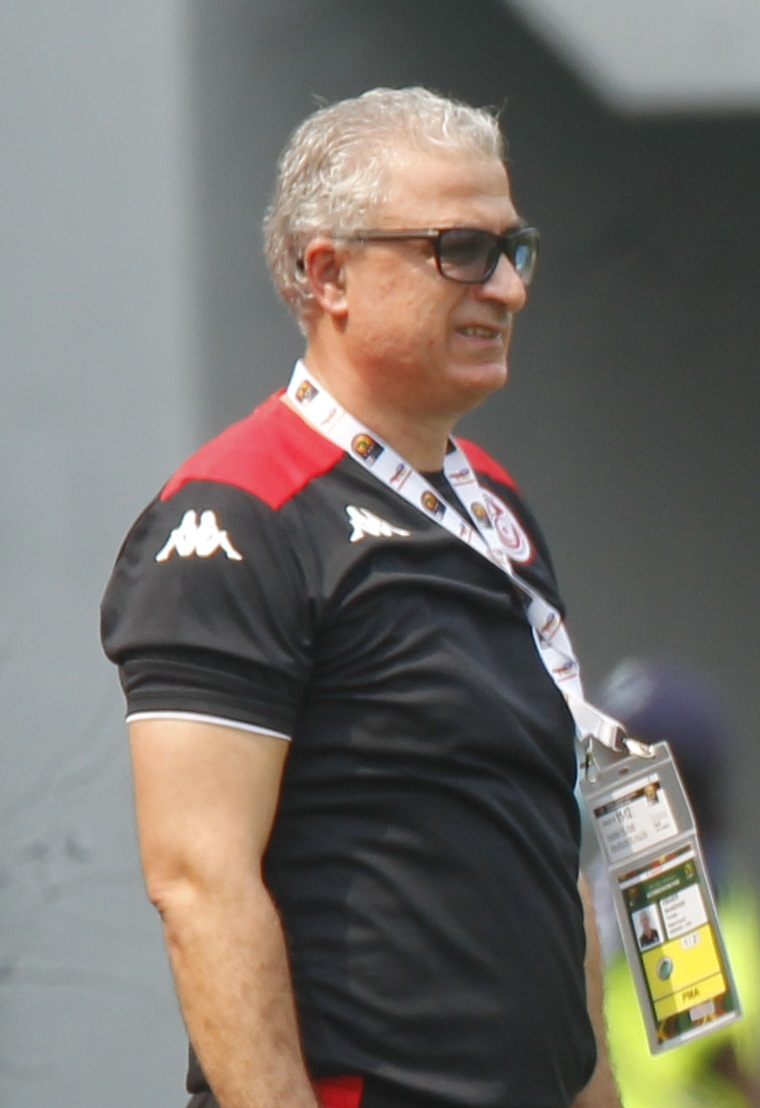
Mondher Kebaier, sélectionneur entre 2019 et 2022.

Le 27 août 2019, Mondher Kebaier est nommé sélectionneur de l'équipe. Les préparatifs des éliminatoires de la coupe d'Afrique des nations 2021 commencent avec plusieurs matchs amicaux : une victoire contre la Mauritanie (1-0), une défaite contre la Côte d'Ivoire (1-2) et un match nul et vierge contre le Cameroun. Les éliminatoires de la coupe d'Afrique des nations 2021 sont tirés au sort, la Tunisie devant affronter la Libye, la Guinée équatoriale et la Tanzanie. Le premier match contre la Libye se conclut sur une large victoire (4-1), Wahbi Khazri et Saîf-Eddine Khaoui marquant deux buts chacun, et une autre victoire à l'extérieur contre la Guinée équatoriale (1-0) avec un but de Khazri. Pendant ce temps, le tirage au sort des éliminatoires de la coupe du monde 2022 a lieu et la Tunisie tire à nouveau la Guinée équatoriale, la Mauritanie et la Zambie.
Après près d'un an d'interruption pour cause de pandémie de Covid-19, l'équipe nationale dispute deux matchs amicaux afin de se préparer pour le reste des éliminatoires de la coupe d'Afrique des nations 2021 contre le Soudan (victoire 3-0) et le Nigeria (match nul 1-1). Lors des éliminatoires, l'équipe tunisienne joue quatre matchs, contre la Tanzanie (victoire 1-0 puis match nul 1-1),, contre la Libye à Benghazi (victoire 5-2) et contre la Guinée équatoriale (victoire 2-1) ; l'équipe termine les éliminatoires en tête du groupe avec cinq victoires et un nul. Après deux mois, l'équipe joue trois autres matchs amicaux, avec une victoire sur la République démocratique du Congo (1-0), une défaite à domicile contre l'Algérie (0-2) et une victoire sur le Mali (1-0), avec un but marqué à la fin du match. Le 3 septembre 2021, l'équipe nationale commence ses matchs lors des éliminatoires de la coupe du monde 2022.
Le parcours débute avec trois victoires consécutives contre la Guinée équatoriale à Radès (3-0), contre la Zambie à Ndola (2-0) et contre la Mauritanie (3-0), suivies par un match nul contre la Mauritanie à Nouakchott (0-0) et une défaite contre la Guinée équatoriale à Malabo (0-1), ce qui reporte la qualification au tour suivant pour la dernière journée. Si l'entraîneur Mondher Kebaier se heurte à de vives critiques de la part des supporters, la qualification pour les barrages est obtenue le 16 novembre, après une victoire contre la Zambie à Radès (3-1), concluant les matchs de poule avec quatre victoires, un nul et une défaite.

#### Coupe arabe de la FIFA 2021
Après une interruption de neuf ans, la Fédération internationale de football association (FIFA) organise la Coupe arabe des nations au Qatar. L'équipe tunisienne se qualifie directement pour la phase finale sans entrer dans la phase de qualification, en bénéficiant du premier rang arabe au classement mondial de la FIFA, ce qui constitue la septième participation du pays à un tournoi organisé par la FIFA. Elle commence le tournoi avec une victoire (5-1) contre la Mauritanie ; Seifeddine Jaziri et Firas Ben Larbi marquent deux buts, tandis que Youssef Msakni marque le cinquième but grâce à une passe décisive de Yassine Chikhaoui. Cependant, la Tunisie subit une défaite (0-2) contre la Syrie, mais la qualification pour les quarts de finale est obtenue en battant les Émirats arabes unis (1-0) sur un but de Jaziri.
En quarts de finale, l'équipe bat Oman (2-1) grâce aux buts de Jaziri et Msakni. En demi-finale, la Tunisie entre en collision avec son rival, l'Égypte, mais la Tunisie réussit à marquer un but à la 95e minute après un coup franc de Naïm Sliti, que l'Égyptien Amr El Solia dévie dans le but, et arrache la qualification en terminant le match avec un score de 1-0. Cette victoire permet à la Tunisie d'atteindre sa première finale de la FIFA dans l'histoire du pays. Lors du match final, l'équipe affronte l'Algérie, qui la bat 0-2 en prolongations. Jaziri termine meilleur buteur du tournoi avec quatre buts et remporte le prix du soulier d'or de la FIFA. Malgré la perte du titre, la performance de l'équipe redonne confiance aux supporters, qui sont des dizaines de milliers à assister aux matchs du tournoi, notamment après la défaite contre la Syrie et en playoffs. Dans ce contexte, ils sont félicités par la FIFA et désignés comme les meilleurs supporters du tournoi.

#### CAN 2021

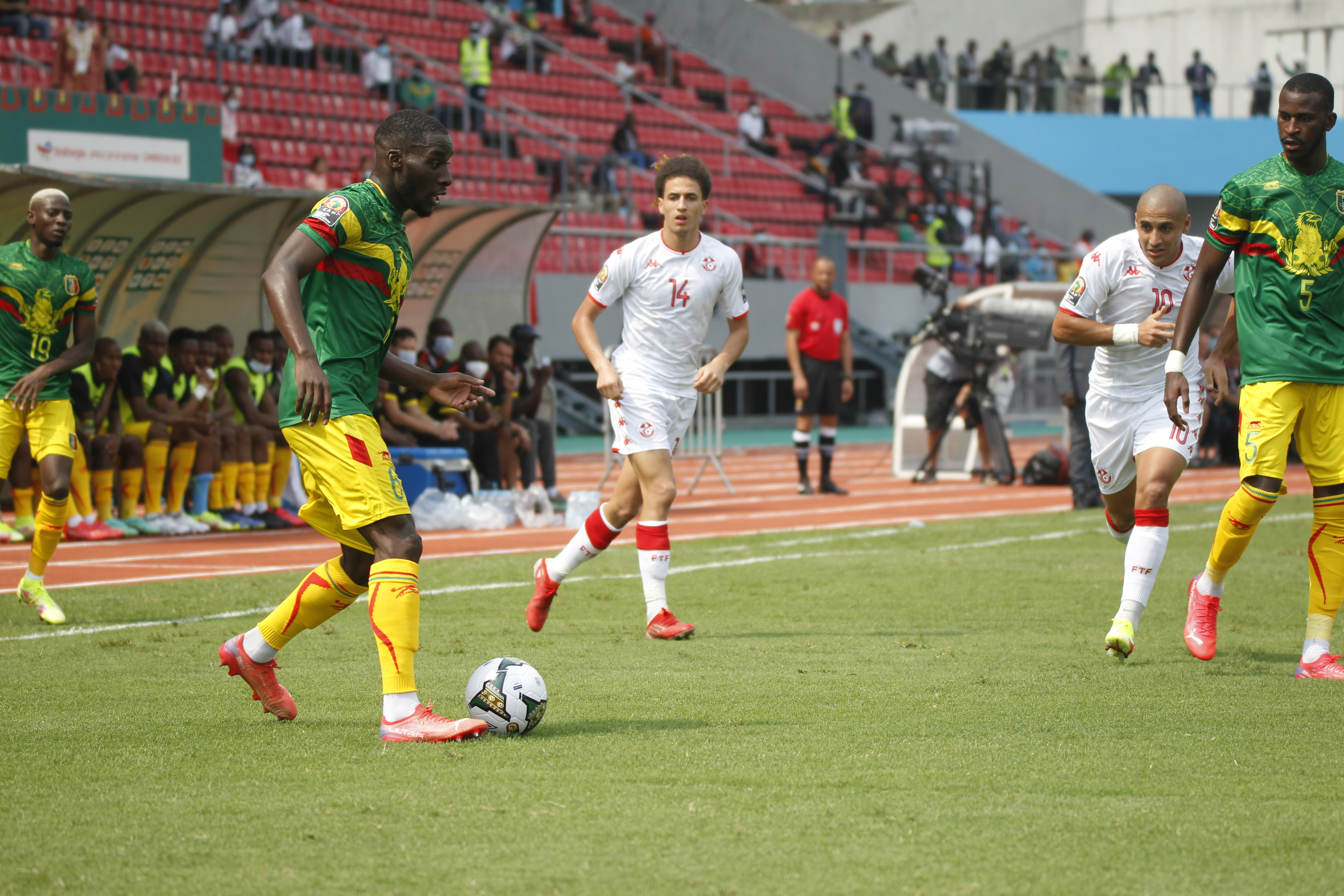
Tunisie-Mali à la CAN 2021 (défaite 0-1 après l'arrêt du match à la 85e minute).

La participation de l'équipe à la coupe d'Afrique des nations 2021 se solde par un échec. La phase de groupes commence par une défaite (0-1) face au Mali pendant le match, qui connaît un événement d'arbitrage lorsque l'arbitre zambien Janny Sikazwe termine le match à la 85e minute. Lors du deuxième match, l'équipe remporte une victoire sur la Mauritanie (4-0) avec au doublé de Wahbi Khazri et aux buts de Hamza Mathlouthi et Seifeddine Jaziri, mais l'équipe subit une défaite (0-1) contre la Gambie dans les derniers instants du match ; elle se qualifie toutefois pour les huitièmes de finale en tant que meilleur troisième de la phase de groupes. C'est alors que l'équipe bat le Nigeria (1-0) sur un but de Youssef Msakni de l'extérieur de la surface de réparation, en l'absence de l'entraîneur Mondher Kebaier (en raison de son infection par le Covid-19) remplacé par son assistant Jalel Kadri. Finalement, l'équipe est éliminée des quarts de finale par le Burkina Faso après une défaite (0-1). Après cette participation, Kebaier est démis de ses fonctions trois ans après sa nomination et remplacé par Kadri.

#### Troisième phase des éliminatoires de la coupe du monde 2022 et Coupe Kirin 2022
Pendant ce temps, le tirage au sort de la troisième phase des éliminatoires africains pour la coupe du monde 2022 se solde par un aller-retour contre le Mali. Lors du match aller au stade du 26-Mars à Bamako, la Tunisie l'emporte (1-0) grâce au but contre son camp par Moussa Sissako sur la pression de Msakni. Quant au match retour au stade olympique de Radès, devant 50 000 spectateurs, il se solde par un nul (0-0), si bien que l'équipe se qualifie pour la coupe du monde pour la sixième fois de son histoire.
Les préparatifs commencent tôt, puisque l'équipe dispute deux matchs des éliminatoires de la coupe d'Afrique des nations 2023, le premier contre la Guinée équatoriale à Radès (victoire 4-0) et le second contre le Botswana à Francistown (nul 0-0). Par la suite, l'équipe est appelée à disputer la coupe Kirin au Japon du 10 au 14 juin 2022, avec la participation de trois autres équipes : le Japon, le Chili et le Ghana. En demi-finale, la Tunisie bat le Chili (2-0) puis le Japon (3-0) et remporte ainsi le titre pour la première fois,. Ferjani Sassi est nommé meilleur joueur du tournoi, tandis que son compatriote Issam Jebali termine meilleur buteur avec deux buts. Après cela, l'équipe joue deux matchs amicaux : le premier contre les Comores, qui se termine par une victoire (1-0), et le second qui se termine par une lourde défaite contre le Brésil (1-5). Les Aigles de Carthage terminent leurs préparations par une victoire contre l'Iran sur un score de (2-0) quelques jours avant la compétition, le match n'étant pas diffusé et se déroulant à huis clos sur demande de la fédération iranienne.

#### Coupe du monde 2022

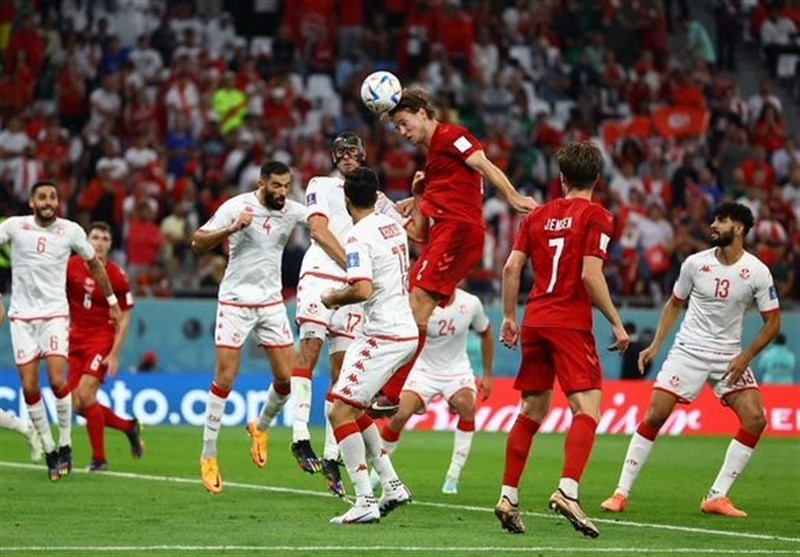
Tunisie-Danemark lors de la coupe du monde 2022.

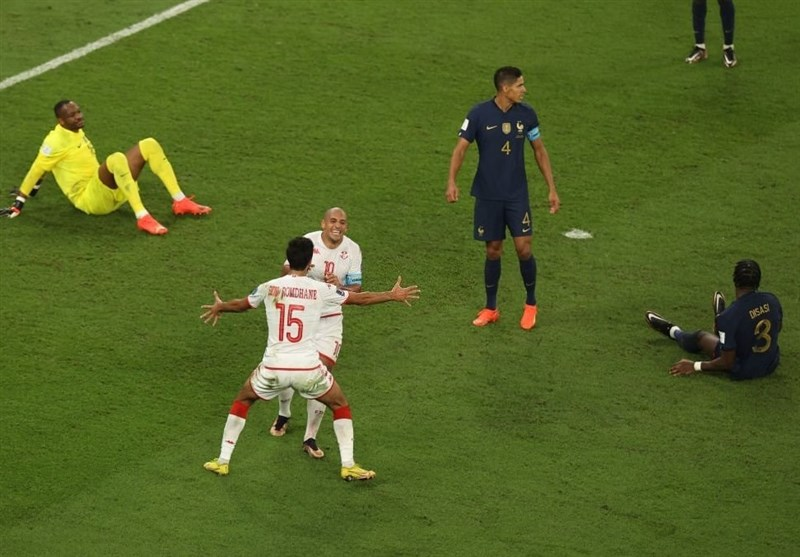
Wahbi Khazri célèbre son but contre la France lors de son dernier match international.

Lors du premier match, Mohamed Dräger menace le but de l'adversaire, puis Issam Jebali domine Kasper Schmeichel, mais la situation est empêchée par un hors-jeu. À la 43e minute, Jebali se retrouve face à face avec Schmeichel après avoir heurté le but et tente de battre le gardien de but avec un tir en profondeur, mais celui-ci utilise ses pouces et repousse l'arrivée. Christian Eriksen effectue ensuite une tentative au-delà de la ligne de but, mais Aymen Dahmen s'illustre avec un arrêt. Dès le corner qui suit, Andreas Cornelius gâche une occasion en se retrouvant seul au deuxième poteau, mais sa tête ne fait que sceller la structure des buts. En raison de la domination ultérieure sur le ballon, malgré leurs efforts, les Danois ne peuvent pas trouver de solution face à la défense de la Tunisie, et le match se termine sur un score nul et vierge. Grâce à sa performance dans ce match, Aïssa Laïdouni reçoit le prix de l'homme du match.
Lors du deuxième match, l'équipe est conduite à une défaite 1-0 contre l'Australie, le cadre technique et les joueurs recevant des critiques en raison de la faiblesse du milieu de terrain et de l'attaque, ce qui réduit les chances de la Tunisie de se qualifier pour les huitièmes de finale. Lors du dernier match contre la France, championne du monde, Wahbi Khazri place la Tunisie en tête à la 58e minute avec un tir bas dans le coin inférieur droit. À ce stade, la Tunisie est en position de se qualifier dans le groupe. Cependant, deux minutes plus tard, l'Australie prend les devants face au Danemark dans l'autre match, ce qui exclue la Tunisie de la phase à élimination directe,. Le capitaine Khazri remporte le prix de l'homme du match.
Il s'agit de la première victoire de la Tunisie contre une équipe européenne en coupe du monde, et l'équipe a récolté le plus important nombre de points (quatre points) en phase de groupes depuis sa première participation en 1978 (trois points). Dans ce contexte, Khazri prend sa retraite internationale, après 74 matchs au cours desquels il a marqué 25 buts. Le 29 décembre, la fédération annonce que Kadri souhaite démissionner, mais le bureau fédéral rejette sa demande et prolonge son contrat jusqu'en 2024.
La période qui suit est marquée par de nombreuses difficultés sportives et administratives au sein de la fédération.

### Difficultés, crise des résultats et déclin (depuis 2023)

#### Échec à la CAN 2023 et début du déclin

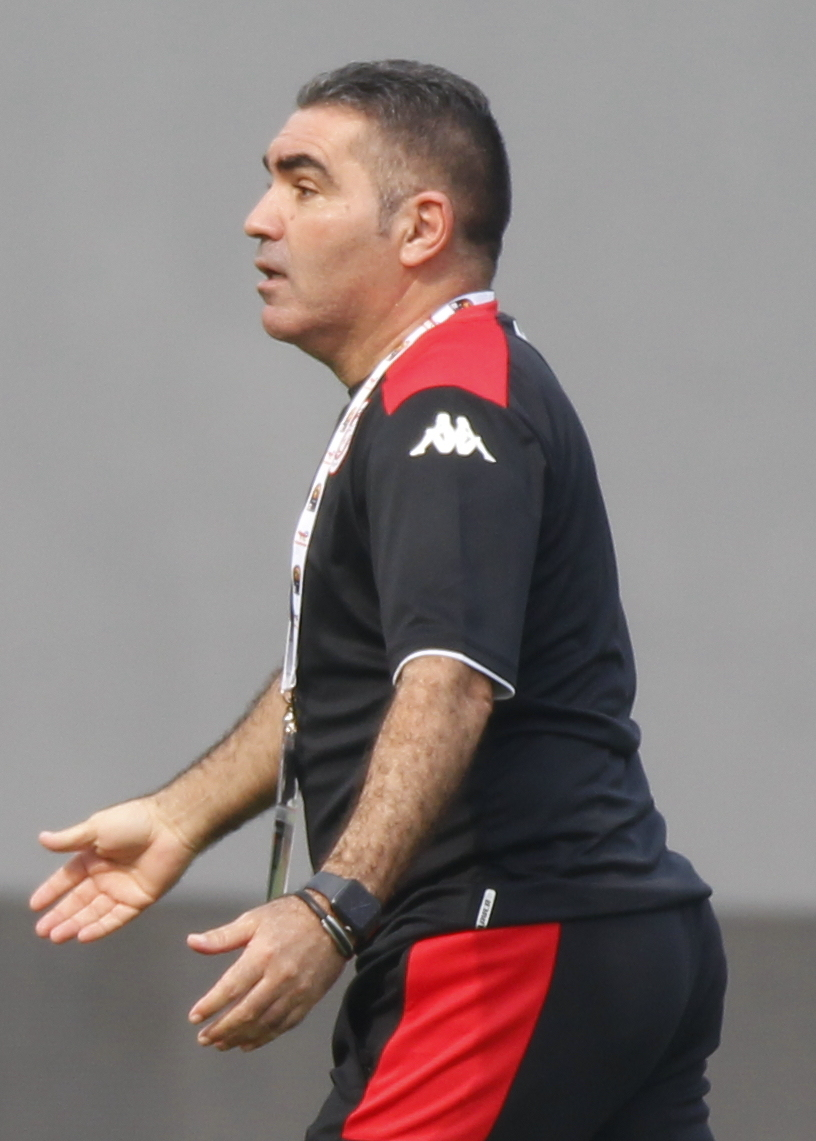
Jalel Kadri, sélectionneur entre 2022 et 2024, dirige l'équipe lors de la coupe du monde 2022 et de la CAN 2023, où elle est à chaque fois éliminée dès le premier tour.

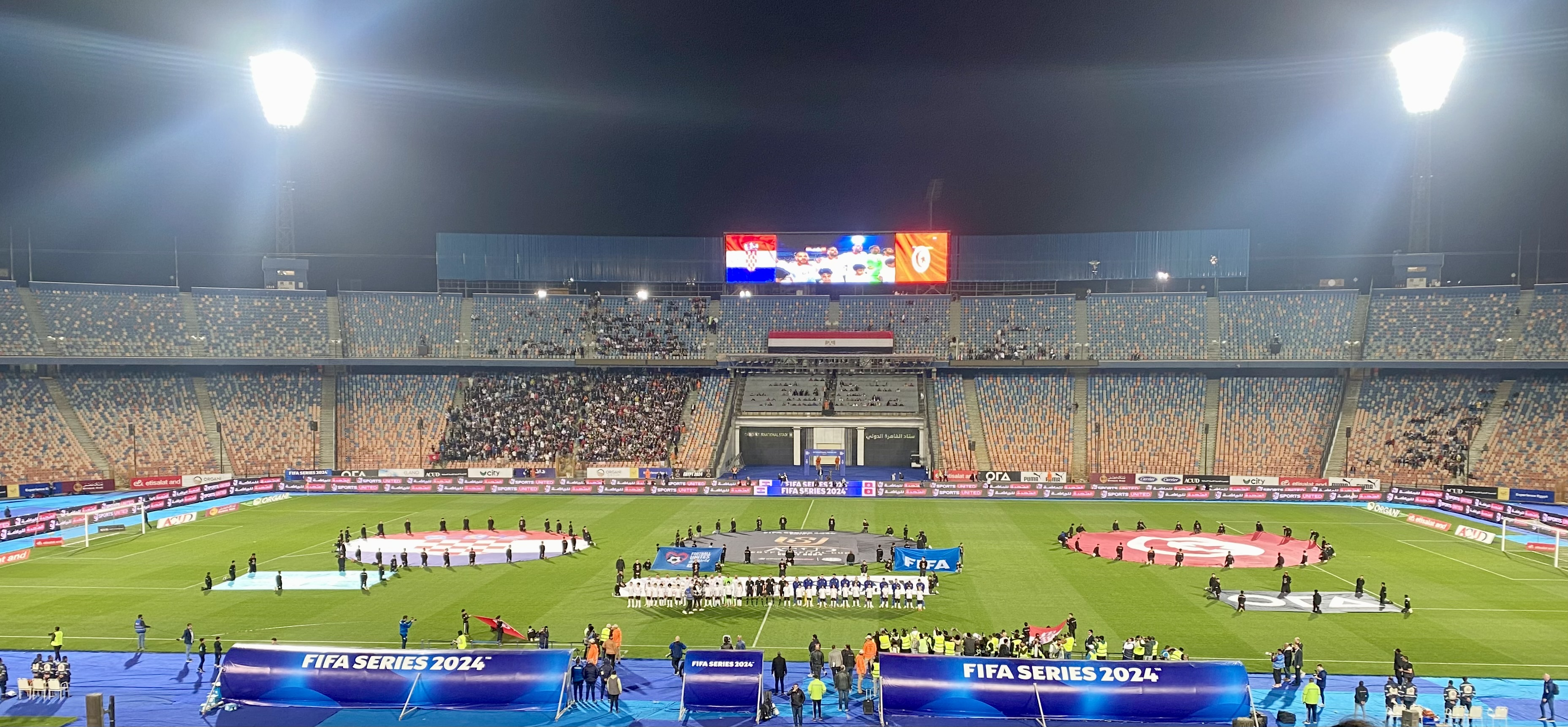
Équipes de Tunisie et de Croatie avant le match de la série FIFA 2024.

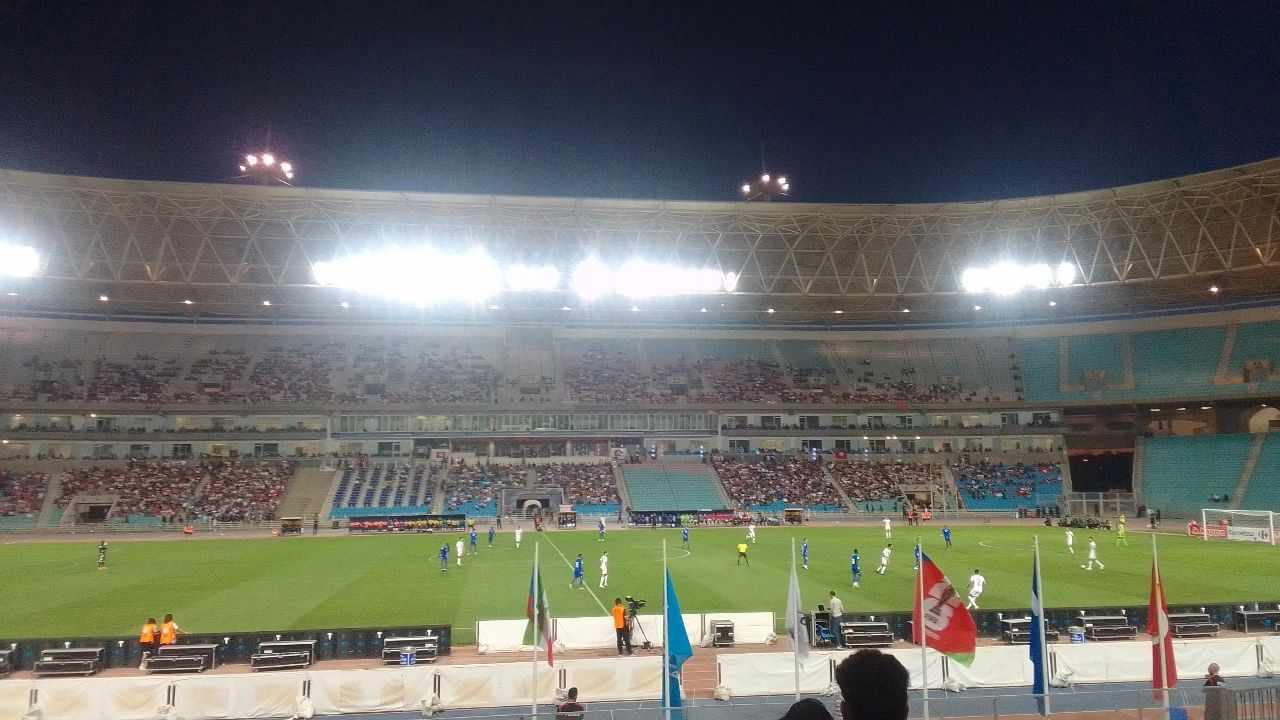
Tunisie-Guinée équatoriale pour le groupe H des éliminatoires de la coupe du monde 2026 (1-0).

En 2023, l'équipe termine les éliminatoires de la CAN 2023 en tête du groupe après avoir battu la Libye (3-0 et 1-0),, le Botswana (3-0) et une défaite contre la Guinée équatoriale (0-1). L'équipe fait match nul contre l'Algérie (1-1) et obtient une victoire contre l'Égypte (3-1). En octobre, la Tunisie est tirée au sort pour la CAN 2023 aux côtés du Mali, de l'Afrique du Sud et de la Namibie. En Asie de l'Est, l'équipe subit deux défaites contre la Corée du Sud (0-4) et le Japon (0-2). Le 25 octobre, Wadie Jary président de la FTF est arrêté et placé en détention à la prison de Mornaguia pour des accusations de corruption financière et administrative et des affaires de matchs truqués. Le 17 novembre, l'équipe débute les éliminatoires de la coupe du monde 2026 dans le groupe H, remportant deux victoires contre Sao Tomé-et-Principe (4-0) à Radès et le Malawi (1-0) à Lilongwe.
En janvier 2024, durant la préparation pour la CAN, l'équipe dispute deux matchs amicaux à Radès, un nul contre la Mauritanie (0-0) et une victoire contre le Cap-Vert (2-0), à huis clos et sans diffusion. L’équipe se rend ensuite en Côte d’Ivoire. Lors du premier match, l'équipe a tenté en vain de surmonter la pression constante de la Namibie. À la fin de la seconde période, deux minutes avant la fin du temps réglementaire, Bethuel Muzeu a adressé un centre du milieu de terrain à l'attaquant Deon Hotto, qui a marqué un but vertical que Béchir Ben Saïd n'a pas pu bloquer, le match s'est donc terminé sur un (0-1) défaite. Contre le Mali, les Tunisiens prennent du retard après un but de Lassine Sinayoko sur une passe de Kamory Doumbia. Dix minutes seulement après que le Mali ait ouvert le score, Ali Abdi produit un point et une passe en retrait pour Hamza Rafia qui égalise, ce qui s'avère être le score final du match.
Lors du dernier match face à l'Afrique du Sud, la Tunisie se montre trop timide tandis que l'Afrique du Sud est trop réticente à faire des efforts convaincants alors qu'elle détient l'avantage. Cependant, alors que le match devient de plus en plus difficile, les Tunisiens manquent de tomber dans les pièges de la contre-attaque sud-africaine, notamment un effort raté de Sphephelo Sithole. Malgré une tentative de but de Haythem Jouini, le match se termine sans but, éliminant la Tunisie de la phase de groupes pour la première fois depuis l'édition 2013. Dans ce contexte, l'entraîneur soumet sa démission deux ans après avoir pris ses fonctions. Trois jours plus tard, l'ensemble du staff technique est licencié, alors qu'Anis Boussaïdi et Montasser Louhichi sont nommés pour assurer l'intérim. Le 30 janvier, la fédération publie un avis annonçant l'ouverture des candidatures dans un contexte de polémique. Dans ce contexte, l'équipe perd treize places, ce qui la fait chuter à la 41e place du classement mondial de la FIFA, la pire baisse depuis avril 2011.
En mars, l'équipe participe à la coupe de la capitale d'Égypte, un tournoi amical affilié à la série FIFA 2024. Sous la direction de Louhichi, l'équipe dispute la demi-finale contre la Croatie et, après un match nul (0-0), perd aux tirs au but (4-5). Lors du match pour la troisième place, l'équipe affronte la Nouvelle-Zélande ; le match se termine également sur un match nul et vierge, conclu par une victoire aux tirs au but (4-2) et une troisième place pour la Tunisie. Louhichi continue à diriger l'équipe lors des troisième et quatrième journées des éliminatoires de la coupe du monde. L'équipe s'impose difficilement contre la Guinée équatoriale (1-0) à Radès grâce à un but de Mohamed Ali Ben Romdhane sur penalty et un match nul et vierge contre la Namibie à Johannesbourg, le dernier match pour Louhichi.

#### Intervention de la FIFA, successions d'entraîneurs, qualification pour la CAN 2025 et éliminatoires de la coupe du monde 2026
Le 14 juin 2024, Faouzi Benzarti est nommé sélectionneur pour la quatrième fois, pour une prise de fonction le 1er juillet, avec Mehdi Nafti comme entraîneur adjoint. Le tirage au sort des éliminatoires de la CAN 2025 a lieu le 4 juillet. La Tunisie figure dans le groupe A avec Madagascar, les Comores et la Gambie. Le 23 juillet, la FIFA décide de créer un comité de normalisation au sein de la fédération et Kamel Idir est sollicité le 17 août pour le diriger. Cependant, Nafti est démis de ses fonctions et remplacé par Kais Yaâkoubi pour des raisons disciplinaires,.
Le 5 septembre, l'équipe débute les éliminatoires par une difficile victoire à Radès contre Madagascar (1-0), grâce à un but de Ferjani Sassi à la 98e minute, puis une victoire trois jours plus tard contre la Gambie à El Jadida (2-1) avec un doublé d'Ali Abdi et Mohamed Ali Ben Romdhane. Lors de la troisième journée, la Tunisie fait face à une défaite face aux Comores à Radès (0-1). Lors du match retour, disputé à Abidjan contre le même adversaire, elle est menée au score jusqu'à ce que Yassine Meriah égalise à la 69e minute, mettant ainsi fin au match (1-1), une performance qui suscite des critiques. Après cela, Benzarti menace de démissionner, ce que la fédération refuse, avant de se raviser le 22 octobre d'un commun accord avec Benzarti. Dans ce contexte, l'équipe perd onze places au classement mondial de la FIFA, tombant à la 47e place, ce qui constitue la baisse la plus importante enregistrée en octobre 2024 à l'échelle mondiale,.
Le 5 octobre, Kais Yaâkoubi est nommé entraîneur intérimaire pour les deux derniers matchs des éliminatoires de la CAN. Le 14 novembre, lors de l'avant-dernière journée, la Tunisie dispute avec succès le match retour contre Madagascar à Pretoria (3-2), se qualifiant ainsi pour la phase finale de la CAN 2025, grâce aux buts de Hamza Rafia, Sayfallah Ltaief et Ali Abdi. Lors du dernier match, l'équipe subit une nouvelle défaite à Radès, cette fois contre la Gambie (0-1). La Tunisie termine les éliminatoires à la deuxième place du groupe derrière les Comores avec trois victoires, un nul et deux défaites. C'est la première fois depuis les éliminatoires de 2012 que la Tunisie se qualifie pour la CAN à la deuxième place. L'équipe termine l'année 2024 avec une nouvelle chute au classement de la FIFA, terminant 52e au niveau mondial et 9e au niveau continental.
Début janvier 2025, le comité de normalisation tente de conclure un contrat avec l'entraîneur portugais Carlos Queiroz, alors que ce dernier est venu en Tunisie pour négocier l'accord. Malgré ses concessions financières, l'affaire échoue après l'intervention des autorités en raison du montant important du contrat estimé à 500 000 dinars par mois. Le 25 janvier, Moez Nasri est élu nouveau président de la fédération,. Deux jours plus tard, le tirage au sort de la CAN 2025 a lieu à Rabat, avec la Tunisie placée dans le deuxième chapeau, et tirée dans le groupe C aux côtés du Nigeria, de l'Ouganda et de la Tanzanie. Le 1er février, Ziad Jaziri est nommé directeur sportif avec l'assistance de Khalil Chemmam et la mission de proposer au bureau fédéral des noms pour le poste de sélectionneur.
Le 10 février, la fédération annonce le retour de Sami Trabelsi comme entraîneur de l'équipe douze ans après son départ. Il fait face à son premier test sérieux les 19 et 24 mars, lors des cinquième et sixième journées des éliminatoires de la coupe du monde 2026, où l'équipe sous sa direction remporte deux victoires contre le Liberia (1-0) grâce au but de Hazem Mastouri et le Malawi (2-0), avec les buts de Seifeddine Jaziri et Elias Achouri. Le 26 avril, l'équipe est appelée à participer à la coupe arabe de la FIFA 2025. En juin, l'équipe joue deux matchs amicaux, avec une victoire (2-0) contre le Burkina Faso et une défaite (0-2) contre le Maroc, tandis que le troisième match prévu contre la République centrafricaine est annulé.

## Résultats

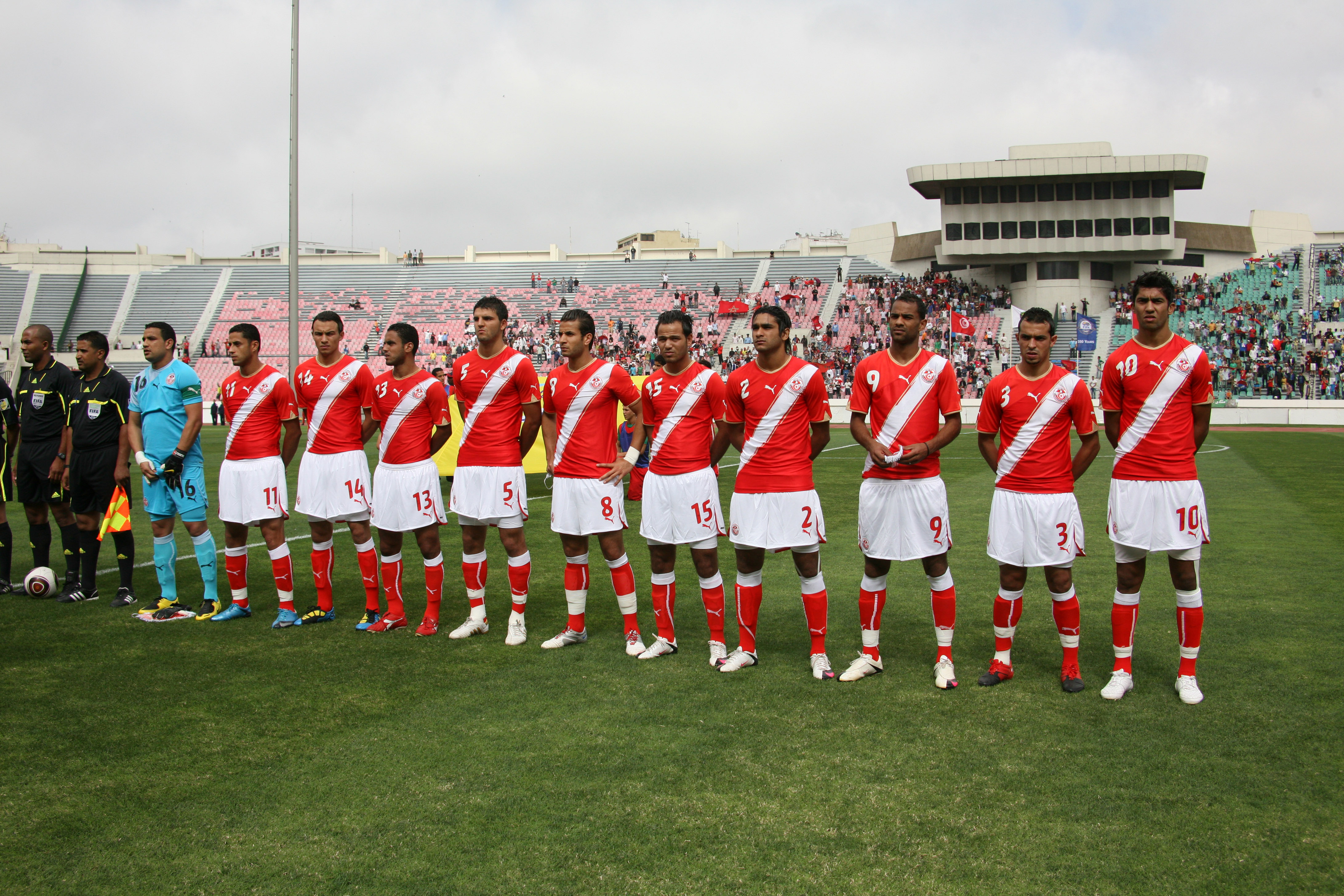
Effectif contre le Maroc au stade Mohammed-V à Casablanca en 2010.

Au niveau international, l'équipe nationale tunisienne a participé six fois à la coupe du monde en 1978, 1998, 2002, 2006, 2018 et 2022. Elle participe également quatre fois aux Jeux olympiques d'été en 1960, 1988, 1996 et 2004 et une seule fois à la coupe des confédérations lors de l'édition 2005.
Au niveau africain, l'équipe est considérée comme l'une des équipes les plus performantes du continent : elle participe 22 fois à la coupe d'Afrique des nations, atteint la finale trois fois et remporte l'édition 2004 ; l'équipe détient également le record de 17 participations consécutives à ce tournoi. La Tunisie participe également à deux reprises aux Jeux africains, remportant la médaille d'argent en 1991 et la médaille de bronze en 2007.
Au niveau arabe, l'équipe participe trois fois à la coupe arabe des nations et remporte le titre lors de l'édition 1963 et la deuxième place en 2021. Elle remporte également la coupe de Palestine des nations lors de l'édition 1973 et la médaille d'argent aux Jeux panarabes en 1957, en plus de nombreux titres dans d'autres tournois.

### Palmarès
Tout au long de son histoire, l'équipe nationale tunisienne a remporté quatre titres officiels, dont le plus important reste la coupe d'Afrique des nations 2004 et le championnat d'Afrique des nations 2011. Elle a également remporté la médaille d'or aux Jeux méditerranéens de 2001 et la coupe arabe des nations 1963. Elle a également remporté dix titres amicaux, dont des tournois internationaux tels que la coupe de Palestine des nations en 1973, le Trophée international de Catalogne en 2011 et 2016, la coupe du 7-Novembre à trois reprises (1991, 1993 et 1995), le Tournoi de Tunis des quatre nations 2003, la coupe LG des nations en 1997 et la coupe Kirin 2022.
| Compétitions officielles | Compétitions amicales | Tournois amicaux |
| --- | --- | --- |
| Coupe d'Afrique des nations (1) - Vainqueur : 2004 - Finaliste : 1965, 1996 - Troisième : 1962 Championnat d'Afrique des nations (1) - Vainqueur : 2011 Jeux africains (0) - Finaliste : 1991 - Troisième : 2007 Coupe arabe des nations (1) - Vainqueur : 1963 - Finaliste : 2021 Jeux panarabes (0) - Finaliste : 1957 Jeux méditerranéens (1) - Vainqueur : 2001 - Finaliste : 1971 - Troisième : 1975, 2013 | Coupe du 7-Novembre (3) - Vainqueur : 1991, 1993, 1995 Trophée international de Catalogne (2) - Vainqueur : 2011, 2016 Coupe Kirin (1) - Vainqueur : 2022 Coupe de Palestine des nations (1) - Vainqueur : 1973 Coupe LG des nations (1) - Vainqueur : 1997 - Finaliste : 2006 Kirin Challenge Cup (0) - Finaliste : 2015, 2023 Coupe de Qouneitra (0) - Troisième : 1974 Coupe de la capitale d'Égypte (0) - Troisième : 2024 | Tournoi de la foire de Tripoli (1) - Vainqueur : 1965 - Troisième : 1962 Tournoi de Tunis des quatre nations (1) - Vainqueur : 2003 Tournoi international de Malte (0) - Troisième : 1994 Jeux de l'Amitié (0) - Finaliste : 1963 - Troisième : 1985 |
| Autres prix | | |
| Équipe nationale africaine de l'année (4) - Première place : 1995, 1999, 2004, 2005 - Deuxième place : 1996, 1997 | | |

| Meilleurs joueurs | Meilleurs buteurs | Autres prix |
| --- | --- | --- |
| Coupe Kirin (1) - Ferjani Sassi (2022) | Coupe d'Afrique des nations (2) - Francileudo Santos avec 4 buts (2004) - Ahmed Akaichi avec 3 buts (2015) Coupe arabe des nations (2) - Mongi Hadded avec 4 buts (1963) - Seifeddine Jaziri avec 4 buts (2021) Coupe Kirin (1) - Issam Jebali avec 2 buts (2022) | Ballon d'or africain (1) - Tarak Dhiab (1977) Meilleur joueur basé en Afrique (2) - Amine Chermiti (2007) - Oussama Darragi (2011) Gardien de but africain de l'année (1) - Ali Boumnijel (2004) Plus beau but en CAN (1) - Youssef Msakni (2013) |
| Équipe type | | |
| Coupe d'Afrique des nations : - Mokhtar Dhouib (1978) - Chokri El Ouaer et Zoubaier Baya (1996) - Hassen Gabsi (1998), Khaled Badra (2000) - Khaled Badra, Riadh Bouazizi et Francileudo Santos (2004) - Saber Ben Frej (2008) - Youssef Msakni (2012) - Yassine Meriah (2019) Coupe arabe des nations : - Youssef Msakni et Seifeddine Jaziri (2021) | | |

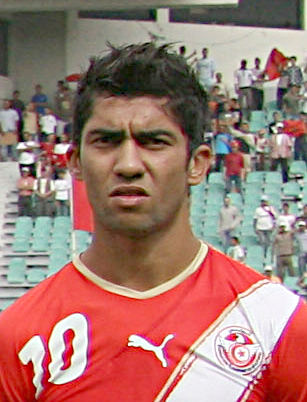
Oussama Darragi, le meilleur joueur basé en Afrique en 2011.
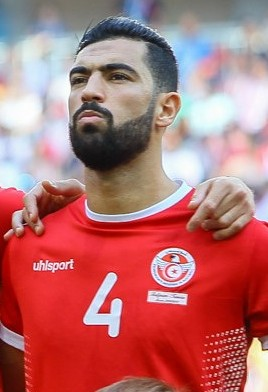
Yassine Meriah, désigné par la CAF dans l'équipe type de la CAN 2019.

### Parcours dans les compétitions internationales

#### Coupe du monde

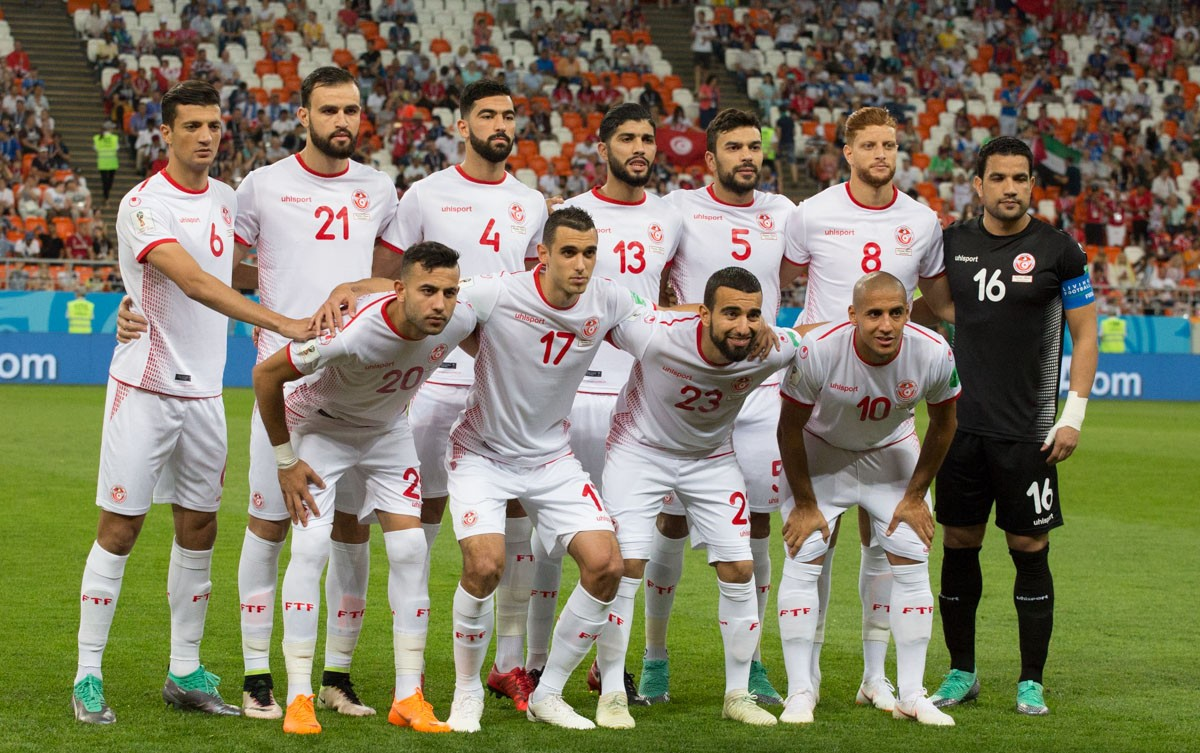
Effectif de la Tunisie face au Panama lors coupe du monde 2018 en Russie.

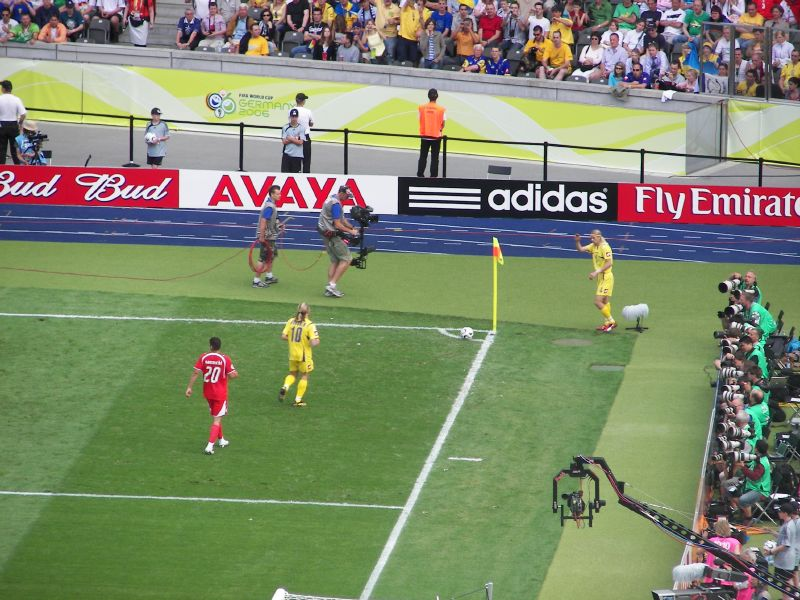
Tunisie-Ukraine lors de la coupe du monde 2006 en Allemagne.

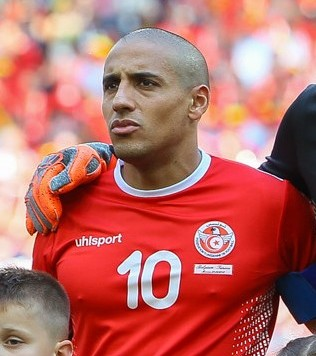
Wahbi Khazri, joueur ayant marqué le plus de buts en coupe du monde avec trois buts.

La Tunisie participe à six reprises à la coupe du monde en 1978, 1998, 2002, 2006, 2018 et 2022. À chacune de ces participations, elle ne réussit pas à dépasser la phase de groupes. Elle se qualifie pour la compétition pour la première fois de son histoire lors de l'édition 1978 en Argentine. Dans le groupe 2, sous la direction du sélectionneur Abdelmajid Chetali, la Tunisie devient la première équipe africaine et arabe à remporter un match du mundial, après avoir battu le Mexique (3-1) lors de son premier match. L'équipe s'incline ensuite face à la Pologne (0-1) et fait match nul (0-0) contre l'Allemagne de l'Ouest, championne en titre, ce qui l'élimine dès la phase de groupes. Ali Kaabi, Mokhtar Dhouib et Nejib Ghommidh ont marqué les buts de l'équipe.
La Tunisie ne réussit pas à se qualifier pour la coupe du monde lors des quatre éditions suivantes jusqu'à son retour vingt ans plus tard lors de la coupe du monde 1998 en France. Dans le groupe G, sous la direction du sélectionneur polonais Henryk Kasperczak, l'équipe perd ses deux premiers matchs contre l'Angleterre (0-2) et la Colombie (0-1), et fait match nul avec la Roumanie au dernier tour (1-1). Skander Souayah marque le seul but dans le tournoi. Le pays se qualifie pour la coupe du monde 2002 en Corée du Sud et au Japon, où il joue ses matchs au Japon. Dans le groupe H, dirigé par le sélectionneur Ammar Souayah, l'équipe perd son premier match contre la Russie (0-2), puis fait match nul (1-1) avec la Belgique avant d'être à nouveau éliminée après une défaite (0-2) contre le Japon, pays hôte. Raouf Bouzaiene marque le seul but tunisien. La sélection se qualifie pour la coupe du monde 2006 en Allemagne. Dans le groupe H, dirigée par le sélectionneur français Roger Lemerre, l'équipe fait match nul (2-2) lors du premier match contre l'Arabie saoudite, mais subit deux défaites contre l'Espagne (1-3) malgré une avance dès les premières minutes, puis contre l'Ukraine (0-1). Ziad Jaziri, Radhi Jaïdi et Jawhar Mnari inscrivent les trois buts de l'équipe.
La Tunisie ne réussit pas à se qualifier pour les deux éditions suivantes, en 2010 en Afrique du Sud et 2014 au Brésil, et retrouve la compétition après douze ans d'absence lors de la coupe du monde 2018 en Russie, où elle évolue sous la direction du sélectionneur Nabil Maâloul dans le groupe G comprenant l'Angleterre, la Belgique et le Panama, qualifié pour la première fois. L'équipe subit deux défaites consécutives contre l'Angleterre (1-2) et la Belgique (2-5). Cependant, elle remporte son dernier match contre le Panama (2-1). Wahbi Khazri inscrit deux buts, tandis que Ferjani Sassi, Dylan Bronn et Fakhreddine Ben Youssef en inscrivent un chacun.
La Tunisie se qualifie pour la coupe du monde 2022 au Qatar,, première édition organisée dans le monde arabe. L'équipe évolue dans le groupe D sous la houlette du sélectionneur Jalel Kadri. Après un match nul (0-0) contre le Danemark, elle subit ensuite une défaite (0-1) contre l'Australie, avant de s'imposer contre la France (1-0), championne en titre. Cependant, la victoire du Danemark sur l'Australie empêche la sélection de se qualifier pour les huitièmes de finale, et elle est à nouveau éliminée de la phase de groupes. Wahbi Khazri inscrit le seul but tunisien dans le tournoi.
Khazri est le joueur ayant marqué le plus de buts dans la compétition avec trois buts : deux en 2018 et un en 2022. Riadh Bouazizi et Kaïs Ghodhbane sont les deux joueurs ayant disputé le plus de matchs (huit chacun en 1998, 2002 et 2006).
| Coupe du monde | Coupe du monde                      | Coupe du monde                      | Coupe du monde                      | Coupe du monde                      | Coupe du monde                      | Coupe du monde                      | Coupe du monde                      | Coupe du monde                      | Coupe du monde                      | Qualifications pour la coupe du monde | Qualifications pour la coupe du monde | Qualifications pour la coupe du monde | Qualifications pour la coupe du monde | Qualifications pour la coupe du monde | Qualifications pour la coupe du monde | Qualifications pour la coupe du monde | Qualifications pour la coupe du monde |
| Année          | Résultat                            | Class.                              | J                                   | G                                   | N                                   | P                                   | Bp                                  | Bc                                  | Diff                                | J                                     | G                                     | N                                     | P                                     | Bp                                    | Bc                                    | Diff                                  | Sou                                   |
| -------------- | ----------------------------------- | ----------------------------------- | ----------------------------------- | ----------------------------------- | ----------------------------------- | ----------------------------------- | ----------------------------------- | ----------------------------------- | ----------------------------------- | ------------------------------------- | ------------------------------------- | ------------------------------------- | ------------------------------------- | ------------------------------------- | ------------------------------------- | ------------------------------------- | ------------------------------------- |
| 1930           | Non inscrite (protectorat français) | Non inscrite (protectorat français) | Non inscrite (protectorat français) | Non inscrite (protectorat français) | Non inscrite (protectorat français) | Non inscrite (protectorat français) | Non inscrite (protectorat français) | Non inscrite (protectorat français) | Non inscrite (protectorat français) | Non inscrite (protectorat français)   | Non inscrite (protectorat français)   | Non inscrite (protectorat français)   | Non inscrite (protectorat français)   | Non inscrite (protectorat français)   | Non inscrite (protectorat français)   | Non inscrite (protectorat français)   | Non inscrite (protectorat français)   |
| 1934           | Non inscrite (protectorat français) | Non inscrite (protectorat français) | Non inscrite (protectorat français) | Non inscrite (protectorat français) | Non inscrite (protectorat français) | Non inscrite (protectorat français) | Non inscrite (protectorat français) | Non inscrite (protectorat français) | Non inscrite (protectorat français) | Non inscrite (protectorat français)   | Non inscrite (protectorat français)   | Non inscrite (protectorat français)   | Non inscrite (protectorat français)   | Non inscrite (protectorat français)   | Non inscrite (protectorat français)   | Non inscrite (protectorat français)   | Non inscrite (protectorat français)   |
| 1938           | Non inscrite (protectorat français) | Non inscrite (protectorat français) | Non inscrite (protectorat français) | Non inscrite (protectorat français) | Non inscrite (protectorat français) | Non inscrite (protectorat français) | Non inscrite (protectorat français) | Non inscrite (protectorat français) | Non inscrite (protectorat français) | Non inscrite (protectorat français)   | Non inscrite (protectorat français)   | Non inscrite (protectorat français)   | Non inscrite (protectorat français)   | Non inscrite (protectorat français)   | Non inscrite (protectorat français)   | Non inscrite (protectorat français)   | Non inscrite (protectorat français)   |
| 1950           | Non inscrite (protectorat français) | Non inscrite (protectorat français) | Non inscrite (protectorat français) | Non inscrite (protectorat français) | Non inscrite (protectorat français) | Non inscrite (protectorat français) | Non inscrite (protectorat français) | Non inscrite (protectorat français) | Non inscrite (protectorat français) | Non inscrite (protectorat français)   | Non inscrite (protectorat français)   | Non inscrite (protectorat français)   | Non inscrite (protectorat français)   | Non inscrite (protectorat français)   | Non inscrite (protectorat français)   | Non inscrite (protectorat français)   | Non inscrite (protectorat français)   |
| 1954           | Non inscrite (protectorat français) | Non inscrite (protectorat français) | Non inscrite (protectorat français) | Non inscrite (protectorat français) | Non inscrite (protectorat français) | Non inscrite (protectorat français) | Non inscrite (protectorat français) | Non inscrite (protectorat français) | Non inscrite (protectorat français) | Non inscrite (protectorat français)   | Non inscrite (protectorat français)   | Non inscrite (protectorat français)   | Non inscrite (protectorat français)   | Non inscrite (protectorat français)   | Non inscrite (protectorat français)   | Non inscrite (protectorat français)   | Non inscrite (protectorat français)   |
| 1958           | Non inscrite                        | Non inscrite                        | Non inscrite                        | Non inscrite                        | Non inscrite                        | Non inscrite                        | Non inscrite                        | Non inscrite                        | Non inscrite                        | Non inscrite                          | Non inscrite                          | Non inscrite                          | Non inscrite                          | Non inscrite                          | Non inscrite                          | Non inscrite                          | Non inscrite                          |
| 1962           | Non qualifiée                       | Non qualifiée                       | Non qualifiée                       | Non qualifiée                       | Non qualifiée                       | Non qualifiée                       | Non qualifiée                       | Non qualifiée                       | Non qualifiée                       | 3                                     | 1                                     | 1                                     | 1                                     | 4                                     | 4                                     | 0                                     | [ 532 ]                               |
| 1966           | Forfait                             | Forfait                             | Forfait                             | Forfait                             | Forfait                             | Forfait                             | Forfait                             | Forfait                             | Forfait                             | Forfait                               | Forfait                               | Forfait                               | Forfait                               | Forfait                               | Forfait                               | Forfait                               | Forfait                               |
| 1970           | Non qualifiée                       | Non qualifiée                       | Non qualifiée                       | Non qualifiée                       | Non qualifiée                       | Non qualifiée                       | Non qualifiée                       | Non qualifiée                       | Non qualifiée                       | 5                                     | 1                                     | 4                                     | 0                                     | 4                                     | 3                                     | +1                                    | [ 533 ]                               |
| 1974           | Non qualifiée                       | Non qualifiée                       | Non qualifiée                       | Non qualifiée                       | Non qualifiée                       | Non qualifiée                       | Non qualifiée                       | Non qualifiée                       | Non qualifiée                       | 4                                     | 1                                     | 1                                     | 2                                     | 5                                     | 5                                     | 0                                     | [ 534 ]                               |
| 1978           | Premier tour                        | 9e                                  | 3                                   | 1                                   | 1                                   | 1                                   | 3                                   | 2                                   | +1                                  | 10                                    | 4                                     | 4                                     | 2                                     | 15                                    | 9                                     | +6                                    | [ 535 ]                               |
| 1982           | Non qualifiée                       | Non qualifiée                       | Non qualifiée                       | Non qualifiée                       | Non qualifiée                       | Non qualifiée                       | Non qualifiée                       | Non qualifiée                       | Non qualifiée                       | 2                                     | 1                                     | 0                                     | 1                                     | 2                                     | 2                                     | 0                                     | [ 536 ]                               |
| 1986           | Non qualifiée                       | Non qualifiée                       | Non qualifiée                       | Non qualifiée                       | Non qualifiée                       | Non qualifiée                       | Non qualifiée                       | Non qualifiée                       | Non qualifiée                       | 8                                     | 4                                     | 0                                     | 4                                     | 11                                    | 9                                     | +2                                    | [ 537 ]                               |
| 1990           | Non qualifiée                       | Non qualifiée                       | Non qualifiée                       | Non qualifiée                       | Non qualifiée                       | Non qualifiée                       | Non qualifiée                       | Non qualifiée                       | Non qualifiée                       | 10                                    | 4                                     | 1                                     | 5                                     | 10                                    | 11                                    | -1                                    | [ 538 ]                               |
| 1994           | Non qualifiée                       | Non qualifiée                       | Non qualifiée                       | Non qualifiée                       | Non qualifiée                       | Non qualifiée                       | Non qualifiée                       | Non qualifiée                       | Non qualifiée                       | 6                                     | 3                                     | 3                                     | 0                                     | 14                                    | 2                                     | +12                                   | [ 539 ]                               |
| 1998           | Premier tour                        | 26e                                 | 3                                   | 0                                   | 1                                   | 2                                   | 1                                   | 4                                   | -3                                  | 8                                     | 7                                     | 1                                     | 0                                     | 15                                    | 2                                     | +13                                   | [ 540 ]                               |
| 2002           | Premier tour                        | 29e                                 | 3                                   | 0                                   | 1                                   | 2                                   | 1                                   | 5                                   | -4                                  | 10                                    | 8                                     | 2                                     | 0                                     | 28                                    | 5                                     | +23                                   | [ 541 ]                               |
| 2006           | Premier tour                        | 24e                                 | 3                                   | 0                                   | 1                                   | 2                                   | 3                                   | 6                                   | -3                                  | 10                                    | 6                                     | 3                                     | 1                                     | 25                                    | 9                                     | +16                                   | [ 542 ]                               |
| 2010           | Non qualifiée                       | Non qualifiée                       | Non qualifiée                       | Non qualifiée                       | Non qualifiée                       | Non qualifiée                       | Non qualifiée                       | Non qualifiée                       | Non qualifiée                       | 12                                    | 7                                     | 3                                     | 2                                     | 18                                    | 7                                     | +11                                   | [ 543 ]                               |
| 2014           | Non qualifiée                       | Non qualifiée                       | Non qualifiée                       | Non qualifiée                       | Non qualifiée                       | Non qualifiée                       | Non qualifiée                       | Non qualifiée                       | Non qualifiée                       | 8                                     | 4                                     | 3                                     | 1                                     | 14                                    | 10                                    | +3                                    | [ 544 ]                               |
| 2018           | Premier tour                        | 24e                                 | 3                                   | 1                                   | 0                                   | 2                                   | 5                                   | 8                                   | -3                                  | 8                                     | 6                                     | 2                                     | 0                                     | 15                                    | 6                                     | +9                                    | [ 545 ]                               |
| 2022           | Premier tour                        | 20e                                 | 3                                   | 1                                   | 1                                   | 1                                   | 1                                   | 1                                   | 0                                   | 8                                     | 5                                     | 2                                     | 1                                     | 12                                    | 2                                     | +10                                   | [ 546 ]                               |
| 2026           | Qualifications en cours             | Qualifications en cours             | Qualifications en cours             | Qualifications en cours             | Qualifications en cours             | Qualifications en cours             | Qualifications en cours             | Qualifications en cours             | Qualifications en cours             | 6                                     | 5                                     | 1                                     | 0                                     | 9                                     | 0                                     | +9                                    |                                       |
| 2030           | À déterminer                        | À déterminer                        | À déterminer                        | À déterminer                        | À déterminer                        | À déterminer                        | À déterminer                        | À déterminer                        | À déterminer                        | À déterminer                          | À déterminer                          | À déterminer                          | À déterminer                          | À déterminer                          | À déterminer                          | À déterminer                          | À déterminer                          |
| 2034           | À déterminer                        | À déterminer                        | À déterminer                        | À déterminer                        | À déterminer                        | À déterminer                        | À déterminer                        | À déterminer                        | À déterminer                        | À déterminer                          | À déterminer                          | À déterminer                          | À déterminer                          | À déterminer                          | À déterminer                          | À déterminer                          | À déterminer                          |
| Total          | Premier tour                        | 6/22                                | 18                                  | 3                                   | 5                                   | 10                                  | 14                                  | 26                                  | -12                                 | 118                                   | 67                                    | 31                                    | 20                                    | 201                                   | 86                                    | +115                                  | —                                     |

#### Jeux olympiques d'été
L'équipe nationale participe à deux reprises aux Jeux olympiques : la première fois en 1960 à Rome, avec trois défaites contre la Pologne (1-6), l'Argentine (1-2) et le Danemark (1-3), et la deuxième fois en 1988 à Séoul, avec deux nuls contre la Suède (2-2) et la Chine (0-0) et une défaite contre l'Allemagne de l'Ouest (1-4).
| Jeux olympiques d'été | Jeux olympiques d'été                      | Jeux olympiques d'été                      | Jeux olympiques d'été                      | Jeux olympiques d'été                      | Jeux olympiques d'été                      | Jeux olympiques d'été                      | Jeux olympiques d'été                      | Jeux olympiques d'été                      | Jeux olympiques d'été                      | Qualifications pour les Jeux olympiques d'été | Qualifications pour les Jeux olympiques d'été | Qualifications pour les Jeux olympiques d'été | Qualifications pour les Jeux olympiques d'été | Qualifications pour les Jeux olympiques d'été | Qualifications pour les Jeux olympiques d'été | Qualifications pour les Jeux olympiques d'été | Qualifications pour les Jeux olympiques d'été |
| Année                 | Résultat                                   | Class.                                     | J                                          | G                                          | N                                          | P                                          | Bp                                         | Bc                                         | Diff                                       | J                                             | G                                             | N                                             | P                                             | Bp                                            | Bc                                            | Diff                                          | Sou                                           |
| --------------------- | ------------------------------------------ | ------------------------------------------ | ------------------------------------------ | ------------------------------------------ | ------------------------------------------ | ------------------------------------------ | ------------------------------------------ | ------------------------------------------ | ------------------------------------------ | --------------------------------------------- | --------------------------------------------- | --------------------------------------------- | --------------------------------------------- | --------------------------------------------- | --------------------------------------------- | --------------------------------------------- | --------------------------------------------- |
| De 1896 à 1956        | Non inscrite (protectorat français)        | Non inscrite (protectorat français)        | Non inscrite (protectorat français)        | Non inscrite (protectorat français)        | Non inscrite (protectorat français)        | Non inscrite (protectorat français)        | Non inscrite (protectorat français)        | Non inscrite (protectorat français)        | Non inscrite (protectorat français)        | Non inscrite (protectorat français)           | Non inscrite (protectorat français)           | Non inscrite (protectorat français)           | Non inscrite (protectorat français)           | Non inscrite (protectorat français)           | Non inscrite (protectorat français)           | Non inscrite (protectorat français)           | Non inscrite (protectorat français)           |
| 1960                  | Premier tour                               | 15e                                        | 3                                          | 0                                          | 0                                          | 3                                          | 3                                          | 11                                         | -8                                         | 8                                             | 3                                             | 2                                             | 3                                             | 8                                             | 7                                             | +1                                            | [ 553 ]                                       |
| 1964                  | Non qualifiée                              | Non qualifiée                              | Non qualifiée                              | Non qualifiée                              | Non qualifiée                              | Non qualifiée                              | Non qualifiée                              | Non qualifiée                              | Non qualifiée                              | 5                                             | 1                                             | 3                                             | 1                                             | 6                                             | 7                                             | -1                                            | [ 554 ]                                       |
| 1968                  | Non qualifiée                              | Non qualifiée                              | Non qualifiée                              | Non qualifiée                              | Non qualifiée                              | Non qualifiée                              | Non qualifiée                              | Non qualifiée                              | Non qualifiée                              | 2                                             | 0                                             | 2                                             | 0                                             | 1                                             | 1                                             | 0                                             | [ 555 ]                                       |
| 1972                  | Non qualifiée                              | Non qualifiée                              | Non qualifiée                              | Non qualifiée                              | Non qualifiée                              | Non qualifiée                              | Non qualifiée                              | Non qualifiée                              | Non qualifiée                              | 6                                             | 2                                             | 2                                             | 2                                             | 10                                            | 7                                             | +3                                            | [ 556 ]                                       |
| 1976                  | Non qualifiée                              | Non qualifiée                              | Non qualifiée                              | Non qualifiée                              | Non qualifiée                              | Non qualifiée                              | Non qualifiée                              | Non qualifiée                              | Non qualifiée                              | 4                                             | 1                                             | 1                                             | 2                                             | 3                                             | 4                                             | -1                                            | [ 557 ]                                       |
| 1980                  | Non qualifiée                              | Non qualifiée                              | Non qualifiée                              | Non qualifiée                              | Non qualifiée                              | Non qualifiée                              | Non qualifiée                              | Non qualifiée                              | Non qualifiée                              | 2                                             | 1                                             | 0                                             | 1                                             | 1                                             | 3                                             | -2                                            | [ 558 ]                                       |
| 1984                  | Non qualifiée                              | Non qualifiée                              | Non qualifiée                              | Non qualifiée                              | Non qualifiée                              | Non qualifiée                              | Non qualifiée                              | Non qualifiée                              | Non qualifiée                              | 2                                             | 1                                             | 1                                             | 0                                             | 4                                             | 1                                             | +3                                            | [ 559 ]                                       |
| 1988                  | Premier tour                               | 13e                                        | 3                                          | 0                                          | 2                                          | 1                                          | 3                                          | 6                                          | -3                                         | 6                                             | 3                                             | 2                                             | 1                                             | 6                                             | 3                                             | +3                                            | [ 560 ]                                       |
| Depuis 1992           | Disputés par l'équipe de Tunisie olympique | Disputés par l'équipe de Tunisie olympique | Disputés par l'équipe de Tunisie olympique | Disputés par l'équipe de Tunisie olympique | Disputés par l'équipe de Tunisie olympique | Disputés par l'équipe de Tunisie olympique | Disputés par l'équipe de Tunisie olympique | Disputés par l'équipe de Tunisie olympique | Disputés par l'équipe de Tunisie olympique | Disputés par l'équipe de Tunisie olympique    | Disputés par l'équipe de Tunisie olympique    | Disputés par l'équipe de Tunisie olympique    | Disputés par l'équipe de Tunisie olympique    | Disputés par l'équipe de Tunisie olympique    | Disputés par l'équipe de Tunisie olympique    | Disputés par l'équipe de Tunisie olympique    | Disputés par l'équipe de Tunisie olympique    |
| Total                 | Premier tour                               | 2/15                                       | 6                                          | 0                                          | 2                                          | 4                                          | 6                                          | 17                                         | -11                                        | 35                                            | 12                                            | 13                                            | 10                                            | 39                                            | 33                                            | +6                                            | —                                             |

#### Coupe des confédérations
La Tunisie a participé à la coupe des confédérations à une occasion, en 2005. La Tunisie se qualifie en tant que représentante de la CAF après avoir remporté la coupe d'Afrique des nations 2004. Le match d'ouverture de ce tournoi l'oppose à l'Argentine, la Tunisie perdant par une marge étroite (1-2). Dans le deuxième match, les Tunisiens résistent jusqu'à la 74e minute, où ils concèdent trois buts à l'Allemagne, tandis que, dans le troisième match, ils réussissent à battre l'Australie (2-0).
| Coupe des confédérations | Coupe des confédérations | Coupe des confédérations | Coupe des confédérations | Coupe des confédérations | Coupe des confédérations | Coupe des confédérations | Coupe des confédérations | Coupe des confédérations | Coupe des confédérations | Coupe des confédérations |
| Année                    | Résultat                 | Class.                   | J                        | G                        | N                        | P                        | Bp                       | Bc                       | Diff                     | Sou                      |
| ------------------------ | ------------------------ | ------------------------ | ------------------------ | ------------------------ | ------------------------ | ------------------------ | ------------------------ | ------------------------ | ------------------------ | ------------------------ |
| 1992                     | Non qualifiée            | Non qualifiée            | Non qualifiée            | Non qualifiée            | Non qualifiée            | Non qualifiée            | Non qualifiée            | Non qualifiée            | Non qualifiée            | Non qualifiée            |
| 1995                     | Non qualifiée            | Non qualifiée            | Non qualifiée            | Non qualifiée            | Non qualifiée            | Non qualifiée            | Non qualifiée            | Non qualifiée            | Non qualifiée            | Non qualifiée            |
| 1997                     | Non qualifiée            | Non qualifiée            | Non qualifiée            | Non qualifiée            | Non qualifiée            | Non qualifiée            | Non qualifiée            | Non qualifiée            | Non qualifiée            | Non qualifiée            |
| 1999                     | Non qualifiée            | Non qualifiée            | Non qualifiée            | Non qualifiée            | Non qualifiée            | Non qualifiée            | Non qualifiée            | Non qualifiée            | Non qualifiée            | Non qualifiée            |
| 2001                     | Non qualifiée            | Non qualifiée            | Non qualifiée            | Non qualifiée            | Non qualifiée            | Non qualifiée            | Non qualifiée            | Non qualifiée            | Non qualifiée            | Non qualifiée            |
| 2003                     | Non qualifiée            | Non qualifiée            | Non qualifiée            | Non qualifiée            | Non qualifiée            | Non qualifiée            | Non qualifiée            | Non qualifiée            | Non qualifiée            | Non qualifiée            |
| 2005                     | Premier tour             | 6e                       | 3                        | 1                        | 0                        | 2                        | 3                        | 5                        | -2                       | [ 565 ]                  |
| 2009                     | Non qualifiée            | Non qualifiée            | Non qualifiée            | Non qualifiée            | Non qualifiée            | Non qualifiée            | Non qualifiée            | Non qualifiée            | Non qualifiée            | Non qualifiée            |
| 2013                     | Non qualifiée            | Non qualifiée            | Non qualifiée            | Non qualifiée            | Non qualifiée            | Non qualifiée            | Non qualifiée            | Non qualifiée            | Non qualifiée            | Non qualifiée            |
| 2017                     | Non qualifiée            | Non qualifiée            | Non qualifiée            | Non qualifiée            | Non qualifiée            | Non qualifiée            | Non qualifiée            | Non qualifiée            | Non qualifiée            | Non qualifiée            |
| Total                    | Premier tour             | 1/10                     | 3                        | 1                        | 0                        | 2                        | 3                        | 5                        | -2                       | —                        |

#### Coupe d'Afrique des nations

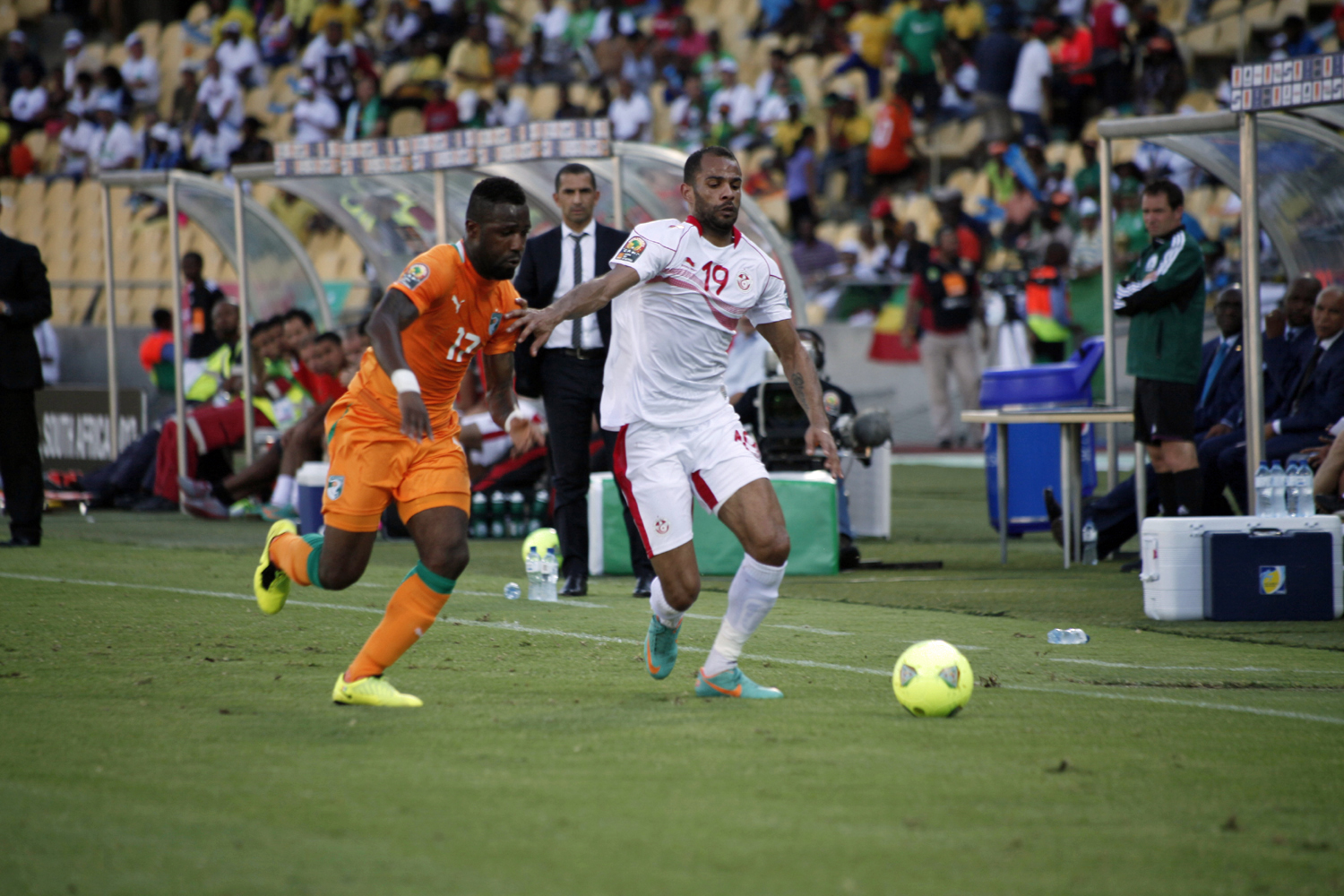
Match contre la Côte d'Ivoire lors de la CAN 2013.

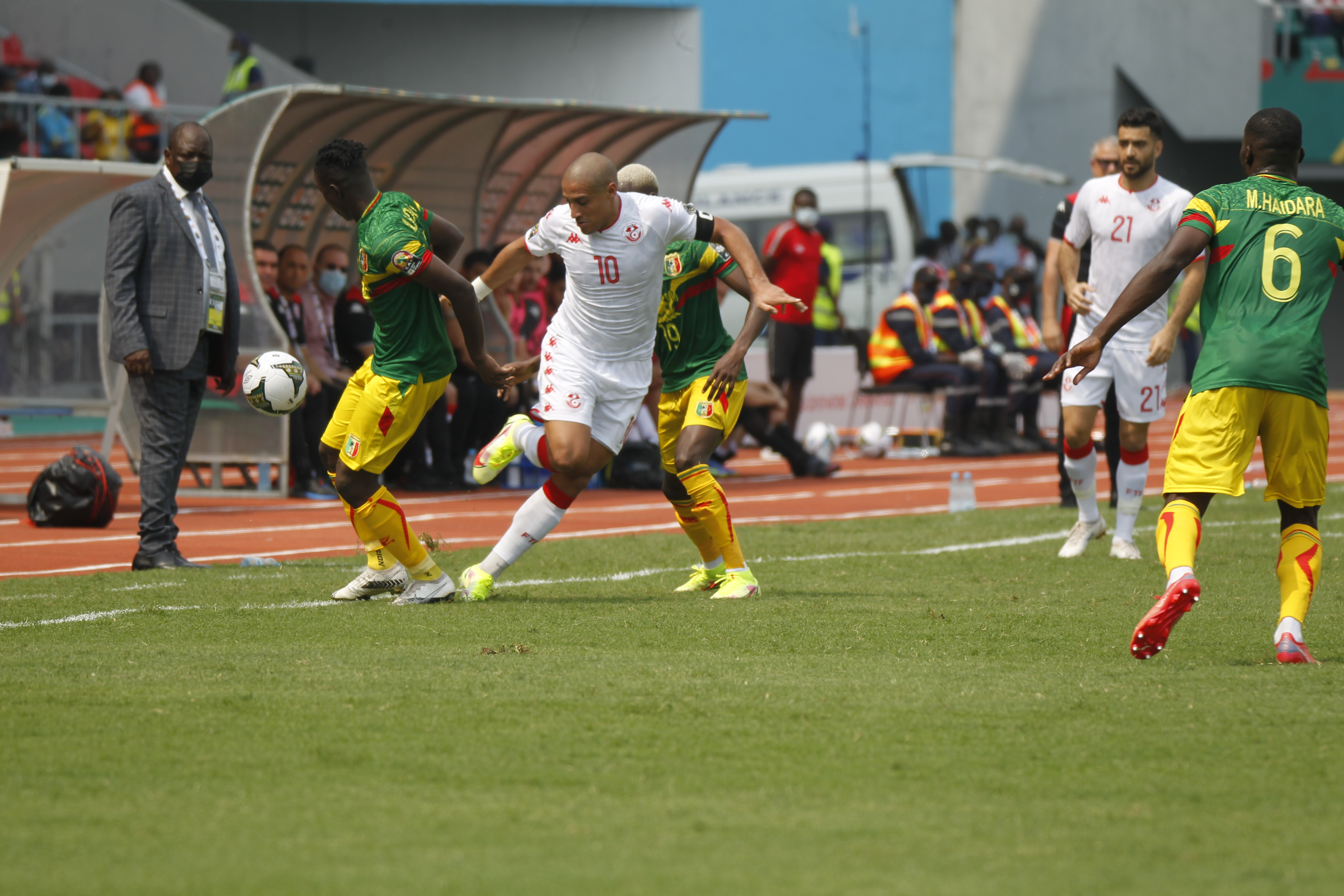
Match contre le Mali lors de la CAN 2021.

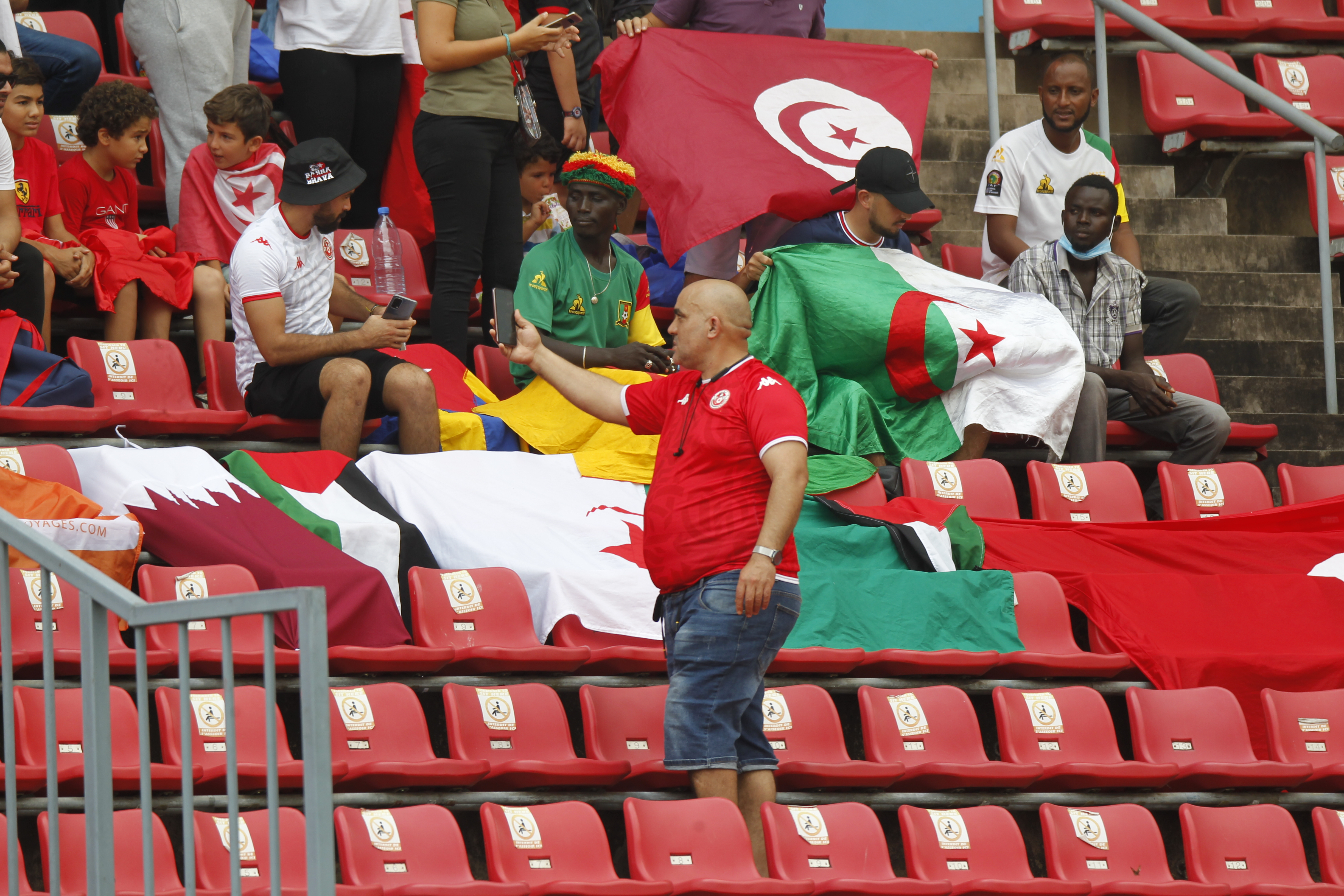
Supporteurs tunisiens au stade de Limbé lors de la CAN 2021.

La Tunisie a participé à la coupe d'Afrique des nations 21 fois et détient le record du nombre de participations consécutives avec 16 fois, l'équipe n'ayant pas été absente de la compétition depuis l'édition de 1994 sur son sol natal. La première participation a lieu lors de l'édition 1962 en Éthiopie ; elle joue son premier match le 14 janvier 1962 et perd contre l'équipe du pays hôte (2-4) en demi-finale. Cependant, la Tunisie bat l'Ouganda (3-0) lors du match pour la troisième place pour remporter la médaille de bronze, seulement quatre pays ayant participé à cette édition. La Tunisie accueille l'événement pour la première fois lors de l'édition 1965, où l'équipe atteint la finale et perd contre le champion en titre, le Ghana (2-3) après prolongation pour ajouter la médaille d'argent.
Au cours des deux décennies suivantes, l'équipe ne participée qu'à deux reprises, terminant quatrième lors de l'édition 1978 au Ghana et étant éliminée dès la phase de groupe lors de l'édition 1982 en Libye. Après avoir échoué à se qualifier pour les cinq éditions suivantes, l'équipe revient à la compétition, organisant l'édition 1994 et réalisant la pire participation de son histoire et à domicile après avoir perdu contre le Mali (0-2) et fait match nul contre le Zaïre (1-1), ce qui l'élimine de la phase de groupes. Lors de l'édition 1996, dirigée par l'entraîneur polonais Henryk Kasperczak, l'équipe atteint la finale, mais perd contre l'Afrique du Sud, pays hôte (0-2). Huit ans plus tard, lors de l'édition 2004 organisée par la Tunisie pour la troisième fois, l'équipe remporte le titre pour la première fois de son histoire, dirigée par l'entraîneur français Roger Lemerre, après avoir battu le Sénégal en quart de finale et le Nigeria en demi-finale, et battu le Maroc en finale (2-1) le 14 février 2004.
Depuis lors, l'équipe n'a pas obtenu de résultats notables, car elle est éliminée de la phase de groupes en 2010, 2013 et 2023, sortie des quarts de finale en 2006, 2008, 2012, 2015, 2017 et 2021, et atteint la quatrième place en 2019. Au total, la Tunisie a participé à la coupe d'Afrique des nations 21 fois, jouant 83 matchs, avec 25 victoires, 30 nuls et 28 défaites, marquant 100 buts et en encaissant 97. Les plus grandes victoires (4-0) ont lieu contre l'Éthiopie le 12 novembre 1965 et la Mauritanie le 16 janvier 2022. Les plus grandes défaites (3-0) ont lieu contre le Cameroun le 10 février 2000, contre la Guinée le 30 janvier 2006 et contre la Côte d'Ivoire le 26 janvier 2013. Francileudo Santos est le joueur tunisien le plus buteur du tournoi avec dix buts au total, tandis que Youssef Msakni a disputé un nombre record de 29 matchs sur huit tournois entre 2010 et 2023. La Tunisie accueille la compétition à trois reprises en 1965, 1994 et 2004.
| Coupe d'Afrique des nations | Coupe d'Afrique des nations | Coupe d'Afrique des nations | Coupe d'Afrique des nations | Coupe d'Afrique des nations | Coupe d'Afrique des nations | Coupe d'Afrique des nations | Coupe d'Afrique des nations | Coupe d'Afrique des nations | Coupe d'Afrique des nations | Qualifications pour la coupe d'Afrique des nations | Qualifications pour la coupe d'Afrique des nations | Qualifications pour la coupe d'Afrique des nations | Qualifications pour la coupe d'Afrique des nations | Qualifications pour la coupe d'Afrique des nations | Qualifications pour la coupe d'Afrique des nations | Qualifications pour la coupe d'Afrique des nations | Qualifications pour la coupe d'Afrique des nations |
| Année                       | Résultat                    | Class.                      | J                           | G                           | N                           | P                           | Bp                          | Bc                          | Diff                        | J                                                  | G                                                  | N                                                  | P                                                  | Bp                                                 | Bc                                                 | Diff                                               | Sou                                                |
| --------------------------- | --------------------------- | --------------------------- | --------------------------- | --------------------------- | --------------------------- | --------------------------- | --------------------------- | --------------------------- | --------------------------- | -------------------------------------------------- | -------------------------------------------------- | -------------------------------------------------- | -------------------------------------------------- | -------------------------------------------------- | -------------------------------------------------- | -------------------------------------------------- | -------------------------------------------------- |
| 1957                        | Non affilié à la CAF        | Non affilié à la CAF        | Non affilié à la CAF        | Non affilié à la CAF        | Non affilié à la CAF        | Non affilié à la CAF        | Non affilié à la CAF        | Non affilié à la CAF        | Non affilié à la CAF        | Non affilié à la CAF                               | Non affilié à la CAF                               | Non affilié à la CAF                               | Non affilié à la CAF                               | Non affilié à la CAF                               | Non affilié à la CAF                               | Non affilié à la CAF                               | Non affilié à la CAF                               |
| 1959                        | Non affilié à la CAF        | Non affilié à la CAF        | Non affilié à la CAF        | Non affilié à la CAF        | Non affilié à la CAF        | Non affilié à la CAF        | Non affilié à la CAF        | Non affilié à la CAF        | Non affilié à la CAF        | Non affilié à la CAF                               | Non affilié à la CAF                               | Non affilié à la CAF                               | Non affilié à la CAF                               | Non affilié à la CAF                               | Non affilié à la CAF                               | Non affilié à la CAF                               | Non affilié à la CAF                               |
| 1962                        | Troisième                   | 3e                          | 2                           | 1                           | 0                           | 1                           | 5                           | 4                           | +1                          | 4                                                  | 3                                                  | 0                                                  | 1                                                  | 7                                                  | 2                                                  | +5                                                 | [ 576 ]                                            |
| 1963                        | Premier tour                | 5e                          | 2                           | 0                           | 1                           | 1                           | 3                           | 5                           | -2                          | 2                                                  | 1                                                  | 0                                                  | 1                                                  | 6                                                  | 5                                                  | +1                                                 | [ 577 ]                                            |
| 1965                        | Finaliste                   | 2e                          | 3                           | 1                           | 1                           | 1                           | 6                           | 3                           | +3                          | Qualifiée comme pays hôte                          | Qualifiée comme pays hôte                          | Qualifiée comme pays hôte                          | Qualifiée comme pays hôte                          | Qualifiée comme pays hôte                          | Qualifiée comme pays hôte                          | Qualifiée comme pays hôte                          | [ 578 ]                                            |
| 1968                        | Non qualifiée               | Non qualifiée               | Non qualifiée               | Non qualifiée               | Non qualifiée               | Non qualifiée               | Non qualifiée               | Non qualifiée               | Non qualifiée               | 4                                                  | 1                                                  | 1                                                  | 2                                                  | 5                                                  | 5                                                  | 0                                                  | [ 579 ]                                            |
| 1970                        | Non inscrite                | Non inscrite                | Non inscrite                | Non inscrite                | Non inscrite                | Non inscrite                | Non inscrite                | Non inscrite                | Non inscrite                | Non inscrite                                       | Non inscrite                                       | Non inscrite                                       | Non inscrite                                       | Non inscrite                                       | Non inscrite                                       | Non inscrite                                       | Non inscrite                                       |
| 1972                        | Non inscrite                | Non inscrite                | Non inscrite                | Non inscrite                | Non inscrite                | Non inscrite                | Non inscrite                | Non inscrite                | Non inscrite                | Non inscrite                                       | Non inscrite                                       | Non inscrite                                       | Non inscrite                                       | Non inscrite                                       | Non inscrite                                       | Non inscrite                                       | Non inscrite                                       |
| 1974                        | Non inscrite                | Non inscrite                | Non inscrite                | Non inscrite                | Non inscrite                | Non inscrite                | Non inscrite                | Non inscrite                | Non inscrite                | Non inscrite                                       | Non inscrite                                       | Non inscrite                                       | Non inscrite                                       | Non inscrite                                       | Non inscrite                                       | Non inscrite                                       | Non inscrite                                       |
| 1976                        | Non qualifiée               | Non qualifiée               | Non qualifiée               | Non qualifiée               | Non qualifiée               | Non qualifiée               | Non qualifiée               | Non qualifiée               | Non qualifiée               | 6                                                  | 3                                                  | 1                                                  | 2                                                  | 8                                                  | 7                                                  | +1                                                 | [ 580 ]                                            |
| 1978                        | Quatrième                   | 4e                          | 5                           | 1                           | 3                           | 1                           | 5                           | 4                           | +1                          | 4                                                  | 2                                                  | 1                                                  | 1                                                  | 10                                                 | 7                                                  | +3                                                 | [ 581 ]                                            |
| 1980                        | Forfait                     | Forfait                     | Forfait                     | Forfait                     | Forfait                     | Forfait                     | Forfait                     | Forfait                     | Forfait                     | Forfait                                            | Forfait                                            | Forfait                                            | Forfait                                            | Forfait                                            | Forfait                                            | Forfait                                            | Forfait                                            |
| 1982                        | Premier tour                | 7e                          | 3                           | 0                           | 1                           | 2                           | 1                           | 4                           | -3                          | 2                                                  | 1                                                  | 1                                                  | 0                                                  | 1                                                  | 0                                                  | +1                                                 | [ 582 ]                                            |
| 1984                        | Non qualifiée               | Non qualifiée               | Non qualifiée               | Non qualifiée               | Non qualifiée               | Non qualifiée               | Non qualifiée               | Non qualifiée               | Non qualifiée               | 4                                                  | 2                                                  | 1                                                  | 1                                                  | 6                                                  | 1                                                  | +5                                                 | [ 583 ]                                            |
| 1986                        | Non qualifiée               | Non qualifiée               | Non qualifiée               | Non qualifiée               | Non qualifiée               | Non qualifiée               | Non qualifiée               | Non qualifiée               | Non qualifiée               | 2                                                  | 1                                                  | 0                                                  | 1                                                  | 1                                                  | 2                                                  | -1                                                 | [ 584 ]                                            |
| 1988                        | Non qualifiée               | Non qualifiée               | Non qualifiée               | Non qualifiée               | Non qualifiée               | Non qualifiée               | Non qualifiée               | Non qualifiée               | Non qualifiée               | 2                                                  | 0                                                  | 1                                                  | 1                                                  | 1                                                  | 2                                                  | -1                                                 | [ 585 ]                                            |
| 1990                        | Non qualifiée               | Non qualifiée               | Non qualifiée               | Non qualifiée               | Non qualifiée               | Non qualifiée               | Non qualifiée               | Non qualifiée               | Non qualifiée               | 2                                                  | 0                                                  | 0                                                  | 2                                                  | 0                                                  | 4                                                  | +4                                                 | [ 586 ]                                            |
| 1992                        | Non qualifiée               | Non qualifiée               | Non qualifiée               | Non qualifiée               | Non qualifiée               | Non qualifiée               | Non qualifiée               | Non qualifiée               | Non qualifiée               | 6                                                  | 3                                                  | 3                                                  | 0                                                  | 10                                                 | 5                                                  | +5                                                 | [ 587 ]                                            |
| 1994                        | Premier tour                | 9e                          | 2                           | 0                           | 1                           | 1                           | 1                           | 3                           | -2                          | Qualifiée comme pays hôte                          | Qualifiée comme pays hôte                          | Qualifiée comme pays hôte                          | Qualifiée comme pays hôte                          | Qualifiée comme pays hôte                          | Qualifiée comme pays hôte                          | Qualifiée comme pays hôte                          | [ 588 ]                                            |
| 1996                        | Finaliste                   | 2e                          | 6                           | 2                           | 2                           | 2                           | 10                          | 9                           | +1                          | 8                                                  | 3                                                  | 4                                                  | 1                                                  | 7                                                  | 2                                                  | +5                                                 | [ 589 ]                                            |
| 1998                        | Quart de finaliste          | 5e                          | 4                           | 2                           | 1                           | 1                           | 6                           | 5                           | +1                          | 3                                                  | 2                                                  | 0                                                  | 1                                                  | 3                                                  | 1                                                  | +2                                                 | [ 590 ]                                            |
| 2000                        | Quatrième                   | 4e                          | 6                           | 2                           | 2                           | 2                           | 6                           | 9                           | -3                          | 6                                                  | 5                                                  | 0                                                  | 1                                                  | 13                                                 | 3                                                  | +10                                                | [ 591 ]                                            |
| 2002                        | Premier tour                | 11e                         | 3                           | 0                           | 2                           | 1                           | 0                           | 1                           | -1                          | 6                                                  | 2                                                  | 2                                                  | 2                                                  | 9                                                  | 7                                                  | +2                                                 | [ 592 ]                                            |
| 2004                        | Vainqueur                   | 1re                         | 6                           | 4                           | 2                           | 0                           | 10                          | 4                           | +6                          | Qualifiée comme pays hôte                          | Qualifiée comme pays hôte                          | Qualifiée comme pays hôte                          | Qualifiée comme pays hôte                          | Qualifiée comme pays hôte                          | Qualifiée comme pays hôte                          | Qualifiée comme pays hôte                          | [ 593 ]                                            |
| 2006                        | Quart de finaliste          | 6e                          | 4                           | 2                           | 1                           | 1                           | 7                           | 5                           | +2                          | 10                                                 | 6                                                  | 3                                                  | 1                                                  | 25                                                 | 9                                                  | +16                                                | [ 594 ]                                            |
| 2008                        | Quart de finaliste          | 5e                          | 4                           | 1                           | 2                           | 1                           | 7                           | 6                           | +1                          | 6                                                  | 4                                                  | 1                                                  | 1                                                  | 12                                                 | 3                                                  | +9                                                 | [ 595 ]                                            |
| 2010                        | Premier tour                | 12e                         | 3                           | 0                           | 3                           | 0                           | 3                           | 3                           | 0                           | 12                                                 | 7                                                  | 3                                                  | 2                                                  | 18                                                 | 7                                                  | +11                                                | [ 596 ]                                            |
| 2012                        | Quart de finaliste          | 6e                          | 4                           | 2                           | 0                           | 2                           | 5                           | 5                           | 0                           | 8                                                  | 4                                                  | 2                                                  | 2                                                  | 14                                                 | 6                                                  | +12                                                | [ 597 ]                                            |
| 2013                        | Premier tour                | 12e                         | 3                           | 1                           | 1                           | 1                           | 2                           | 4                           | -2                          | 2                                                  | 0                                                  | 2                                                  | 0                                                  | 2                                                  | 2                                                  | 0                                                  | [ 598 ]                                            |
| 2015                        | Quart de finaliste          | 7e                          | 4                           | 1                           | 2                           | 1                           | 5                           | 5                           | 0                           | 6                                                  | 4                                                  | 2                                                  | 0                                                  | 6                                                  | 2                                                  | +4                                                 | [ 599 ]                                            |
| 2017                        | Quart de finaliste          | 8e                          | 4                           | 2                           | 0                           | 2                           | 6                           | 7                           | -1                          | 6                                                  | 4                                                  | 1                                                  | 1                                                  | 16                                                 | 3                                                  | +13                                                | [ 600 ]                                            |
| 2019                        | Quatrième                   | 4e                          | 7                           | 1                           | 4                           | 2                           | 6                           | 5                           | +1                          | 6                                                  | 5                                                  | 0                                                  | 1                                                  | 12                                                 | 4                                                  | +13                                                | [ 601 ]                                            |
| 2021                        | Quart de finaliste          | 8e                          | 5                           | 2                           | 0                           | 3                           | 5                           | 3                           | +2                          | 6                                                  | 5                                                  | 1                                                  | 0                                                  | 14                                                 | 5                                                  | +9                                                 | [ 602 ]                                            |
| 2023                        | Premier tour                | 20e                         | 3                           | 0                           | 2                           | 1                           | 1                           | 2                           | -2                          | 6                                                  | 4                                                  | 1                                                  | 1                                                  | 11                                                 | 1                                                  | +10                                                | [ 603 ]                                            |
| 2025                        | Qualifiée                   | Qualifiée                   | Qualifiée                   | Qualifiée                   | Qualifiée                   | Qualifiée                   | Qualifiée                   | Qualifiée                   | Qualifiée                   | 6                                                  | 3                                                  | 1                                                  | 2                                                  | 7                                                  | 6                                                  | +1                                                 |                                                    |
| 2027                        | À déterminer                | À déterminer                | À déterminer                | À déterminer                | À déterminer                | À déterminer                | À déterminer                | À déterminer                | À déterminer                | À déterminer                                       | À déterminer                                       | À déterminer                                       | À déterminer                                       | À déterminer                                       | À déterminer                                       | À déterminer                                       | À déterminer                                       |
| 2029                        | À déterminer                | À déterminer                | À déterminer                | À déterminer                | À déterminer                | À déterminer                | À déterminer                | À déterminer                | À déterminer                | À déterminer                                       | À déterminer                                       | À déterminer                                       | À déterminer                                       | À déterminer                                       | À déterminer                                       | À déterminer                                       | À déterminer                                       |
| Total                       | Vainqueur                   | 22/36                       | 83                          | 25                          | 31                          | 28                          | 100                         | 97                          | +3                          | 135                                                | 75                                                 | 32                                                 | 28                                                 | 224                                                | 101                                                | +123                                               | —                                                  |

#### Coupe arabe des nations
En 1963, la Tunisie remporte la première édition de la coupe arabe des nations. Cette année-là, seule une phase de groupes est jouée. Dans cette phase de groupes, cinq pays jouent. La Tunisie remporte les quatre matchs et termine donc en tête. Après cela, elle participe une nouvelle fois à ce tournoi, en 1988, ne remporte pas un seul match et échoue en phase de groupes.
En 2021, l'équipe nationale a participé à la Coupe arabe de la FIFA 2021, la première édition sous l'égide de la FIFA avec la participation de seize équipes en phase finale. L'équipe atteint la finale après avoir vaincu la Mauritanie, les Émirats arabes unis, Oman et l'Égypte, mais la perd contre l'Algérie et remporte la médaille d'argent.
| Coupe arabe des nations | Coupe arabe des nations | Coupe arabe des nations | Coupe arabe des nations | Coupe arabe des nations | Coupe arabe des nations | Coupe arabe des nations | Coupe arabe des nations | Coupe arabe des nations | Coupe arabe des nations | Qualifications pour la coupe arabe des nations | Qualifications pour la coupe arabe des nations | Qualifications pour la coupe arabe des nations | Qualifications pour la coupe arabe des nations | Qualifications pour la coupe arabe des nations | Qualifications pour la coupe arabe des nations | Qualifications pour la coupe arabe des nations | Qualifications pour la coupe arabe des nations |
| Année                   | Résultat                | Class.                  | J                       | G                       | N                       | P                       | Bp                      | Bc                      | Diff                    | J                                              | G                                              | N                                              | P                                              | Bp                                             | Bc                                             | Diff                                           | Sou                                            |
| ----------------------- | ----------------------- | ----------------------- | ----------------------- | ----------------------- | ----------------------- | ----------------------- | ----------------------- | ----------------------- | ----------------------- | ---------------------------------------------- | ---------------------------------------------- | ---------------------------------------------- | ---------------------------------------------- | ---------------------------------------------- | ---------------------------------------------- | ---------------------------------------------- | ---------------------------------------------- |
| 1963                    | Vainqueur               | 1re                     | 4                       | 4                       | 0                       | 0                       | 11                      | 1                       | +10                     | Qualifié automatiquement                       | Qualifié automatiquement                       | Qualifié automatiquement                       | Qualifié automatiquement                       | Qualifié automatiquement                       | Qualifié automatiquement                       | Qualifié automatiquement                       | [ 604 ]                                        |
| 1964                    | Non inscrite            | Non inscrite            | Non inscrite            | Non inscrite            | Non inscrite            | Non inscrite            | Non inscrite            | Non inscrite            | Non inscrite            | Non inscrite                                   | Non inscrite                                   | Non inscrite                                   | Non inscrite                                   | Non inscrite                                   | Non inscrite                                   | Non inscrite                                   | Non inscrite                                   |
| 1966                    | Non inscrite            | Non inscrite            | Non inscrite            | Non inscrite            | Non inscrite            | Non inscrite            | Non inscrite            | Non inscrite            | Non inscrite            | Non inscrite                                   | Non inscrite                                   | Non inscrite                                   | Non inscrite                                   | Non inscrite                                   | Non inscrite                                   | Non inscrite                                   | Non inscrite                                   |
| 1985                    | Non inscrite            | Non inscrite            | Non inscrite            | Non inscrite            | Non inscrite            | Non inscrite            | Non inscrite            | Non inscrite            | Non inscrite            | Non inscrite                                   | Non inscrite                                   | Non inscrite                                   | Non inscrite                                   | Non inscrite                                   | Non inscrite                                   | Non inscrite                                   | Non inscrite                                   |
| 1988                    | Premier tour            | 7e                      | 4                       | 0                       | 3                       | 1                       | 3                       | 4                       | -1                      | 2                                              | 1                                              | 1                                              | 0                                              | 2                                              | 1                                              | +1                                             | [ 605 ]                                        |
| 1992                    | Non inscrite            | Non inscrite            | Non inscrite            | Non inscrite            | Non inscrite            | Non inscrite            | Non inscrite            | Non inscrite            | Non inscrite            | Non inscrite                                   | Non inscrite                                   | Non inscrite                                   | Non inscrite                                   | Non inscrite                                   | Non inscrite                                   | Non inscrite                                   | Non inscrite                                   |
| 1998                    | Non inscrite            | Non inscrite            | Non inscrite            | Non inscrite            | Non inscrite            | Non inscrite            | Non inscrite            | Non inscrite            | Non inscrite            | Non inscrite                                   | Non inscrite                                   | Non inscrite                                   | Non inscrite                                   | Non inscrite                                   | Non inscrite                                   | Non inscrite                                   | Non inscrite                                   |
| 2002                    | Non inscrite            | Non inscrite            | Non inscrite            | Non inscrite            | Non inscrite            | Non inscrite            | Non inscrite            | Non inscrite            | Non inscrite            | Non inscrite                                   | Non inscrite                                   | Non inscrite                                   | Non inscrite                                   | Non inscrite                                   | Non inscrite                                   | Non inscrite                                   | Non inscrite                                   |
| 2012                    | Non inscrite            | Non inscrite            | Non inscrite            | Non inscrite            | Non inscrite            | Non inscrite            | Non inscrite            | Non inscrite            | Non inscrite            | Non inscrite                                   | Non inscrite                                   | Non inscrite                                   | Non inscrite                                   | Non inscrite                                   | Non inscrite                                   | Non inscrite                                   | Non inscrite                                   |
| 2021                    | Finaliste               | 2e                      | 6                       | 4                       | 0                       | 2                       | 9                       | 6                       | +3                      | Qualifié automatiquement                       | Qualifié automatiquement                       | Qualifié automatiquement                       | Qualifié automatiquement                       | Qualifié automatiquement                       | Qualifié automatiquement                       | Qualifié automatiquement                       | [ 606 ]                                        |
| 2025                    | Qualifiée               | Qualifiée               | Qualifiée               | Qualifiée               | Qualifiée               | Qualifiée               | Qualifiée               | Qualifiée               | Qualifiée               | Qualifié automatiquement                       | Qualifié automatiquement                       | Qualifié automatiquement                       | Qualifié automatiquement                       | Qualifié automatiquement                       | Qualifié automatiquement                       | Qualifié automatiquement                       |                                                |
| Total                   | Vainqueur               | 3/10                    | 14                      | 8                       | 3                       | 3                       | 23                      | 11                      | +12                     | 2                                              | 1                                              | 1                                              | 0                                              | 2                                              | 1                                              | +1                                             | —                                              |

#### Jeux méditerranéens
L'équipe nationale tunisienne a participé douze fois au tournoi de football des Jeux méditerranéens. La première participation a lieu lors de l'édition 1963 à Naples en Italie. La Tunisie finit à la sixième place après avoir été éliminée de la phase de groupes. L'équipe atteint la finale à deux reprises, la première lors de l'édition 1971 à Izmir en Turquie, à l'issue de laquelle elle remporte la médaille d'argent en ayant perdu la finale face à la Yougoslavie (0-1), et la deuxième lors de l'édition 2001 à Tunis en Tunisie ; elle remporte cette fois la médaille d'or après avoir battu l'Italie (1-0). L'équipe remporte également la médaille de bronze à deux reprises, la première lors de l'édition 1975 à Alger en Algérie et la deuxième lors de l'édition 2013 à Mersin en Turquie.
| Jeux méditerranéens | Jeux méditerranéens                 | Jeux méditerranéens                 | Jeux méditerranéens                 | Jeux méditerranéens                 | Jeux méditerranéens                 | Jeux méditerranéens                 | Jeux méditerranéens                 | Jeux méditerranéens                 | Jeux méditerranéens                 | Jeux méditerranéens                 |
| Année               | Résultat                            | Class.                              | J                                   | G                                   | N                                   | P                                   | Bp                                  | Bc                                  | Diff                                | Sou                                 |
| ------------------- | ----------------------------------- | ----------------------------------- | ----------------------------------- | ----------------------------------- | ----------------------------------- | ----------------------------------- | ----------------------------------- | ----------------------------------- | ----------------------------------- | ----------------------------------- |
| 1951                | Non inscrite (protectorat français) | Non inscrite (protectorat français) | Non inscrite (protectorat français) | Non inscrite (protectorat français) | Non inscrite (protectorat français) | Non inscrite (protectorat français) | Non inscrite (protectorat français) | Non inscrite (protectorat français) | Non inscrite (protectorat français) | Non inscrite (protectorat français) |
| 1955                | Non inscrite (protectorat français) | Non inscrite (protectorat français) | Non inscrite (protectorat français) | Non inscrite (protectorat français) | Non inscrite (protectorat français) | Non inscrite (protectorat français) | Non inscrite (protectorat français) | Non inscrite (protectorat français) | Non inscrite (protectorat français) | Non inscrite (protectorat français) |
| 1959                | Non inscrite                        | Non inscrite                        | Non inscrite                        | Non inscrite                        | Non inscrite                        | Non inscrite                        | Non inscrite                        | Non inscrite                        | Non inscrite                        | Non inscrite                        |
| 1963                | Premier tour                        | 6e                                  | 3                                   | 1                                   | 0                                   | 2                                   | 3                                   | 4                                   | -1                                  | [ 608 ]                             |
| 1967                | Premier tour                        | 5e                                  | 3                                   | 1                                   | 1                                   | 1                                   | 4                                   | 3                                   | +1                                  | [ 609 ]                             |
| 1971                | Finaliste                           | 2e                                  | 4                                   | 2                                   | 1                                   | 1                                   | 3                                   | 2                                   | +1                                  | [ 610 ]                             |
| 1975                | Troisième                           | 3e                                  | 5                                   | 1                                   | 3                                   | 1                                   | 5                                   | 5                                   | 0                                   | [ 611 ]                             |
| 1979                | Premier tour                        | 7e                                  | 3                                   | 0                                   | 1                                   | 2                                   | 2                                   | 4                                   | -2                                  | [ 612 ]                             |
| 1983                | Premier tour                        | 7e                                  | 2                                   | 1                                   | 0                                   | 1                                   | 4                                   | 5                                   | -1                                  | [ 613 ]                             |
| 1987                | Non inscrite                        | Non inscrite                        | Non inscrite                        | Non inscrite                        | Non inscrite                        | Non inscrite                        | Non inscrite                        | Non inscrite                        | Non inscrite                        | Non inscrite                        |
| 1991                | Premier tour                        | 7e                                  | 2                                   | 1                                   | 0                                   | 1                                   | 1                                   | 5                                   | -4                                  | [ 614 ]                             |
| 1993                | Premier tour                        | 7e                                  | 3                                   | 1                                   | 0                                   | 2                                   | 2                                   | 5                                   | -3                                  | [ 615 ]                             |
| 1997                | Non inscrite                        | Non inscrite                        | Non inscrite                        | Non inscrite                        | Non inscrite                        | Non inscrite                        | Non inscrite                        | Non inscrite                        | Non inscrite                        | Non inscrite                        |
| 2001                | Vainqueur                           | 1re                                 | 4                                   | 3                                   | 0                                   | 1                                   | 7                                   | 1                                   | +6                                  | [ 616 ]                             |
| 2005                | Quart de finaliste                  | 7e                                  | 3                                   | 0                                   | 3                                   | 0                                   | 4                                   | 4                                   | 0                                   | [ 617 ]                             |
| 2009                | Premier tour                        | 7e                                  | 4                                   | 2                                   | 1                                   | 1                                   | 6                                   | 5                                   | +1                                  | [ 618 ]                             |
| 2013                | Troisième                           | 3e                                  | 5                                   | 3                                   | 1                                   | 1                                   | 10                                  | 5                                   | +5                                  | [ 619 ]                             |
| 2018                | Non inscrite                        | Non inscrite                        | Non inscrite                        | Non inscrite                        | Non inscrite                        | Non inscrite                        | Non inscrite                        | Non inscrite                        | Non inscrite                        | Non inscrite                        |
| 2022                | Non inscrite                        | Non inscrite                        | Non inscrite                        | Non inscrite                        | Non inscrite                        | Non inscrite                        | Non inscrite                        | Non inscrite                        | Non inscrite                        | Non inscrite                        |
| Total               | Vainqueur                           | 12/19                               | 41                                  | 16                                  | 11                                  | 14                                  | 51                                  | 48                                  | +3                                  | —                                   |

#### Jeux africains
| Jeux africains | Jeux africains                   | Jeux africains                   | Jeux africains                   | Jeux africains                   | Jeux africains                   | Jeux africains                   | Jeux africains                   | Jeux africains                   | Jeux africains                   | Jeux africains                   |
| Année          | Résultat                         | Class.                           | J                                | G                                | N                                | P                                | Bp                               | Bc                               | Diff                             | Sou                              |
| -------------- | -------------------------------- | -------------------------------- | -------------------------------- | -------------------------------- | -------------------------------- | -------------------------------- | -------------------------------- | -------------------------------- | -------------------------------- | -------------------------------- |
| 1965           | Non qualifiée                    | Non qualifiée                    | Non qualifiée                    | Non qualifiée                    | Non qualifiée                    | Non qualifiée                    | Non qualifiée                    | Non qualifiée                    | Non qualifiée                    | Non qualifiée                    |
| 1973           | Retirée                          | Retirée                          | Retirée                          | Retirée                          | Retirée                          | Retirée                          | Retirée                          | Retirée                          | Retirée                          | Retirée                          |
| 1978           | Retirée après les qualifications | Retirée après les qualifications | Retirée après les qualifications | Retirée après les qualifications | Retirée après les qualifications | Retirée après les qualifications | Retirée après les qualifications | Retirée après les qualifications | Retirée après les qualifications | Retirée après les qualifications |
| 1987           | Premier tour                     | 8e                               | 4                                | 0                                | 0                                | 4                                | 1                                | 8                                | -7                               | [ 620 ]                          |
| 1991           | Finaliste                        | 2e                               | 5                                | 3                                | 1                                | 1                                | 7                                | 2                                | +5                               | [ 621 ]                          |
| 1995           | Non qualifiée                    | Non qualifiée                    | Non qualifiée                    | Non qualifiée                    | Non qualifiée                    | Non qualifiée                    | Non qualifiée                    | Non qualifiée                    | Non qualifiée                    | Non qualifiée                    |
| 1999           | Retirée                          | Retirée                          | Retirée                          | Retirée                          | Retirée                          | Retirée                          | Retirée                          | Retirée                          | Retirée                          | Retirée                          |
| 2003           | Non inscrite                     | Non inscrite                     | Non inscrite                     | Non inscrite                     | Non inscrite                     | Non inscrite                     | Non inscrite                     | Non inscrite                     | Non inscrite                     | Non inscrite                     |
| 2007           | Troisième                        | 3e                               | 5                                | 2                                | 2                                | 1                                | 4                                | 3                                | +1                               | [ 622 ]                          |
| 2011           | Non inscrite                     | Non inscrite                     | Non inscrite                     | Non inscrite                     | Non inscrite                     | Non inscrite                     | Non inscrite                     | Non inscrite                     | Non inscrite                     | Non inscrite                     |
| 2015           | Retirée                          | Retirée                          | Retirée                          | Retirée                          | Retirée                          | Retirée                          | Retirée                          | Retirée                          | Retirée                          | Retirée                          |
| 2019           | Non inscrite                     | Non inscrite                     | Non inscrite                     | Non inscrite                     | Non inscrite                     | Non inscrite                     | Non inscrite                     | Non inscrite                     | Non inscrite                     | Non inscrite                     |
| 2023           | Non inscrite                     | Non inscrite                     | Non inscrite                     | Non inscrite                     | Non inscrite                     | Non inscrite                     | Non inscrite                     | Non inscrite                     | Non inscrite                     | Non inscrite                     |
| Total          | Finaliste                        | 3/10                             | 14                               | 5                                | 3                                | 6                                | 12                               | 13                               | -1                               | —                                |

#### Jeux panarabes
| Jeux panarabes | Jeux panarabes                      | Jeux panarabes                      | Jeux panarabes                      | Jeux panarabes                      | Jeux panarabes                      | Jeux panarabes                      | Jeux panarabes                      | Jeux panarabes                      | Jeux panarabes                      | Jeux panarabes                      |
| Année          | Résultat                            | Class.                              | J                                   | G                                   | N                                   | P                                   | Bp                                  | Bc                                  | Diff                                | Sou                                 |
| -------------- | ----------------------------------- | ----------------------------------- | ----------------------------------- | ----------------------------------- | ----------------------------------- | ----------------------------------- | ----------------------------------- | ----------------------------------- | ----------------------------------- | ----------------------------------- |
| 1953           | Non inscrite (protectorat français) | Non inscrite (protectorat français) | Non inscrite (protectorat français) | Non inscrite (protectorat français) | Non inscrite (protectorat français) | Non inscrite (protectorat français) | Non inscrite (protectorat français) | Non inscrite (protectorat français) | Non inscrite (protectorat français) | Non inscrite (protectorat français) |
| 1957           | Finaliste                           | 2e                                  | 5                                   | 3                                   | 0                                   | 2                                   | 14                                  | 13                                  | +1                                  | [ 623 ]                             |
| 1961           | Non inscrite                        | Non inscrite                        | Non inscrite                        | Non inscrite                        | Non inscrite                        | Non inscrite                        | Non inscrite                        | Non inscrite                        | Non inscrite                        | Non inscrite                        |
| 1965           | Non inscrite                        | Non inscrite                        | Non inscrite                        | Non inscrite                        | Non inscrite                        | Non inscrite                        | Non inscrite                        | Non inscrite                        | Non inscrite                        | Non inscrite                        |
| 1976           | Non inscrite                        | Non inscrite                        | Non inscrite                        | Non inscrite                        | Non inscrite                        | Non inscrite                        | Non inscrite                        | Non inscrite                        | Non inscrite                        | Non inscrite                        |
| 1985           | Premier tour                        | 5e                                  | 3                                   | 2                                   | 1                                   | 0                                   | 7                                   | 2                                   | +5                                  | [ 624 ]                             |
| 1997           | Non inscrite                        | Non inscrite                        | Non inscrite                        | Non inscrite                        | Non inscrite                        | Non inscrite                        | Non inscrite                        | Non inscrite                        | Non inscrite                        | Non inscrite                        |
| 1999           | Non inscrite                        | Non inscrite                        | Non inscrite                        | Non inscrite                        | Non inscrite                        | Non inscrite                        | Non inscrite                        | Non inscrite                        | Non inscrite                        | Non inscrite                        |
| 2007           | Non inscrite                        | Non inscrite                        | Non inscrite                        | Non inscrite                        | Non inscrite                        | Non inscrite                        | Non inscrite                        | Non inscrite                        | Non inscrite                        | Non inscrite                        |
| 2011           | Non inscrite                        | Non inscrite                        | Non inscrite                        | Non inscrite                        | Non inscrite                        | Non inscrite                        | Non inscrite                        | Non inscrite                        | Non inscrite                        | Non inscrite                        |
| 2023           | Non inscrite                        | Non inscrite                        | Non inscrite                        | Non inscrite                        | Non inscrite                        | Non inscrite                        | Non inscrite                        | Non inscrite                        | Non inscrite                        | Non inscrite                        |
| Total          | Finaliste                           | 2/10                                | 8                                   | 5                                   | 1                                   | 2                                   | 21                                  | 15                                  | +6                                  | —                                   |

#### Autres compétitions
| Competition                              | Résultat     | Class. | J  | G  | N  | P  | Bp | Bc | Diff | Sou     |
| ---------------------------------------- | ------------ | ------ | -- | -- | -- | -- | -- | -- | ---- | ------- |
| Tournoi de Tripoli 1962                  | Troisième    | 3e     | 3  | 1  | 0  | 2  | 6  | 9  | -3   | —       |
| Jeux de l'Amitié 1963                    | Finaliste    | 2e     | 6  | 4  | 1  | 0  | 4  | 9  | -5   | [ 625 ] |
| Tournoi de Tripoli 1965                  | Vainqueur    | 1re    | 3  | 2  | 1  | 0  | 4  | 2  | +2   | [ 626 ] |
| Tournoi de Tripoli 1966                  | Quatrième    | 4e     | 3  | 0  | 1  | 2  | 0  | 3  | -3   | [ 627 ] |
| Coupe de Palestine des nations 1973      | Vainqueur    | 1re    | 6  | 6  | 0  | 0  | 19 | 3  | +16  | [ 628 ] |
| Tournoi international d'Iran 1974        | Premier tour | 6e     | 2  | 0  | 1  | 1  | 0  | 2  | -2   | [ 629 ] |
| Coupe de Qouneitra 1974                  | Troisième    | 3e     | 7  | 4  | 0  | 3  | 10 | 9  | +1   | [ 630 ] |
| Coupe de Palestine des nations 1975      | Premier tour | 5e     | 2  | 1  | 1  | 0  | 4  | 1  | +3   | [ 631 ] |
| Jeux de l'Amitié 1985                    | Troisième    | 3e     | 2  | 1  | 0  | 2  | 2  | 6  | -4   | [ 632 ] |
| Tournoi international de Malte 1988      | Quatrième    | 4e     | 3  | 0  | 0  | 3  | 1  | 10 | -9   | [ 633 ] |
| Coupe du 7-Novembre 1991                 | Vainqueur    | 1re    | 2  | 2  | 0  | 0  | 11 | 3  | +8   | [ 634 ] |
| Coupe du 7-Novembre 1993                 | Vainqueur    | 1re    | 2  | 2  | 0  | 0  | 6  | 1  | +5   | [ 635 ] |
| Tournoi international de Malte 1994      | Troisième    | 3e     | 3  | 0  | 2  | 1  | 2  | 5  | -3   | [ 636 ] |
| Coupe du 7-Novembre 1995                 | Vainqueur    | 1re    | 2  | 2  | 0  | 0  | 4  | 1  | +3   | [ 637 ] |
| Coupe LG 1997                            | Vainqueur    | 1re    | 2  | 2  | 0  | 0  | 5  | 1  | +4   | [ 638 ] |
| Tournoi de Tunis des quatre nations 2003 | Vainqueur    | 1re    | 2  | 1  | 1  | 0  | 3  | 2  | +1   | [ 639 ] |
| Coupe LG 2006                            | Finaliste    | 2e     | 2  | 1  | 1  | 0  | 3  | 0  | +3   | [ 640 ] |
| Trophée international de Catalogne 2011  | Vainqueur    | 1re    | 1  | 0  | 1  | 0  | 0  | 0  | 0    | [ 641 ] |
| Kirin Challenge Cup 2015                 | Finaliste    | 2e     | 1  | 0  | 0  | 1  | 0  | 2  | -2   | [ 642 ] |
| Trophée international de Catalogne 2016  | Vainqueur    | 1re    | 1  | 0  | 1  | 0  | 3  | 3  | 0    | [ 643 ] |
| Coupe Kirin 2022                         | Vainqueur    | 1re    | 2  | 2  | 0  | 0  | 5  | 0  | +5   | [ 644 ] |
| Kirin Challenge Cup 2023                 | Finaliste    | 2e     | 1  | 0  | 0  | 1  | 0  | 2  | -2   | [ 645 ] |
| Coupe de la capitale d'Égypte 2024       | Troisième    | 3e     | 2  | 0  | 2  | 0  | 0  | 0  | 0    | [ 646 ] |
| Total                                    | Vainqueur    | 1re    | 60 | 31 | 13 | 16 | 94 | 74 | +18  | —       |

## Statistiques

### Records individuels
- Dernière mise à jour :  Tunisie -  Maroc (6 juin 2025)[647]

Radhi Jaïdi, avec 105 sélections entre 1996 et 2009, détient le record du nombre de sélections en équipe de Tunisie. Issam Jemâa, avec 36 buts en 84 sélections entre 2005 et 2014, est quant à lui le meilleur buteur de l'histoire de la sélection.
| Rang | Joueur           | Sél | Buts | Carrière  | Sou     |
| ---- | ---------------- | --- | ---- | --------- | ------- |
| 1    | Radhi Jaïdi      | 105 | 7    | 1996-2009 | [ 650 ] |
| 2    | Youssef Msakni   | 104 | 23   | 2010-0    | [ 651 ] |
| 3    | Chokri El Ouaer  | 97  | 0    | 1990-2002 | [ 652 ] |
| 4    | Khaled Badra     | 96  | 10   | 1995-2006 | [ 653 ] |
| 5    | Kaïs Ghodhbane   | 95  | 6    | 1995-2006 | [ 654 ] |
| 6    | Khaled Ben Yahia | 95  | 5    | 1979-1993 | [ 655 ] |
| 7    | Riadh Bouazizi   | 92  | 3    | 1995-2006 | [ 656 ] |
| 8    | Ali Maaloul      | 90  | 3    | 2013-0    | [ 657 ] |
| 9    | Tarak Dhiab      | 89  | 12   | 1974-1990 | [ 658 ] |
| 10   | Ferjani Sassi    | 88  | 7    | 2013-0    | [ 659 ] |

| Rang | Joueur               | Buts | Sél | Carrière  | Sou     |
| ---- | -------------------- | ---- | --- | --------- | ------- |
| 1    | Issam Jemâa          | 36   | 84  | 2005-2014 | [ 661 ] |
| 2    | Wahbi Khazri         | 25   | 74  | 2013-2022 | [ 662 ] |
| 3    | Youssef Msakni       | 23   | 104 | 2010-0    | [ 663 ] |
| 4    | Francileudo Santos   | 22   | 41  | 2004-2008 | [ 664 ] |
| 5    | Adel Sellimi         | 20   | 80  | 1991-2002 | [ 665 ] |
| 6    | Faouzi Rouissi       | 18   | 42  | 1989-2001 | [ 666 ] |
| 7    | Zoubaier Baya        | 17   | 83  | 1994-2002 | [ 667 ] |
| 8    | Mohamed Ali Mahjoubi | 17   | 86  | 1985-1995 | [ 668 ] |
| 9    | Mohamed Salah Jedidi | 15   | 32  | 1962-1965 | [ 669 ] |
| 10   | Ziad Jaziri          | 14   | 63  | 1999-2007 | [ 670 ] |

### Classement FIFA
La sélection tunisienne a longtemps fait partie des meilleures nations africains, notamment grâce à ses bons résultats en coupe d'Afrique des nations (troisième en 1962, finaliste en 1965 et 1996 et vainqueur en 2004) mais aussi à la suite de son bon parcours lors des éliminatoires de la coupe du monde 2018 (huit matchs : six victoires et deux nuls) ; elle atteint ainsi la quatorzième place mondiale en avril et mai 2018,. Elle est, par ailleurs, considérée comme la meilleure sélection africaine à la faveur du classement FIFA entre janvier et décembre 2018.
| - Rang le plus élevé : 14 (avril et mai 2018) - Rang le plus bas : 65 (juillet 2010) - Rang moyen : 35 - Plus importante augmentation : 14 (février 2004) - Plus importante diminution : 15 (avril 2011) | Meilleur classement Pire classement |

| Année | Classement | Classement | Statistiques | Statistiques | Statistiques | Statistiques | Augmentation | Augmentation   | Diminution | Diminution    |
| Année | FIFA       | CAF        | J            | G            | N            | P            | Class.       | Déplacement    | Class.     | Déplacement   |
| ----- | ---------- | ---------- | ------------ | ------------ | ------------ | ------------ | ------------ | -------------- | ---------- | ------------- |
| 1993  | 32         | 6          | 10           | 6            | 3            | 1            | 31           | 7 (août)       | 36         | 3 (septembre) |
| 1994  | 30         | 6          | 10           | 3            | 5            | 2            | 27           | 4 (septembre)  | 33         | 3 (octobre)   |
| 1995  | 22         | 2          | 14           | 7            | 3            | 4            | 21           | 6 (février)    | 27         | 4 (août)      |
| 1996  | 23         | 3          | 14           | 7            | 2            | 5            | 21           | 6 (février)    | 31         | 9 (juin)      |
| 1997  | 23         | 3          | 14           | 9            | 2            | 3            | 20           | 7 (août)       | 29         | 4 (juin)      |
| 1998  | 21         | 2          | 17           | 7            | 4            | 6            | 19           | 6 (novembre)   | 26         | 4 (juillet)   |
| 1999  | 31         | 3          | 10           | 7            | 1            | 2            | 26           | 4 (novembre)   | 33         | 7 (juin)      |
| 2000  | 26         | 2          | 17           | 8            | 7            | 2            | 25           | 3 (juin)       | 28         | 1 (septembre) |
| 2001  | 28         | 1          | 12           | 8            | 2            | 2            | 22           | 7 (juillet)    | 32         | 5 (avril)     |
| 2002  | 41         | 7          | 14           | 0            | 8            | 6            | 28           | 0 (juin)       | 41         | 5 (juillet)   |
| 2003  | 45         | 7          | 9            | 5            | 3            | 1            | 40           | 3 (avril)      | 46         | 3 (octobre)   |
| 2004  | 35         | 6          | 16           | 8            | 4            | 4            | 31           | 14 (février)   | 45         | 2 (avril)     |
| 2005  | 28         | 3          | 12           | 8            | 2            | 2            | 23           | 8 (septembre)  | 40         | 4 (octobre)   |
| 2006  | 32         | 7          | 16           | 7            | 4            | 5            | 21           | 5 (février)    | 32         | 10 (juillet)  |
| 2007  | 47         | 10         | 9            | 5            | 3            | 1            | 32           | 5 (juillet)    | 47         | 13 (février)  |
| 2008  | 46         | 9          | 16           | 7            | 5            | 4            | 44           | 3 (avril)      | 56         | 7 (février)   |
| 2009  | 53         | 10         | 10           | 4            | 4            | 2            | 45           | 2 (juillet)    | 54         | 8 (février)   |
| 2010  | 45         | 9          | 11           | 3            | 5            | 3            | 44           | 11 (octobre)   | 65         | 10 (juillet)  |
| 2011  | 59         | 10         | 8            | 4            | 2            | 2            | 44           | 3 (mars)       | 61         | 15 (avril)    |
| 2012  | 45         | 8          | 16           | 8            | 4            | 4            | 41           | 10 (juin)      | 59         | 4 (octobre)   |
| 2013  | 48         | 8          | 15           | 4            | 7            | 4            | 41           | 11 (février)   | 53         | 8 (juin)      |
| 2014  | 22         | 2          | 9            | 5            | 3            | 1            | 22           | 11 (septembre) | 49         | 5 (avril)     |
| 2015  | 40         | 5          | 15           | 5            | 5            | 5            | 22           | 2 (juin)       | 41         | 5 (avril)     |
| 2016  | 35         | 3          | 11           | 6            | 4            | 1            | 34           | 4 (octobre)    | 48         | 8 (février)   |
| 2017  | 27         | 2          | 13           | 6            | 2            | 5            | 27           | 7 (juillet)    | 42         | 5 (avril)     |
| 2018  | 24         | 2          | 8            | 3            | 2            | 3            | 14           | 9 (avril)      | 24         | 7 (juin)      |
| 2019  | 27         | 2          | 17           | 8            | 5            | 4            | 25           | 3 (juin)       | 28         | 4 (juillet)   |
| 2020  | 26         | 2          | 4            | 2            | 2            | 0            | 26           | 1 (septembre)  | 27         | 0 (décembre)  |
| 2021  | 30         | 4          | 17           | 12           | 1            | 4            | 25           | 3 (décembre)   | 30         | 4 (novembre)  |
| 2022  | 30         | 3          | 16           | 8            | 3            | 5            | 30           | 5 (juin)       | 36         | 6 (février)   |
| 2023  | 28         | 3          | 10           | 6            | 1            | 3            | 28           | 4 (novembre)   | 32         | 3 (octobre)   |
| 2024  | 52         | 9          | 15           | 5            | 7            | 3            | 36           | 5 (septembre)  | 52         | 13 (février)  |

## Nations rencontrées

### Résultats par pays

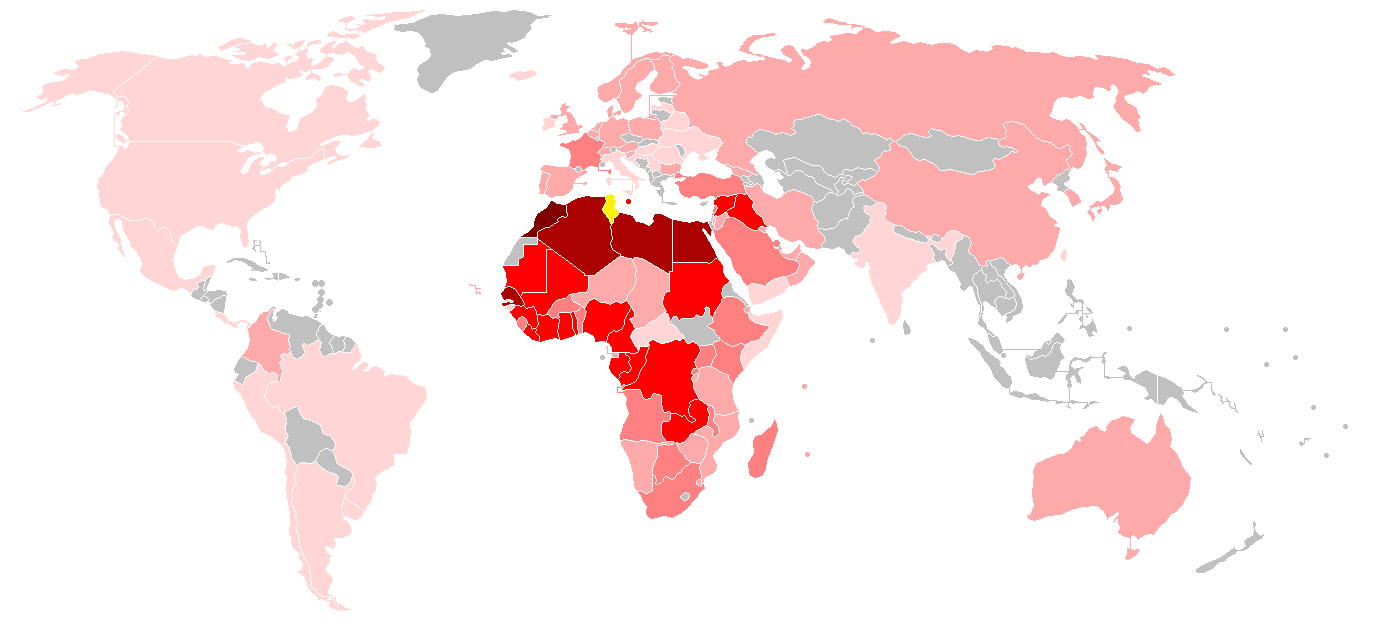
Carte des équipes rencontrées par la Tunisie. Nombre de matchs disputés contre l'équipe de Tunisie de football :
Un seul match
De deux à quatre matchs
De cinq à neuf matchs
De dix à vingt matchs
De vingt à cinquante matchs
Plus de cinquante matchs

| Statistiques face à des sélections affiliées à la FIFA[réf. nécessaire] | Statistiques face à des sélections affiliées à la FIFA[réf. nécessaire] | Statistiques face à des sélections affiliées à la FIFA[réf. nécessaire] | Statistiques face à des sélections affiliées à la FIFA[réf. nécessaire] | Statistiques face à des sélections affiliées à la FIFA[réf. nécessaire] | Statistiques face à des sélections affiliées à la FIFA[réf. nécessaire] | Statistiques face à des sélections affiliées à la FIFA[réf. nécessaire] | Statistiques face à des sélections affiliées à la FIFA[réf. nécessaire] | Statistiques face à des sélections affiliées à la FIFA[réf. nécessaire] |
| Adversaire                                                              | J                                                                       | G                                                                       | N                                                                       | P                                                                       | Bp                                                                      | Bc                                                                      | Diff                                                                    | Confédération                                                           |
| ----------------------------------------------------------------------- | ----------------------------------------------------------------------- | ----------------------------------------------------------------------- | ----------------------------------------------------------------------- | ----------------------------------------------------------------------- | ----------------------------------------------------------------------- | ----------------------------------------------------------------------- | ----------------------------------------------------------------------- | ----------------------------------------------------------------------- |
| Afrique du Sud                                                          | 7                                                                       | 3                                                                       | 2                                                                       | 2                                                                       | 9                                                                       | 7                                                                       | +2                                                                      | CAF                                                                     |
| Algérie                                                                 | 48                                                                      | 14                                                                      | 16                                                                      | 18                                                                      | 40                                                                      | 50                                                                      | -10                                                                     | CAF                                                                     |
| Allemagne                                                               | 3                                                                       | 0                                                                       | 2                                                                       | 1                                                                       | 1                                                                       | 4                                                                       | -3                                                                      | UEFA                                                                    |
| Allemagne de l'Est                                                      | 5                                                                       | 1                                                                       | 0                                                                       | 4                                                                       | 1                                                                       | 11                                                                      | -10                                                                     | UEFA                                                                    |
| Angleterre                                                              | 3                                                                       | 0                                                                       | 1                                                                       | 2                                                                       | 2                                                                       | 5                                                                       | -3                                                                      | UEFA                                                                    |
| Angola                                                                  | 7                                                                       | 3                                                                       | 4                                                                       | 0                                                                       | 15                                                                      | 5                                                                       | +10                                                                     | CAF                                                                     |
| Arabie saoudite                                                         | 7                                                                       | 3                                                                       | 2                                                                       | 2                                                                       | 7                                                                       | 6                                                                       | +1                                                                      | AFC                                                                     |
| Argentine                                                               | 1                                                                       | 0                                                                       | 0                                                                       | 1                                                                       | 1                                                                       | 2                                                                       | -1                                                                      | CONMEBOL                                                                |
| Australie                                                               | 3                                                                       | 1                                                                       | 0                                                                       | 2                                                                       | 2                                                                       | 4                                                                       | -2                                                                      | AFC                                                                     |
| Autriche                                                                | 3                                                                       | 0                                                                       | 1                                                                       | 2                                                                       | 2                                                                       | 5                                                                       | -3                                                                      | UEFA                                                                    |
| Bahreïn                                                                 | 2                                                                       | 1                                                                       | 0                                                                       | 1                                                                       | 3                                                                       | 1                                                                       | +2                                                                      | AFC                                                                     |
| Belgique                                                                | 4                                                                       | 1                                                                       | 1                                                                       | 2                                                                       | 5                                                                       | 8                                                                       | -3                                                                      | UEFA                                                                    |
| Bénin                                                                   | 9                                                                       | 6                                                                       | 3                                                                       | 0                                                                       | 24                                                                      | 6                                                                       | +18                                                                     | CAF                                                                     |
| Biélorussie                                                             | 1                                                                       | 1                                                                       | 0                                                                       | 0                                                                       | 3                                                                       | 0                                                                       | +3                                                                      | UEFA                                                                    |
| Bosnie-Herzégovine                                                      | 1                                                                       | 1                                                                       | 0                                                                       | 0                                                                       | 2                                                                       | 1                                                                       | +1                                                                      | UEFA                                                                    |
| Botswana                                                                | 8                                                                       | 4                                                                       | 2                                                                       | 2                                                                       | 12                                                                      | 5                                                                       | +7                                                                      | CAF                                                                     |
| Brésil                                                                  | 2                                                                       | 0                                                                       | 0                                                                       | 2                                                                       | 2                                                                       | 9                                                                       | -7                                                                      | CONMEBOL                                                                |
| Bulgarie                                                                | 2                                                                       | 1                                                                       | 1                                                                       | 0                                                                       | 6                                                                       | 3                                                                       | +3                                                                      | UEFA                                                                    |
| Burkina Faso                                                            | 8                                                                       | 2                                                                       | 3                                                                       | 3                                                                       | 9                                                                       | 8                                                                       | +1                                                                      | CAF                                                                     |
| Burundi                                                                 | 3                                                                       | 3                                                                       | 0                                                                       | 0                                                                       | 5                                                                       | 2                                                                       | +3                                                                      | CAF                                                                     |
| Cameroun                                                                | 18                                                                      | 2                                                                       | 7                                                                       | 9                                                                       | 18                                                                      | 29                                                                      | -11                                                                     | CAF                                                                     |
| Canada                                                                  | 1                                                                       | 1                                                                       | 0                                                                       | 0                                                                       | 2                                                                       | 0                                                                       | +2                                                                      | CONCACAF                                                                |
| Cap-Vert                                                                | 4                                                                       | 3                                                                       | 1                                                                       | 0                                                                       | 7                                                                       | 2                                                                       | +5                                                                      | CAF                                                                     |
| Chili                                                                   | 2                                                                       | 1                                                                       | 0                                                                       | 1                                                                       | 4                                                                       | 3                                                                       | +1                                                                      | CONMEBOL                                                                |
| Chine                                                                   | 4                                                                       | 1                                                                       | 2                                                                       | 1                                                                       | 3                                                                       | 3                                                                       | 0                                                                       | AFC                                                                     |
| Colombie                                                                | 2                                                                       | 0                                                                       | 1                                                                       | 1                                                                       | 1                                                                       | 2                                                                       | -1                                                                      | CONMEBOL                                                                |
| Comores                                                                 | 3                                                                       | 1                                                                       | 1                                                                       | 1                                                                       | 2                                                                       | 2                                                                       | 0                                                                       | CAF                                                                     |
| Congo                                                                   | 9                                                                       | 6                                                                       | 2                                                                       | 1                                                                       | 17                                                                      | 6                                                                       | +11                                                                     | CAF                                                                     |
| Corée du Sud                                                            | 3                                                                       | 1                                                                       | 1                                                                       | 1                                                                       | 1                                                                       | 4                                                                       | -3                                                                      | AFC                                                                     |
| Costa Rica                                                              | 1                                                                       | 1                                                                       | 0                                                                       | 0                                                                       | 1                                                                       | 0                                                                       | +1                                                                      | CONCACAF                                                                |
| Côte d'Ivoire                                                           | 19                                                                      | 6                                                                       | 6                                                                       | 7                                                                       | 27                                                                      | 29                                                                      | -2                                                                      | CAF                                                                     |
| Croatie                                                                 | 2                                                                       | 1                                                                       | 1                                                                       | 0                                                                       | 2                                                                       | 1                                                                       | +1                                                                      | UEFA                                                                    |
| Danemark                                                                | 3                                                                       | 0                                                                       | 1                                                                       | 2                                                                       | 2                                                                       | 5                                                                       | -3                                                                      | UEFA                                                                    |
| Djibouti                                                                | 2                                                                       | 2                                                                       | 0                                                                       | 0                                                                       | 11                                                                      | 1                                                                       | +10                                                                     | CAF                                                                     |
| Égypte                                                                  | 41                                                                      | 18                                                                      | 10                                                                      | 13                                                                      | 47                                                                      | 38                                                                      | +9                                                                      | CAF                                                                     |
| Émirats arabes unis                                                     | 5                                                                       | 5                                                                       | 0                                                                       | 0                                                                       | 10                                                                      | 1                                                                       | +9                                                                      | AFC                                                                     |
| Espagne                                                                 | 2                                                                       | 0                                                                       | 0                                                                       | 2                                                                       | 1                                                                       | 4                                                                       | -3                                                                      | UEFA                                                                    |
| Eswatini                                                                | 2                                                                       | 2                                                                       | 0                                                                       | 0                                                                       | 6                                                                       | 0                                                                       | +6                                                                      | CAF                                                                     |
| États-Unis                                                              | 1                                                                       | 0                                                                       | 1                                                                       | 0                                                                       | 1                                                                       | 1                                                                       | 0                                                                       | CONCACAF                                                                |
| Éthiopie                                                                | 8                                                                       | 4                                                                       | 2                                                                       | 2                                                                       | 17                                                                      | 11                                                                      | +6                                                                      | CAF                                                                     |
| Finlande                                                                | 3                                                                       | 0                                                                       | 1                                                                       | 2                                                                       | 2                                                                       | 6                                                                       | -4                                                                      | UEFA                                                                    |
| France                                                                  | 5                                                                       | 1                                                                       | 2                                                                       | 2                                                                       | 4                                                                       | 7                                                                       | -3                                                                      | UEFA                                                                    |
| Gabon                                                                   | 11                                                                      | 4                                                                       | 6                                                                       | 1                                                                       | 21                                                                      | 12                                                                      | +9                                                                      | CAF                                                                     |
| Gambie                                                                  | 4                                                                       | 1                                                                       | 0                                                                       | 3                                                                       | 3                                                                       | 5                                                                       | -2                                                                      | CAF                                                                     |
| Géorgie                                                                 | 2                                                                       | 0                                                                       | 1                                                                       | 1                                                                       | 1                                                                       | 3                                                                       | -2                                                                      | UEFA                                                                    |
| Ghana                                                                   | 18                                                                      | 4                                                                       | 5                                                                       | 9                                                                       | 20                                                                      | 27                                                                      | -7                                                                      | CAF                                                                     |
| Guinée                                                                  | 20                                                                      | 9                                                                       | 4                                                                       | 7                                                                       | 31                                                                      | 19                                                                      | +12                                                                     | CAF                                                                     |
| Guinée-Bissau                                                           | 1                                                                       | 1                                                                       | 0                                                                       | 0                                                                       | 3                                                                       | 1                                                                       | +2                                                                      | CAF                                                                     |
| Guinée équatoriale                                                      | 10                                                                      | 6                                                                       | 1                                                                       | 3                                                                       | 16                                                                      | 7                                                                       | +9                                                                      | CAF                                                                     |
| Hongrie                                                                 | 1                                                                       | 0                                                                       | 0                                                                       | 1                                                                       | 1                                                                       | 10                                                                      | -9                                                                      | UEFA                                                                    |
| Inde                                                                    | 1                                                                       | 0                                                                       | 1                                                                       | 0                                                                       | 2                                                                       | 2                                                                       | 0                                                                       | AFC                                                                     |
| Irak                                                                    | 11                                                                      | 7                                                                       | 3                                                                       | 1                                                                       | 19                                                                      | 10                                                                      | +9                                                                      | AFC                                                                     |
| Iran                                                                    | 3                                                                       | 2                                                                       | 1                                                                       | 0                                                                       | 5                                                                       | 2                                                                       | +3                                                                      | AFC                                                                     |
| République d'Irlande                                                    | 1                                                                       | 0                                                                       | 0                                                                       | 1                                                                       | 0                                                                       | 4                                                                       | -4                                                                      | UEFA                                                                    |
| Islande                                                                 | 1                                                                       | 1                                                                       | 0                                                                       | 0                                                                       | 3                                                                       | 1                                                                       | +2                                                                      | UEFA                                                                    |
| Italie                                                                  | 1                                                                       | 0                                                                       | 0                                                                       | 1                                                                       | 0                                                                       | 4                                                                       | -4                                                                      | UEFA                                                                    |
| Japon                                                                   | 6                                                                       | 1                                                                       | 0                                                                       | 5                                                                       | 3                                                                       | 8                                                                       | -5                                                                      | AFC                                                                     |
| Jordanie                                                                | 3                                                                       | 2                                                                       | 1                                                                       | 0                                                                       | 12                                                                      | 3                                                                       | +9                                                                      | AFC                                                                     |
| Kenya                                                                   | 7                                                                       | 5                                                                       | 1                                                                       | 1                                                                       | 10                                                                      | 3                                                                       | +7                                                                      | CAF                                                                     |
| Koweït                                                                  | 4                                                                       | 3                                                                       | 0                                                                       | 1                                                                       | 8                                                                       | 4                                                                       | +4                                                                      | AFC                                                                     |
| Lettonie                                                                | 1                                                                       | 1                                                                       | 0                                                                       | 0                                                                       | 3                                                                       | 0                                                                       | +3                                                                      | UEFA                                                                    |
| Liban                                                                   | 5                                                                       | 3                                                                       | 1                                                                       | 1                                                                       | 9                                                                       | 5                                                                       | +4                                                                      | AFC                                                                     |
| Liberia                                                                 | 11                                                                      | 6                                                                       | 2                                                                       | 3                                                                       | 18                                                                      | 9                                                                       | +9                                                                      | CAF                                                                     |
| Libye                                                                   | 29                                                                      | 19                                                                      | 3                                                                       | 7                                                                       | 54                                                                      | 33                                                                      | +21                                                                     | CAF                                                                     |
| Madagascar                                                              | 7                                                                       | 6                                                                       | 0                                                                       | 1                                                                       | 12                                                                      | 6                                                                       | +6                                                                      | CAF                                                                     |
| Malawi                                                                  | 9                                                                       | 4                                                                       | 3                                                                       | 2                                                                       | 19                                                                      | 8                                                                       | +11                                                                     | CAF                                                                     |
| Mali                                                                    | 15                                                                      | 7                                                                       | 3                                                                       | 5                                                                       | 15                                                                      | 11                                                                      | +4                                                                      | CAF                                                                     |
| Malte                                                                   | 12                                                                      | 4                                                                       | 4                                                                       | 4                                                                       | 13                                                                      | 9                                                                       | +4                                                                      | UEFA                                                                    |
| Maroc                                                                   | 51                                                                      | 9                                                                       | 28                                                                      | 14                                                                      | 46                                                                      | 55                                                                      | -9                                                                      | CAF                                                                     |
| Maurice                                                                 | 2                                                                       | 1                                                                       | 1                                                                       | 0                                                                       | 2                                                                       | 0                                                                       | +2                                                                      | CAF                                                                     |
| Mauritanie                                                              | 16                                                                      | 11                                                                      | 5                                                                       | 0                                                                       | 29                                                                      | 5                                                                       | +24                                                                     | CAF                                                                     |
| Mexique                                                                 | 1                                                                       | 1                                                                       | 0                                                                       | 0                                                                       | 3                                                                       | 1                                                                       | +2                                                                      | CONCACAF                                                                |
| Mozambique                                                              | 3                                                                       | 1                                                                       | 1                                                                       | 1                                                                       | 3                                                                       | 2                                                                       | +1                                                                      | CAF                                                                     |
| Namibie                                                                 | 5                                                                       | 3                                                                       | 1                                                                       | 1                                                                       | 8                                                                       | 2                                                                       | +6                                                                      | CAF                                                                     |
| Niger                                                                   | 4                                                                       | 4                                                                       | 0                                                                       | 0                                                                       | 9                                                                       | 4                                                                       | +5                                                                      | CAF                                                                     |
| Nigeria                                                                 | 20                                                                      | 7                                                                       | 7                                                                       | 6                                                                       | 25                                                                      | 19                                                                      | +6                                                                      | CAF                                                                     |
| Norvège                                                                 | 2                                                                       | 0                                                                       | 1                                                                       | 1                                                                       | 1                                                                       | 3                                                                       | -2                                                                      | UEFA                                                                    |
| Nouvelle-Zélande                                                        | 1                                                                       | 0                                                                       | 1                                                                       | 0                                                                       | 0                                                                       | 0                                                                       | 0                                                                       | OFC                                                                     |
| Oman                                                                    | 3                                                                       | 1                                                                       | 1                                                                       | 1                                                                       | 3                                                                       | 3                                                                       | 0                                                                       | AFC                                                                     |
| Ouganda                                                                 | 5                                                                       | 5                                                                       | 0                                                                       | 0                                                                       | 16                                                                      | 1                                                                       | +15                                                                     | CAF                                                                     |
| Palestine                                                               | 2                                                                       | 1                                                                       | 1                                                                       | 0                                                                       | 7                                                                       | 3                                                                       | +4                                                                      | AFC                                                                     |
| Panama                                                                  | 1                                                                       | 1                                                                       | 0                                                                       | 0                                                                       | 2                                                                       | 1                                                                       | +1                                                                      | CONCACAF                                                                |
| Pays-Bas                                                                | 3                                                                       | 0                                                                       | 2                                                                       | 1                                                                       | 3                                                                       | 7                                                                       | -4                                                                      | UEFA                                                                    |
| Pays de Galles                                                          | 1                                                                       | 1                                                                       | 0                                                                       | 0                                                                       | 4                                                                       | 0                                                                       | +4                                                                      | UEFA                                                                    |
| Pérou                                                                   | 1                                                                       | 0                                                                       | 1                                                                       | 0                                                                       | 1                                                                       | 1                                                                       | 0                                                                       | CONMEBOL                                                                |
| Pologne                                                                 | 4                                                                       | 1                                                                       | 0                                                                       | 3                                                                       | 2                                                                       | 9                                                                       | -7                                                                      | UEFA                                                                    |
| Portugal                                                                | 2                                                                       | 0                                                                       | 2                                                                       | 0                                                                       | 3                                                                       | 3                                                                       | 0                                                                       | UEFA                                                                    |
| Qatar                                                                   | 3                                                                       | 1                                                                       | 0                                                                       | 2                                                                       | 5                                                                       | 3                                                                       | +2                                                                      | AFC                                                                     |
| Centrafrique                                                            | 1                                                                       | 1                                                                       | 0                                                                       | 0                                                                       | 3                                                                       | 0                                                                       | +3                                                                      | CAF                                                                     |
| RD Congo                                                                | 14                                                                      | 7                                                                       | 4                                                                       | 3                                                                       | 25                                                                      | 13                                                                      | +12                                                                     | CAF                                                                     |
| Roumanie                                                                | 1                                                                       | 0                                                                       | 1                                                                       | 0                                                                       | 1                                                                       | 1                                                                       | 0                                                                       | UEFA                                                                    |
| Russie                                                                  | 1                                                                       | 0                                                                       | 0                                                                       | 1                                                                       | 0                                                                       | 2                                                                       | -2                                                                      | UEFA                                                                    |
| Rwanda                                                                  | 6                                                                       | 6                                                                       | 0                                                                       | 0                                                                       | 18                                                                      | 3                                                                       | +15                                                                     | CAF                                                                     |
| Sao Tomé-et-Principe                                                    | 1                                                                       | 1                                                                       | 0                                                                       | 0                                                                       | 4                                                                       | 0                                                                       | +4                                                                      | CAF                                                                     |
| Sénégal                                                                 | 21                                                                      | 9                                                                       | 7                                                                       | 5                                                                       | 22                                                                      | 13                                                                      | +9                                                                      | CAF                                                                     |
| Serbie                                                                  | 1                                                                       | 0                                                                       | 0                                                                       | 1                                                                       | 0                                                                       | 1                                                                       | -1                                                                      | UEFA                                                                    |
| Seychelles                                                              | 4                                                                       | 4                                                                       | 0                                                                       | 0                                                                       | 14                                                                      | 0                                                                       | +14                                                                     | CAF                                                                     |
| Sierra Leone                                                            | 7                                                                       | 3                                                                       | 3                                                                       | 1                                                                       | 10                                                                      | 6                                                                       | +4                                                                      | CAF                                                                     |
| Slovénie                                                                | 2                                                                       | 0                                                                       | 1                                                                       | 1                                                                       | 2                                                                       | 3                                                                       | -1                                                                      | UEFA                                                                    |
| Somalie                                                                 | 1                                                                       | 1                                                                       | 0                                                                       | 0                                                                       | 2                                                                       | 1                                                                       | +1                                                                      | CAF                                                                     |
| Soudan                                                                  | 11                                                                      | 8                                                                       | 0                                                                       | 3                                                                       | 28                                                                      | 11                                                                      | +17                                                                     | CAF                                                                     |
| Suède                                                                   | 4                                                                       | 1                                                                       | 1                                                                       | 2                                                                       | 2                                                                       | 3                                                                       | -1                                                                      | UEFA                                                                    |
| Suisse                                                                  | 3                                                                       | 0                                                                       | 1                                                                       | 2                                                                       | 2                                                                       | 4                                                                       | -2                                                                      | UEFA                                                                    |
| Syrie                                                                   | 11                                                                      | 5                                                                       | 1                                                                       | 5                                                                       | 16                                                                      | 14                                                                      | +2                                                                      | AFC                                                                     |
| Taipei chinois                                                          | 1                                                                       | 1                                                                       | 0                                                                       | 0                                                                       | 8                                                                       | 1                                                                       | +7                                                                      | AFC                                                                     |
| Tanzanie                                                                | 2                                                                       | 1                                                                       | 1                                                                       | 0                                                                       | 2                                                                       | 1                                                                       | +1                                                                      | CAF                                                                     |
| Tchad                                                                   | 4                                                                       | 3                                                                       | 1                                                                       | 0                                                                       | 10                                                                      | 2                                                                       | +8                                                                      | CAF                                                                     |
| Togo                                                                    | 10                                                                      | 7                                                                       | 3                                                                       | 0                                                                       | 19                                                                      | 4                                                                       | +15                                                                     | CAF                                                                     |
| Turquie                                                                 | 6                                                                       | 0                                                                       | 5                                                                       | 1                                                                       | 4                                                                       | 7                                                                       | -3                                                                      | UEFA                                                                    |
| Ukraine                                                                 | 1                                                                       | 0                                                                       | 0                                                                       | 1                                                                       | 0                                                                       | 1                                                                       | -1                                                                      | UEFA                                                                    |
| Union soviétique                                                        | 1                                                                       | 0                                                                       | 0                                                                       | 1                                                                       | 0                                                                       | 3                                                                       | -3                                                                      | UEFA                                                                    |
| Uruguay                                                                 | 1                                                                       | 0                                                                       | 1                                                                       | 0                                                                       | 0                                                                       | 0                                                                       | 0                                                                       | CONMEBOL                                                                |
| Yémen du Sud                                                            | 1                                                                       | 1                                                                       | 0                                                                       | 0                                                                       | 2                                                                       | 0                                                                       | +2                                                                      | AFC                                                                     |
| Yougoslavie                                                             | 5                                                                       | 1                                                                       | 0                                                                       | 4                                                                       | 3                                                                       | 21                                                                      | -18                                                                     | UEFA                                                                    |
| Zambie                                                                  | 14                                                                      | 9                                                                       | 2                                                                       | 3                                                                       | 24                                                                      | 13                                                                      | +11                                                                     | CAF                                                                     |
| Zimbabwe                                                                | 2                                                                       | 1                                                                       | 1                                                                       | 0                                                                       | 5                                                                       | 3                                                                       | +2                                                                      | CAF                                                                     |
| Total                                                                   | 726                                                                     | 313                                                                     | 201                                                                     | 218                                                                     | 1027                                                                    | 759                                                                     | +268                                                                    | —                                                                       |
| Dernière mise à jour : Tunisie - Maroc (6 juin 2025)                    |                                                                         |                                                                         |                                                                         |                                                                         |                                                                         |                                                                         |                                                                         |                                                                         |

- Un seul match
- De deux à quatre matchs
- De cinq à neuf matchs
- De dix à vingt matchs
- De vingt à cinquante matchs
- Plus de cinquante matchs

### Rivalités
L'équipe entretient des rivalités de longue date avec d'autres équipes nord-africaines : l'Égypte, le Maroc, Libye et l'Algérie. Elle les a toujours rencontré, que ce soit à travers des matchs amicaux ou des éliminatoires de la coupe du monde ou de la coupe d'Afrique des nations. Ces dernières années, d'autres concurrents de la Tunisie sont apparus sur la scène africaine en raison de leurs rencontres fréquentes, comme la Guinée équatoriale, le Mali et la RD Congo.

#### Algérie

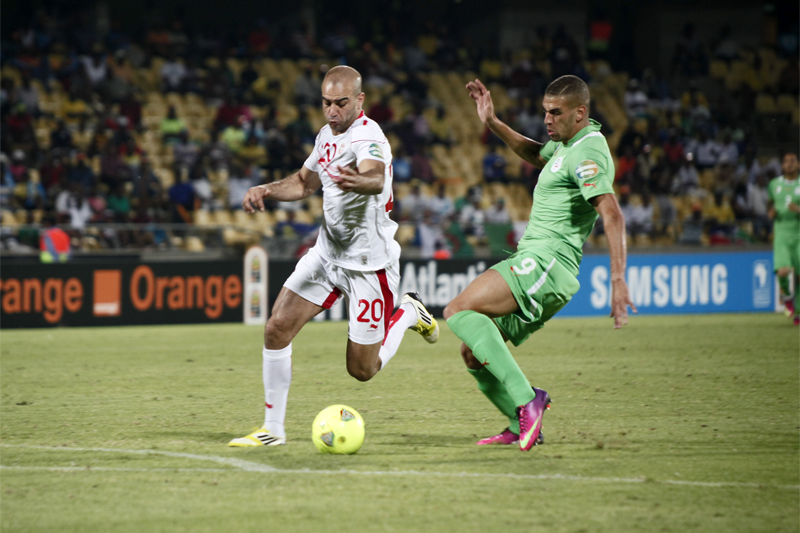
Aymen Abdennour et Islam Slimani se disputant le ballon lors du derby de la CAN 2013 (1-0).

La Tunisie a disputé 49 matchs contre l'Algérie. Le premier match a lieu le 1er juin 1957 lors d'un match amical contre l'équipe du FLN alors que l'Algérie est une colonie française. C'est à cette époque que les matchs sont les plus réguliers. En effet, les deux équipes se rencontrent à six reprises entre 25 juin 1957 et 3 mai 1958, avec huit victoires pour les Algériens. Après l'indépendance de l'Algérie, le premier match officiel a lieu le 15 décembre 1963, lors d'un match amical au stade Chedly-Zouiten à Tunis. Les équipes se rencontrent également trois fois lors de la phase de qualification de la coupe du monde en 1970, 1978 et 1986. Le bilan global est légèrement favorable aux Algériens avec 18 victoires, seize nuls et quinze défaites. La dernière défaite de l'Algérie contre ses voisins remonte au 19 janvier 2017, lors de la CAN 2017 organisée par le Gabon. Avant ce match, les deux équipes se sont rencontrées une fois lors de la finale de la CAN 2013, également dominée par les Tunisiens. Actuellement, les Algériens dominent le record du face-à-face, néanmoins, dans les compétitions officielles, la Tunisie s'avère dominante sur l'Algérie.

#### Égypte

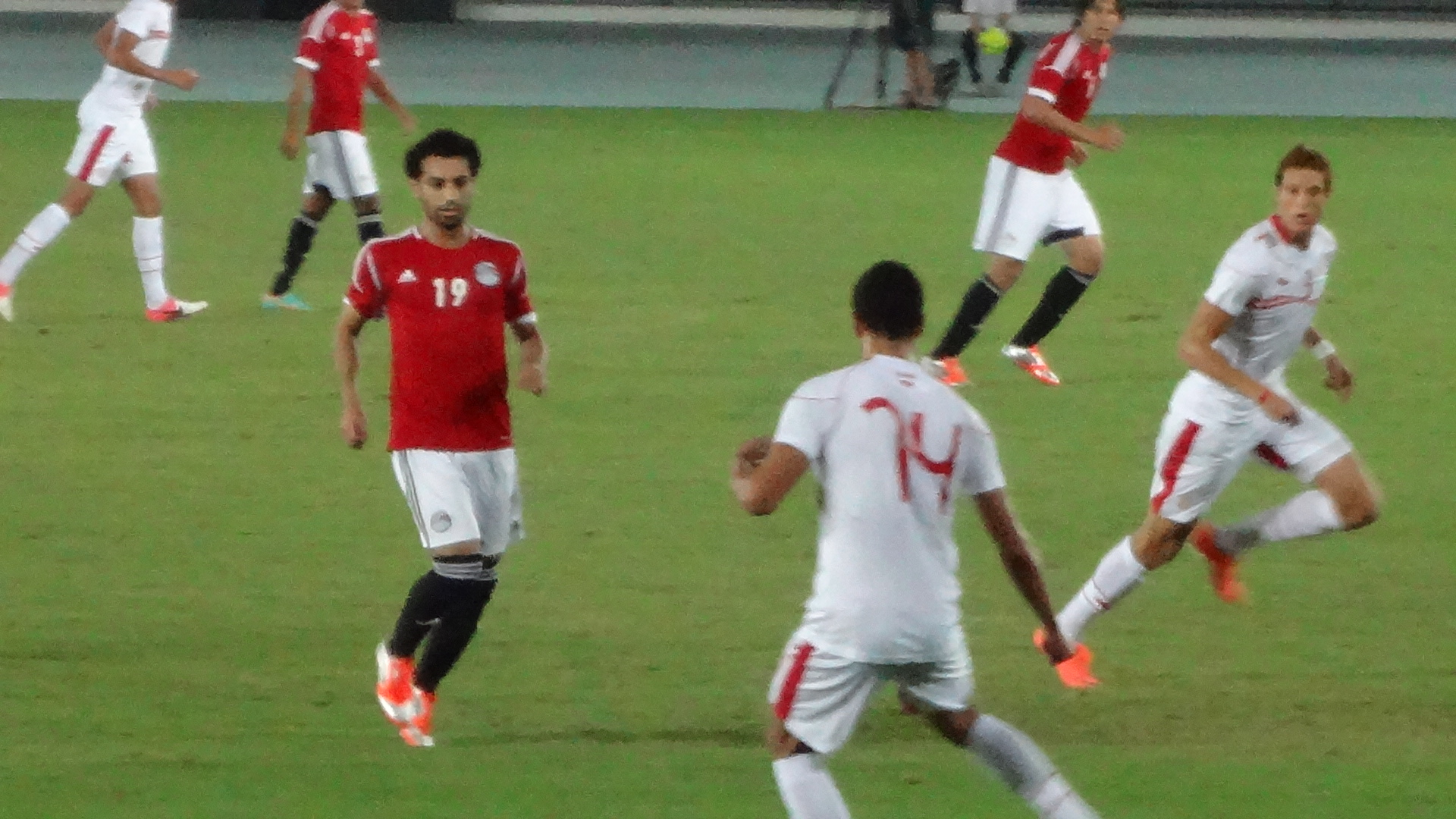
Match amical contre l'Égypte le 6 octobre 2012 au stade Cheikh-Zayed d'Abou Dabi (1-0).

Les équipes égyptienne et tunisienne se sont rencontrées quarante fois, soit à l'occasion de 26 matchs officiels et quinze matchs amicaux. Le bilan global est légèrement favorable aux Tunisiens puisqu'ils ont remporté 18 matchs et l'Égypte treize, avec dix matchs nuls ; l'Égypte a cependant obtenu plus de succès en Afrique que la Tunisie. Les « Aigles de Cartage » ont marqué 47 buts tandis que l'Égypte n'en a marqué que 38. Le match avec le plus de buts a lieu le 11 décembre 1977 pour les qualifications à la coupe du monde 1978 avec une victoire des Tunisiens (4-1) qui contribue à leur qualification pour la coupe du monde. La Tunisie a affronté l'équipe égyptienne à sept reprises lors des qualifications pour la coupe du monde ou pour la coupe d'Afrique des nations. Les trois qualifications pour la coupe du monde ont lieu en 1974,, 1978, et 1998,, la Tunisie se qualifiant lors des deux dernières éditions contre l'Égypte.

#### Maroc

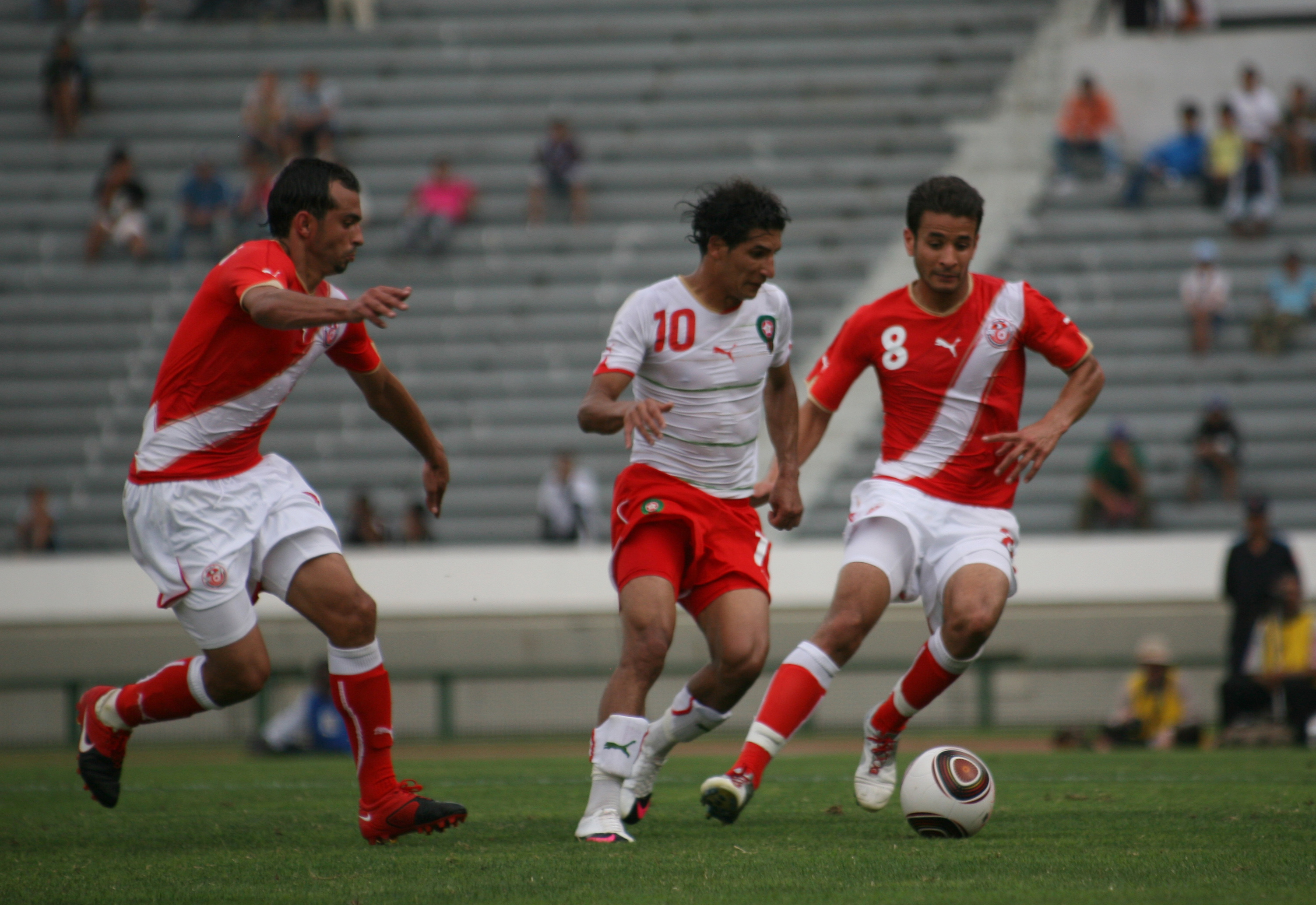
Tunisie contre le Maroc, pour les qualifications au CHAN 2011.

Les Tunisiens et les Marocains ont disputé cinquante et un matchs depuis leur indépendance de la France en 1956. Leur premier match visant la qualification pour la coupe du monde 1962 a lieu le 30 octobre 1960 à Casablanca. La plupart des matchs sont disputés lors des qualifications pour la coupe du monde lors des éliminatoires en 1962, 1970, 1978, 1990, 1994 et 2006,. Les deux formations se sont également rencontrées quatre fois en coupe d'Afrique des nations, avec un match nul en 1978 et 2000 et des victoires de l'équipe tunisienne en 2004 et 2012. Le match le plus important est la finale de la coupe d'Afrique des nations 2004 au stade du 7-Novembre à Radès, lors de laquelle les Tunisiens remportent leur premier titre africain. Le bilan global est favorable aux Marocains avec quatorze victoires, 28 nuls et neuf défaites, mais la Tunisie a réussi à dominer la majorité des rencontres officielles dans les grandes compétitions. Le dernier match entre ces équipes remonte à un match amical remporté par le Maroc à Fès le 6 juin 2025.

#### Mali

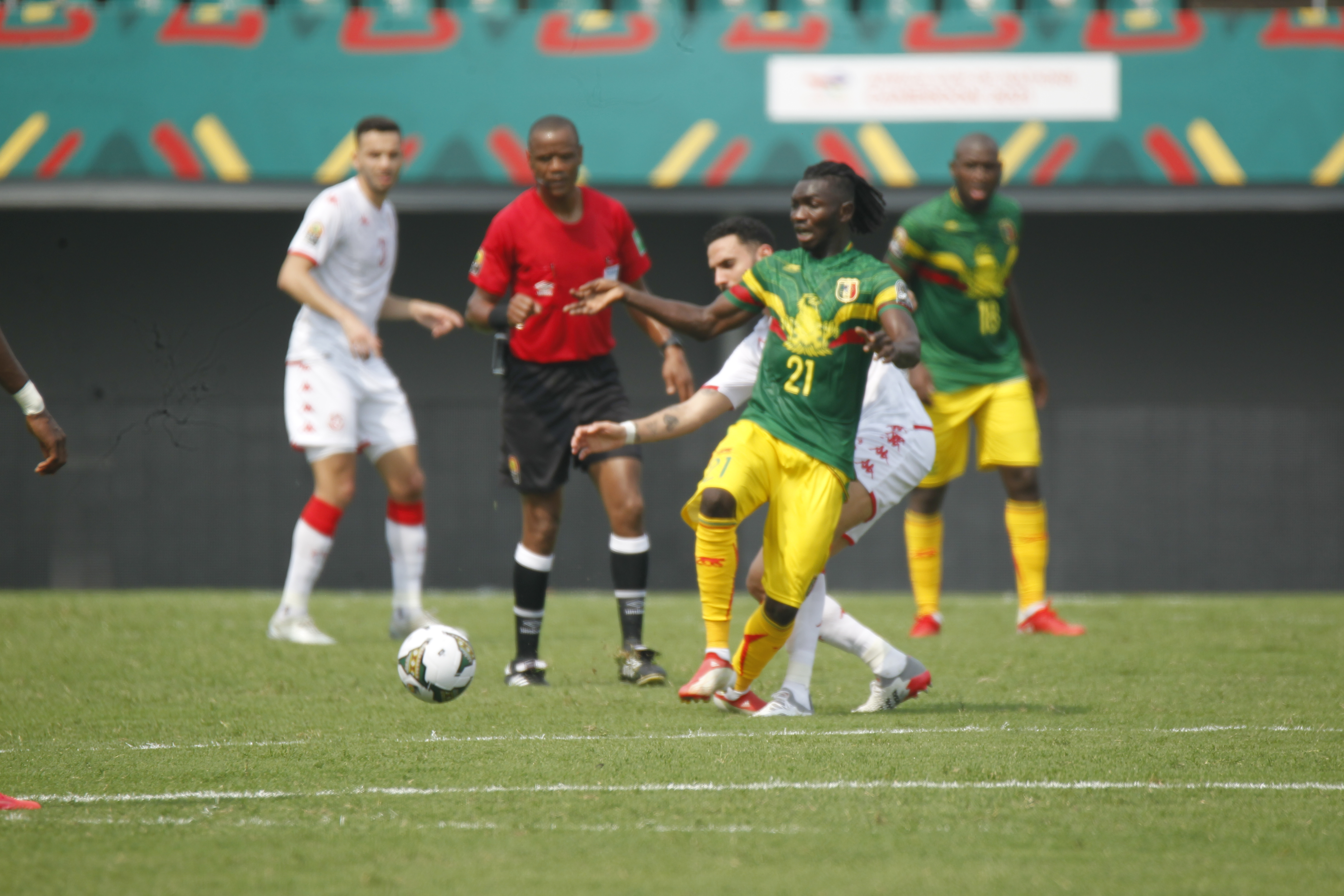
Tunisie-Mali à la CAN 2021.

La rivalité entre la Tunisie et le Mali s'est notamment manifestée ces dernières années lors de la coupe d'Afrique des nations (CAN). Les deux équipes se rencontrent pour la première fois le 6 janvier 1974, lors d'un match amical à Bamako, qui se termine par une victoire (1-0) du Mali. Le match entre les deux équipes lors de la CAN 1994, qui se déroule en Tunisie, reste l'un des plus grands revers connu par l'équipe tunisienne, puisque le Mali remporte le match (2-0), ce qui conduit à l'exclusion précoce de la Tunisie de la compétition. Ces dernières années, les équipes se sont rencontrés lors de trois éditions consécutives de la CAN en 2019, 2021 et 2023, toutes en phase de groupes, avec deux victoires du Mali et un nul. Les deux équipes se sont aussi rencontrées lors du troisième et dernier tour des éliminatoires pour la coupe du monde 2022, la Tunisie se qualifiant après avoir remporté le match aller à Bamako (1-0), grâce à un but contre son camp du défenseur Moussa Sissako,,, alors qu'un match nul et vierge prévaut lors du match retour à Radès. C'est alors la meilleure chance du Mali de se qualifier pour le mondial.

#### Libye
Le premier match entre la Libye et la Tunisie a lieu le 2 juin 1957 et se termine par une victoire des Tunisiens (4-2). Un seul match est joué entre les deux pays en coupe d'Afrique des nations, lors de l'édition 1982, et se termine par une victoire libyenne (0-2). Les deux équipes se rencontrent lors des éliminatoires de la coupe du monde 2018, la Tunisie ayant remporté le match aller (1-0) et obtenu un nul (0-0) au match retour, la Tunisie se qualifiant ainsi pour la coupe du monde ce jour-là. Ils se rencontrent ensuite lors des éliminatoires de la coupe d'Afrique des nations 2021, où la Tunisie s'impose largement (4-1 au match aller à Radès et 5-2 au match retour à Benghazi). Les deux équipes se rencontrent à nouveau lors des éliminatoires de la coupe d'Afrique des nations 2023, et une fois de plus la Tunisie remporte les deux matchs (3-0 et 1-0),. La Tunisie remporte par ailleurs deux matchs amicaux en 2006,.

#### Guinée équatoriale
La rivalité avec la Guinée équatoriale est marquée par la CAN 2015, au cours de laquelle une série de décisions de l'arbitre mauricien Rajindraparsad Seechurn conduit à une victoire pour les hôtes équato-guinéens (2-1), alimentant la colère parmi les joueurs tunisiens,. Avant cela, les deux équipes s'étaient rencontrées lors des éliminatoires de la coupe du monde 2014 (victoire 3-1 et nul 1-1,). Par la suite, la Tunisie et la Guinée équatoriale se retrouvent pour les éliminatoires de la CAN 2021, que la Tunisie remportent à deux reprises (1-0 et 2-1,), les éliminatoires de la Coupe du monde 2022 (victoire 3-0 et défaite 0-1,) et les éliminatoires de la CAN 2023 (victoire 4-0 et défaite 0-1,). Les deux équipes nationales devraient à nouveau s'affronter lors les éliminatoires de la Coupe du monde 2026.

## Sélectionneurs
La position de sélectionneur de l'équipe de Tunisie est créée en 1956 à la suite de la nomination du premier d'entre eux, Rachid Turki. 39 hommes ont occupé le poste depuis sa création ; six d'entre eux ont occupé le poste à titre intérimaire : Faouzi Benzarti (un match pendant la CAN 1994), Sami Trabelsi (six matchs en 2011, jusqu'à sa nomination à temps plein), Ruud Krol (deux matchs), Nizar Khanfir (en) (un match), Maher Kanzari (deux matchs), Montasser Louhichi (quatre matchs) et Kais Yaâkoubi (deux matchs).
Roger Lemerre a occupé le poste le plus longtemps à ce jour, avec un mandat de six ans à la tête de l'équipe en 67 matchs. Il est également le sélectionneur le plus titré après avoir remporté la coupe d'Afrique des nations 2004, atteint la Coupe des confédérations 2005 et s'être qualifié pour la coupe du monde 2006. L'entraîneur yougoslave Milan Kristić est devenu le premier sélectionneur étranger de l'équipe en 1960. En tant que sélectionneur, il est seul responsable de tous les éléments de l'équipe sur le terrain. Entre autres activités, cela comprend la sélection de l'équipe nationale, de l'équipe de départ, du capitaine, de la tactique, des remplaçants et des tireurs.
L'entraîneur a une relative liberté de choisir son personnel car certains entraîneurs ont refusé d'entraîner l'équipe en raison du refus de la Fédération tunisienne de football de nommer des entraîneurs adjoints étrangers. Cela est le cas de Jacques Santini en 2008 et de Raymond Domenech. Cependant, la fédération a accepté la proposition d'Henryk Kasperczak en 2015 de nommer le Français Patrick Hesse.
- Dernière mise à jour :  Tunisie -  Maroc (6 juin 2025).
- Légende : CM (Coupe du monde) ; JO (Jeux olympiques) ; CAN (Coupe d'Afrique des nations) ; CA (Coupe arabe) ; ‡ (sélectionneur par intérim).

| Sélectionneur                                  | Début             | Fin              | J  | G  | N  | P  | Gagnés % | Résultats |
| ---------------------------------------------- | ----------------- | ---------------- | -- | -- | -- | -- | -------- | --- |
| Rachid Turki                                   | 1956              | 1957             | 0  | 0  | 0  | 0  | 0 %      | NC |
| Habib Draoua (DTN) Hechmi Cherif Larbi Soudani | 1957              | 1960             | 15 | 7  | 2  | 6  | 46,67 %  | NC |
| Milan Kristić                                  | 1960              | 1961             | 23 | 5  | 4  | 14 | 21,74 %  | JO 1960 - 1er tour CM 1962 - Non qualifiée                                                                             |
| Frane Matošić                                  | 1961              | 1962             | 6  | 1  | 2  | 3  | 16,67 %  | CAN 1962 - Troisième                                                                                                   |
| André Gérard                                   | 1963              | 1965             | 34 | 15 | 9  | 10 | 44,12 %  | CA 1963 - Vainqueur CAN 1963 - 1er tour                                                                                |
| Mokhtar Ben Nacef                              | 1965              | 1968             | 15 | 5  | 8  | 2  | 33,33 %  | CAN 1965 - Finaliste CAN 1968 - Non qualifiée                                                                          |
| Radojica Radojičić                             | 17 novembre 1968  | 17 avril 1969    | 9  | 2  | 3  | 4  | 22,22 %  | NC |
| Sereta Begović                                 | 27 avril 1969     | 13 juin 1969     | 5  | 0  | 4  | 1  | 0 %      | CM 1970 - Non qualifiée                                                                                                |
| Ameur Hizem (1)                                | 11 novembre 1970  | 16 juillet 1974  | 33 | 16 | 6  | 11 | 48,48 %  | CM 1974 - Non qualifiée                                                                                                |
| André Nagy                                     | septembre 1974    | février 1975     | 10 | 4  | 1  | 5  | 40 %     | NC |
| Abdelmajid Chetali                             | 12 février 1975   | 20 décembre 1978 | 52 | 18 | 18 | 16 | 34,61 %  | CAN 1976 - Non qualifiée CAN 1978 - Demi-finaliste CM 1978 - Premier tour                                              |
| Ameur Hizem (2)                                | décembre 1978     | avril 1979       | 3  | 1  | 1  | 1  | 33,33 %  | NC |
| Hmid Dhib                                      | juillet 1979      | août 1980        | 14 | 3  | 3  | 5  | 21.43 %  | CM 1982 - Non qualifiée                                                                                                |
| Ryszard Kulesza                                | août 1981         | décembre 1983    | 25 | 10 | 5  | 10 | 40 %     | CAN 1982 - 1er tour CAN 1984 - Non qualifiée                                                                           |
| Youssef Zouaoui (1)                            | septembre 1984    | février 1986     | 26 | 13 | 3  | 8  | 54,16 %  | CAN 1986 - Non qualifiée CM 1986 - Non qualifiée                                                                       |
| Jean Vincent                                   | octobre 1986      | avril 1987       | 10 | 1  | 2  | 7  | 10 %     | CAN 1988 - Non qualifiée                                                                                               |
| Taoufik Ben Othman                             | septembre 1987    | juillet 1988     | 16 | 4  | 3  | 9  | 25 %     | NC |
| Antoni Piechniczek (1)                         | août 1988         | septembre 1988   | 9  | 3  | 3  | 3  | 33,33 %  | JO 1988 - 1er tour |
| Mokhtar Tlili                                  | novembre 1988     | juillet 1989     | 14 | 3  | 4  | 7  | 21,43 %  | CAN 1990 - Non qualifiée                                                                                               |
| Antoni Piechniczek (2)                         | juillet 1989      | novembre 1989    | 8  | 2  | 2  | 4  | 25 %     | CM 1990 - Non qualifiée                                                                                                |
| Mrad Mahjoub                                   | avril 1990        | février 1993     | 26 | 8  | 13 | 5  | 30,77 %  | CAN 1992 - Non qualifiée CM 1994 - Non qualifiée                                                                       |
| Youssef Zouaoui (2)                            | mars 1993         | mars 1994        | 13 | 4  | 6  | 3  | 30,77 %  | NC |
| Faouzi Benzarti ‡ (1)                          | mars 1994         | mars 1994        | 1  | 0  | 1  | 0  | 0 %      | CAN 1994 - 1er tour |
| Henryk Kasperczak (1)                          | mai 1994          | juin 1998        | 59 | 30 | 11 | 18 | 50,84 %  | CAN 1996 - Finaliste JO 1996 - 1er tour CAN 1998 - Quart de finaliste CM 1998 - 1er tour                               |
| Francesco Scoglio                              | 1er juillet 1998  | 14 février 2001  | 32 | 19 | 8  | 5  | 59,73 %  | CAN 2000 - Demi-finaliste                                                                                              |
| Eckhard Krautzun                               | 12 mars 2001      | 20 août 2001     | 5  | 4  | 0  | 1  | 80 %     | CM 2002 - 1er tour |
| Henri Michel                                   | 28 novembre 2001  | 13 mars 2002     | 7  | 2  | 3  | 2  | 28,75 %  | CAN 2002 - 1er tour |
| Ammar Souayah                                  | 26 mars 2002      | 24 juillet 2002  | 6  | 0  | 3  | 3  | 0 %      | NC |
| Roger Lemerre                                  | 1er août 2002     | 30 juin 2008     | 72 | 38 | 16 | 18 | 52,77 %  | CAN 2004 - Vainqueur CC 2005 - 1er tour CAN 2006 - Quart de finaliste CM 2006 - 1er tour CAN 2008 - Quart de finaliste |
| Humberto Coelho                                | 30 juin 2008      | 18 novembre 2009 | 18 | 8  | 7  | 3  | 44,44 %  | CM 2010 - Non qualifiée                                                                                                |
| Faouzi Benzarti (2)                            | 23 novembre 2009  | 23 janvier 2010  | 5  | 0  | 4  | 1  | 0 %      | CAN 2010 - 1er tour |
| Bertrand Marchand                              | 4 juin 2010       | 15 décembre 2010 | 6  | 3  | 1  | 2  | 50 %     | NC |
| Sami Trabelsi                                  | 11 mars 2011      | 8 février 2013   | 31 | 13 | 10 | 8  | 41,93 %  | CAN 2012 - Quart de finaliste CAN 2013 - 1er tour                                                                      |
| Nabil Maâloul (1)                              | 14 février 2013   | 8 septembre 2013 | 7  | 2  | 3  | 2  | 28,57 %  | NC |
| Ruud Krol ‡                                    | 18 septembre 2013 | 17 novembre 2013 | 2  | 0  | 1  | 1  | 0 %      | CM 2014 - Non qualifiée                                                                                                |
| Nizar Khanfir (en) ‡                           | 19 février 2014   | 26 mars 2014     | 1  | 0  | 1  | 0  | 0 %      | NC |
| Georges Leekens                                | 27 mars 2014      | 26 juin 2015     | 18 | 7  | 7  | 4  | 38,88 %  | CAN 2015 - Quart de finaliste                                                                                          |
| Henryk Kasperczak (2)                          | 13 juillet 2015   | 7 avril 2017     | 25 | 12 | 5  | 8  | 48 %     | CAN 2017 - Quart de finaliste                                                                                          |
| Nabil Maâloul (2)                              | 27 avril 2017     | 12 juillet 2018  | 13 | 6  | 4  | 3  | 46,15 %  | CM 2018 - 1er tour |
| Faouzi Benzarti (3)                            | 28 juillet 2018   | 20 octobre 2018  | 3  | 3  | 0  | 0  | 100 %    | NC |
| Maher Kanzari ‡                                | 21 octobre 2018   | 21 novembre 2018 | 2  | 0  | 0  | 2  | 0 %      | NC |
| Alain Giresse                                  | 14 décembre 2018  | 21 août 2019     | 12 | 5  | 4  | 3  | 41,67 %  | CAN 2019 - Demi-finaliste                                                                                              |
| Mondher Kebaier                                | 29 août 2019      | 30 janvier 2022  | 33 | 21 | 4  | 8  | 63,63 %  | CA 2021 - Finaliste CAN 2021 - Quart de finaliste                                                                      |
| Jalel Kadri                                    | 30 janvier 2022   | 24 janvier 2024  | 27 | 14 | 7  | 6  | 51,85 %  | CM 2022 - 1er tour CAN 2023 - 1er tour                                                                                 |
| Montasser Louhichi ‡                           | 26 janvier 2024   | 14 juin 2024     | 4  | 1  | 3  | 0  | 25 %     | NC |
| Faouzi Benzarti (4)                            | 1er juillet 2024  | 22 octobre 2024  | 4  | 2  | 1  | 1  | 50 %     | NC |
| Kais Yaâkoubi ‡                                | 23 octobre 2024   | 18 novembre 2024 | 2  | 1  | 0  | 1  | 50 %     | NC |
| Sami Trabelsi (2)                              | 10 février 2025   | présent          | 4  | 3  | 0  | 1  | 75 %     | NC |

## Effectif

### Appelés récemment
Les joueurs suivants ne font pas partie du dernier groupe appelé mais ont été retenus en équipe nationale au cours de l'année 2024.
| Pos. | Nom                      | Date de naissance | Sél. | Buts | Club           | Dernier appel                  |
| ---- | ------------------------ | ----------------- | ---- | ---- | -------------- | ------------------------------ |
| GK   | Mouez Hassen             | 5 mars 1995       | 21   | 0    | Club africain  | Nouvelle-Zélande, 26 mars 2024 |
| DF   | Hamza Ben Abda           | 14 mars 1995      | 0    | 0    | Club africain  | Malawi, 24 mars 2025           |
| DF   | Nader Ghandri            | 18 février 1995   | 19   | 0    | Akhmat Grozny  | Malawi, 24 mars 2025           |
| ML   | Ghailene Chaalali        | 28 février 1994   | 32   | 1    | Al-Ahli SC     | Namibie, 9 juin 2024           |
| ML   | Mohamed Ali Ben Romdhane | 6 septembre 1999  | 46   | 3    | Ferencváros TC | Liberia, 19 mars 2025          |
| AT   | Naïm Sliti               | 27 juillet 1992   | 79   | 14   | Al-Shamal SC   | Malawi, 24 mars 2025           |
| AT   | Seifeddine Jaziri        | 12 février 1993   | 39   | 11   | Zamalek SC     | Malawi, 24 mars 2025           |

### Provenance des joueurs
La Tunisie bénéficie d'une diaspora de plus d'un million de personnes en Europe, ce qui lui permet de compter sur des binationaux pour renforcer son équipe. Cependant, dans la majorité des cas, les binationaux sont confrontés à un choix : jouer pour leur pays natal (très souvent en Europe) ou leur pays d'origine, la Tunisie. Certains comme Wahbi Khazri ont choisi leur pays d'origine alors que d'autres comme Hatem Ben Arfa et Wissam Ben Yedder ont choisi leur pays de naissance, la France, alors que Sami Khedira a choisi l'Allemagne.
| Allemagne | Suède                                                     | Brésil                              | Suisse                                             |
| --- | --------------------------------------------------------- | ----------------------------------- | -------------------------------------------------- |
| - Mohamed Dräger - Marc Lamti - Sofian Chahed - Änis Ben-Hatira - Sami Allagui - Nejmeddin Daghfous | - Ali Youssef - Adam Ben Lamin - Amor Layouni - Rami Kaib | - José Clayton - Francileudo Santos | - Yassin Mikari - Salim Khelifi - Sayfallah Ltaief |
| Danemark | Norvège                                                   | Pays-Bas                            | Italie                                             |
| - Anis Ben Slimane | - Sebastian Tounekti                                      | - Omar Rekik                        | - Karim Laribi                                     |
| France |                                                           |                                     |                                                    |
| - Wahbi Khazri - Nabil Makni - Hamza Rafia - Montassar Talbi - Yohan Benalouane - Syam Ben Youssef - Alaeddine Yahia - David Jemmali - Aïmen Demai - Selim Ben Djemia - Adel Chedli - Hamed Namouchi - Nabil Taïder - Nader Ghandri - Larry Azouni - Naïm Sliti - Mouez Hassen - Hannibal Mejbri - Mehdi Nafti - Idris El Mizouni - Abdelkader Oueslati - Ellyes Skhiri - Aïssa Laïdouni - Saîf-Eddine Khaoui - Selim Benachour - Hocine Ragued - Jamel Saihi - Fahid Ben Khalfallah - Chaouki Ben Saada - Bilel Mohsni - Yoann Touzghar - Anice Badri - Dylan Bronn - Wajdi Kechrida - Aymen Belaïd - Tijani Belaïd - Fabien Camus - Stéphane Nater - Adel Bettaieb - Mohamed Ben Fredj (en) - Mohamed Gouaida - Elias Achouri - Elias Damergy - Chaïm El Djebali |                                                           |                                     |                                                    |

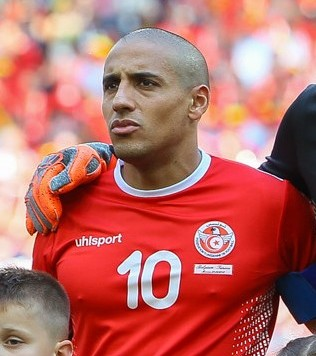
Wahbi Khazri.
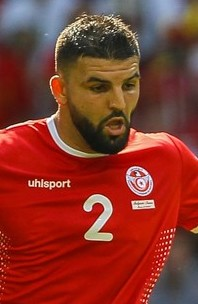
Syam Ben Youssef.
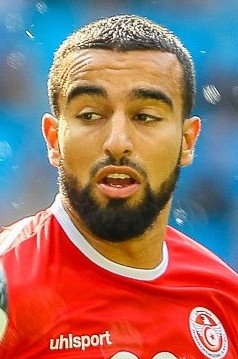
Naïm Sliti.
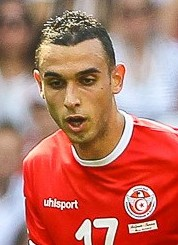
Ellyes Skhiri.
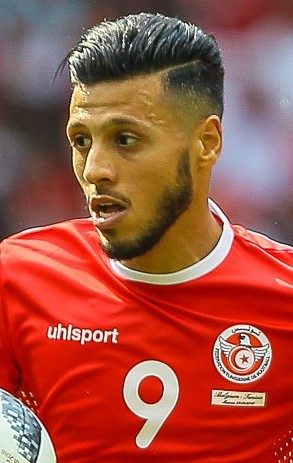
Anice Badri.

| France                                                | Allemagne      | Suède          | Suisse                              | Pays-Bas      |
| ----------------------------------------------------- | -------------- | -------------- | ----------------------------------- | ------------- |
| - Hatem Ben Arfa - Wissam Ben Yedder - Sabri Lamouchi | - Sami Khedira | - Kerim Mrabti | - Nassim Ben Khalifa - Zeki Amdouni | - Karim Rekik |

## Résultats en 2025
| Date             | Stade                                  | Lieu                       | Adversaire             | Compétiton | Score  | Buteurs tunisiens         |
| ---------------- | -------------------------------------- | -------------------------- | ---------------------- | ---------- | ------ | ------------------------- |
| 19 mars 2025     | Complexe sportif Samuel-Kanyon-Doe     | Monrovia, Liberia          | Liberia                | QCDM 2026  | 0-1    | Mastouri 4e               |
| 24 mars 2025     | Stade olympique de Radès               | Radès, Tunisie             | Malawi                 | QCDM 2026  | 2-0    | Jaziri 86e, Achouri 90+2e |
| 2 juin 2025      | Stade olympique de Radès               | Radès, Tunisie             | Burkina Faso           | A          | 2-0    | Mastouri 90+1e            |
| 6 juin 2025      | Complexe sportif de Fès                | Fès, Maroc                 | Maroc                  | A          | 2-0    | —                         |
| 9 juin 2025      | —                                      | Casablanca, Maroc          | Centrafrique           | A          | Annulé | Annulé                    |
| septembre 2025   | Stade olympique de Radès               | Radès, Tunisie             | Liberia                | QCDM 2026  |        |                           |
| septembre 2025   | Nuevo Estadio de Malabo                | Malabo, Guinée équatoriale | Guinée équatoriale     | QCDM 2026  |        |                           |
| octobre 2025     | Stade d'honneur d'Oujda                | Oujda, Maroc               | Sao Tomé-et-Principe   | QCDM 2026  |        |                           |
| octobre 2025     | Stade olympique de Radès               | Radès, Tunisie             | Namibie                | QCDM 2026  |        |                           |
| décembre 2025    | À déterminer                           | Qatar                      | Qatar                  | CA 2025    |        |                           |
| décembre 2025    | À déterminer                           | Qatar                      | Syrie ou Soudan du Sud | CA 2025    |        |                           |
| décembre 2025    | À déterminer                           | Qatar                      | Palestine ou Libye     | CA 2025    |        |                           |
| 23 décembre 2025 | Stade annexe olympique Moulay-Abdallah | Rabat, Maroc               | Ouganda                | CAN 2025   |        |                           |
| 27 décembre 2025 | Stade de Fès                           | Fès, Maroc                 | Nigeria                | CAN 2025   |        |                           |
| 30 décembre 2025 | Stade annexe olympique Moulay-Abdallah | Rabat, Maroc               | Tanzanie               | CAN 2025   |        |                           |

## Infrastructures
Après l'indépendance de la Tunisie en 1956, le stade Chedly-Zouiten, avec une capacité de 18 000 places, accueille tous les matchs de l'équipe nationale. Il accueille également la CAN 1965 et la CAN 1994, ainsi que la coupe du monde juniors en 1977, avant d'être remplacé par le stade olympique d'El Menzah avec une capacité de 45 000 places construit en 1967 pour les Jeux méditerranéens. Le premier match de la Tunisie y est joué le 8 septembre 1967 contre la Libye, la Tunisie remportant le match sur un score de 3-0. Ce stade, devenu le nouveau fief des Aigles de Carthage, accueille la coupe du monde des moins de 20 ans en 1977, avant d'être entièrement rénové pour la CAN 1994. Il accueille également la CAN 2004.
En 2001, le stade olympique de Radès avec une capacité de 60 000 places est inauguré pour les Jeux méditerranéens ; le premier match y a lieu le 7 juillet 2001 entre l'Étoile sportive du Sahel et le Club sportif de Hammam Lif pour la finale de la coupe de Tunisie, le Club sportif de Hammam Lif remportant le trophée sur un but unique d'Anis Ben Chouikha. Depuis ce match, la Tunisie utilise ce stade pour presque tous les grands matchs à domicile, y compris la finale de la CAN 2004. Les Tunisiens accueillent aussi leurs matchs au stade Mustapha-Ben-Jannet de Monastir, qui a une capacité de 20 000 places. En outre, il existe de nombreux autres sites qui accueillent l'équipe tunisienne, comme le stade olympique de Sousse, qui accueille un match amical contre la Suisse en novembre 2012 et un match de qualification à la CAN 2012 contre le Tchad (remportée par la Tunisie sur un score de 5-0). Le stade olympique de Gabès est également choisi pour accueillir un match amical contre la Mauritanie, qui se termine par un match nul en octobre 2016,.
| Image | Nom                                      | Capacité | Localisation | Dernier match                    |
| ----- | ---------------------------------------- | -------- | ------------ | -------------------------------- |
|       | Stade olympique de Radès                 | 60 000   | Radès        | v. Burkina Faso (6 juin 2025)    |
|       | Stade olympique d'El Menzah (en travaux) | 40 000   | Tunis        | v. Ouganda (4 janvier 2017)      |
|       | Stade olympique de Sousse                | 40 000   | Sousse       | v. Suisse (14 novembre 2012)     |
|       | Stade Mustapha-Ben-Jannet                | 25 000   | Monastir     | v. Cameroun (24 mars 2017)       |
|       | Stade olympique de Gabès                 | 18 000   | Gabès        | v. Mauritanie (15 novembre 2016) |

## Soutien et image

### Emblème

Emblèmes de l'équipe de Tunisie
Écusson placé sur les maillots de l'équipe nationale entre 1978 et 1994[774].
Écusson placé sur les maillots de l'équipe nationale entre 1998 et 2000.
Écusson placé sur les maillots de l'équipe nationale entre 2000 et 2002.
Écusson placé sur les maillots de l'équipe nationale entre 2002 et 2006[775].
Écusson placé sur les maillots de l'équipe nationale depuis 2006[776].
Écusson accompagné d'une étoile indiquant la victoire de la Coupe d'Afrique des nations.

### Évolution des maillots

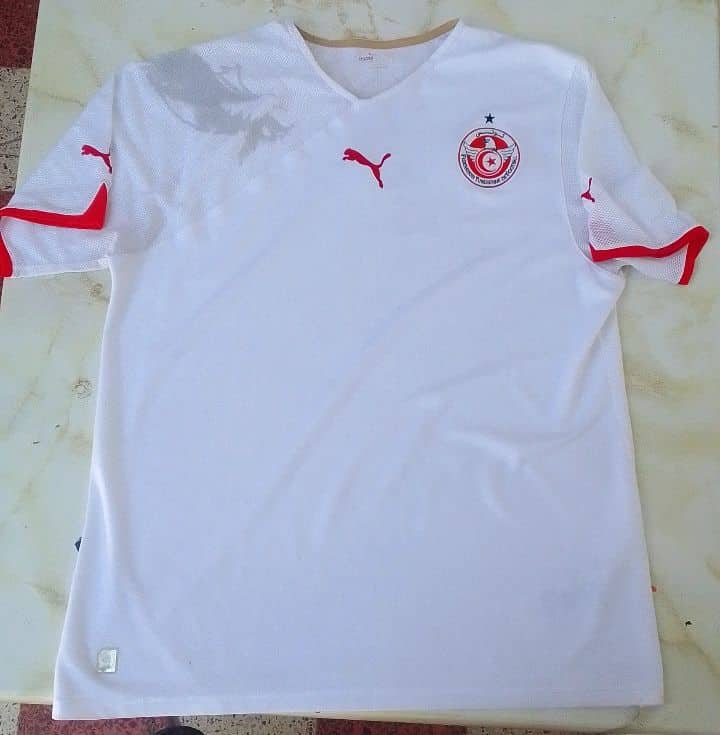
Maillot l'équipe de Tunisie entre 2010 et 2011 par Puma.

Dans l'histoire de l'équipe nationale, six entreprises ont fourni des kits à partir de 1970. L'entreprise allemande Adidas les fournit pendant 24 ans, notamment lors de la coupe du monde 1978, avec une première série de maillots rouges avec des logos Adidas et des chaussettes en blanc ; tout est blanc avec des logos Adidas rouges pour le deuxième kit. À partir de 1994, la société italienne Lotto fournit l'équipe jusqu'en 1998, notamment lors de sa participation à la coupe du monde 1998. Le premier ensemble est blanc et décoré de formes rouges courbes sur les épaules et la poitrine,, tandis que le second ensemble est rouge, avec des formes rouges courbes sur les épaules, la poitrine et l'abdomen.
La société allemande Uhlsport fournit l'équipe en 2000-2001, saison durant laquelle la société conçoit un maillot blanc avec une ligne sur la poitrine qui s'étend jusqu'aux mains et un deuxième ensemble composé d'une chemise rouge avec la même ligne en blanc sur la poitrine et étendue jusqu'aux mains. De 2002 à 2011, la société allemande Puma fournit les kits à partir de la coupe du monde 2002, six modèles au total, tous similaires, avec un kit principal blanc et des logos Puma rouges ; le kit de rechange est rouge avec des logos Puma blancs,,,.
En 2012, la Fédération tunisienne de football conclut un contrat avec la société suisse Burrda Sport pour une période de quatre ans,, jusqu'en 2016, celle-ci fournissant les kits de l'équipe lors des coupes d'Afrique des nations 2012, 2013 et 2015. En 2016, Uhlsport revient avec un contrat d'une durée de trois ans ; la société présente notamment le kit utilisé durant la coupe du monde 2018,,. À partir de 2019, la société italienne Kappa fournit les kits de l'équipe. L'un d'eux est noir avec des bordures grises formant un aigle, en référence au surnom de l'équipe, les « Aigles de Carthage ».

#### Maillots à domicile
| 1978      | 1981–1982 | 1990      | 1992–1994 | 1996      | 1997      | 1998      | 2000–2001 |
| 2001–2002 | 2002–2004 | 2004–2005 | 2005      | 2006–2007 | 2008–2009 | 2010–2011 | 2011      |
| 2012–2013 | 2014–2016 | 2016–2018 | 2018–2019 | 2019–2020 | 2020–2021 | 2022      | 2022–2023 |
| 2024–     |           |           |           |           |           |           |           |

#### Maillots à l'extérieur
| 1978      | 1992–1994 | 1997      | 1998      | 2000–2001 | 2001–2002 | 2002–2004 | 2004–2005 |
| 2005      | 2006–2007 | 2008–2009 | 2010–2011 | 2011      | 2012–2013 | 2014–16   | 2016–2018 |
| 2018–2019 | 2019–2020 | 2020–2021 | 2022      | 2022–2023 | 2024–     |           |           |

#### Troisièmes maillots
| 2016–2018 | 2018–2019 | 2019–2021 | 2022–2023 | 2024– |

#### Autres maillots
| 2016 vs · Mauritanie | 2016 vs · Libye |

### Équipementiers
| Période   | Équipementiers   | Sou     |
| --------- | ---------------- | ------- |
| 1956-1970 | Équipement local | [ 799 ] |
| 1970-1994 | Adidas           | [ 800 ] |
| 1994-1995 | Guidas           | [ 801 ] |
| 1995-1998 | Kappa            | [ 802 ] |
| 1998-2000 | Lotto            | [ 803 ] |
| 2000-2001 | Uhlsport         | [ 804 ] |
| 2002-2010 | Puma             | [ 805 ] |
| 2010-2016 | Burrda Sport     | [ 806 ] |
| 2016-2018 | Uhlsport         | [ 789 ] |
| 2018-0    | Kappa            | [ 794 ] |

### Supporters

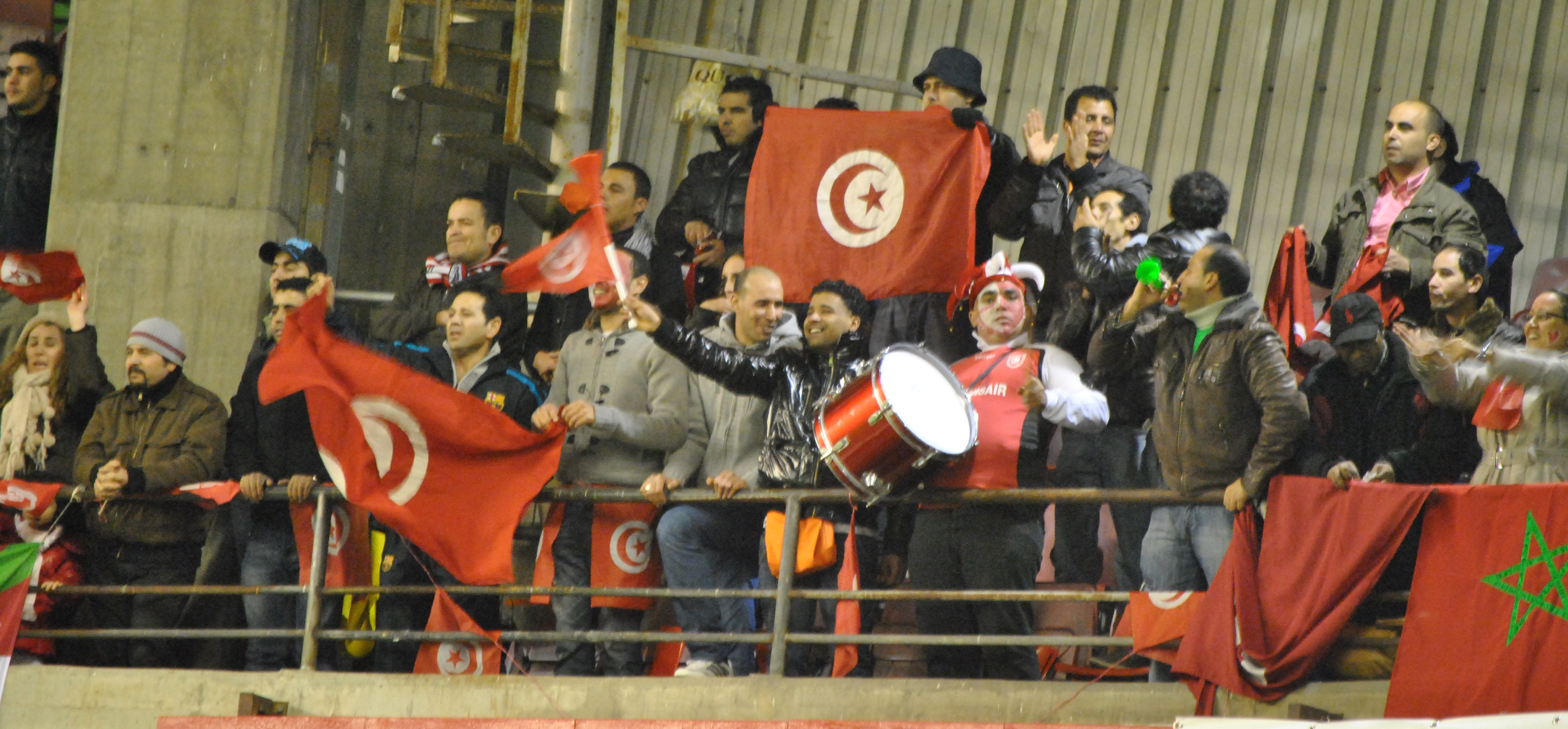
Supporters tunisiens au stade San Mamés de Bilbao.

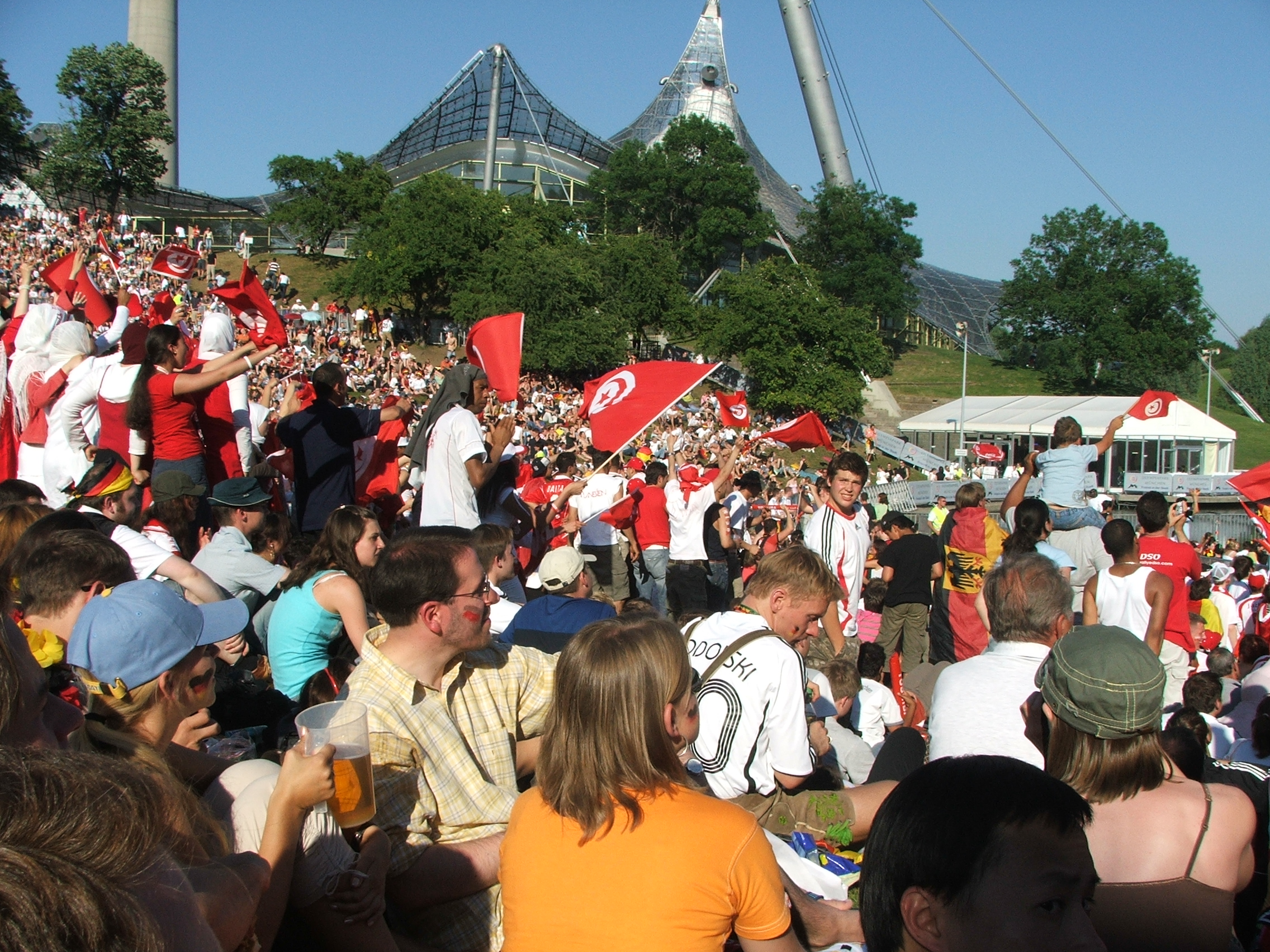
Supporters durant la coupe du monde 2006.

Les supporters de l'équipe nationale tunisienne arborent le drapeau national du pays et mettent généralement l'accent sur la couleur rouge. L'un des plus grands moments pour l'équipe est l'accueil qui lui est réservé à l'aéroport international de Tunis-Carthage au retour de la coupe du monde 1978. La popularité de l'équipe est également apparue lors de la CAN 2004 organisée en Tunisie. Le stade olympique de Radès accueille 60 000 spectateurs durant les six matchs du tournoi,. La détérioration de la performance de l'équipe après la coupe du monde 2006 conduit à son absence des étapes finales des deux coupes du monde suivantes et met à rude épreuve sa popularité. Les stades sont presque vides lors des matchs pendant cette période.
Parmi les fans qui ont continué à soutenir l'équipe dans les moments difficiles, Béchir Manoubi est l'un des plus fidèles. Assistant aux matchs dans le monde entier à partir de 1960, il devient célèbre pour porter un sombrero et son costume couvert de milliers de slogans et de cartes évoquant les différents événements auxquels il a participé. Le match de qualification pour la coupe du monde 2006, le 6 octobre 2005 contre le Maroc, quelques jours avant sa mort, est le dernier événement auquel il a assisté. L'émergence de nouveaux joueurs et la montée en puissance d'une nouvelle génération, en plus des résultats du deuxième mandat d'Henryk Kasperczak, accroissent l'enthousiasme des supporters et la confiance en une campagne de coupe du monde réussie. En raison de ce pic de popularité, la FIFA classe les supporters tunisiens parmi les meilleurs de la coupe du monde 2018, marquée par la présence de 15 à 20 000 d'entre eux en Russie pour les trois matchs de poules, même si la Tunisie ne réussit pas à répondre aux attentes puisqu'elle ne passe pas la phase de groupes.

### Surnom
L'équipe tunisienne est surnommée « Les Aigles de Carthage » et doit ce surnom à la ville de Carthage, fondée par les Phéniciens de Tyr à la fin du IXe siècle av. J.-C..

## Anciens joueurs

### Gardiens
- Abdelkader Ghalem
- Khaled Gharbi
- Mohamed Ayachi
- Sadok Sassi
- Mokhtar Naili
- Ali Boumnijel
- Chokri El Ouaer
- Boubaker Ezzitouni
- Khaled Fadhel
- Mokhtar Guebsi
- Mahmoud Kanoun
- Abdelwahed Abdallah
- Ghazi Limam
- Ahmed Bourchada
- Mondher Almia
- Lamine Ben Aziza
- Moncef Tabka
- Abdallah Trabelsi
- Aymen Mathlouthi

### Défenseurs
- Mounir Boukadida
- Taoufik Hicheri
- Khaled Ben Yahia
- Hédi Berrekhissa
- Ferid Chouchane
- José Clayton
- Mokhtar Dhouib
- Khaled Badra
- Radhi Jaïdi
- Mohsen Labidi Jendoubi
- Ali Kaabi
- Taoufik Mhedhebi
- Mourad Okbi (en)
- Tarek Thabet
- Hatem Trabelsi
- Mohamed Trabelsi
- Sami Trabelsi
- Mohsen Habacha
- Yassin Mikari
- Alaeddine Yahia

### Milieux
- Hammadi Agrebi
- Zoubaier Baya
- Ayadi Hamrouni
- Noureddine Ben Arfa
- Taoufik Ben Othman
- Riadh Bouazizi
- Abdelmajid Chetali
- Sirajeddine Chihi
- Tarak Dhiab
- Hassen Gabsi
- Kaïs Ghodhbane
- Nejib Ghommidh
- Lotfi Hsoumi
- Nabil Maâloul
- Mohamed Ali Mahjoubi
- Skander Souayah
- Nader Werda
- Khemaïs Laabidi
- Maher Kanzari
- Khaled Korbi

### Attaquants
- Habib Akid
- Mohamed Ali Akid
- Amor Ben Tahar
- Tahar Chaïbi
- Ezzedine Chakroun
- Mohieddine Habita
- Abdelhamid Hergal
- Ziad Jaziri
- Riadh Jelassi
- Temime Lahzami
- Jameleddine Limam
- Faouzi Rouissi
- Francileudo Santos
- Ezzeddine Hadj Sassi
- Adel Sellimi
- Zied Tlemçani
- Mehdi Ben Slimane
- Sami Allagui
- Wahbi Khazri